# Walderveense molen
De Walderveense molen staat aan de Renswoudsestraatweg in de buurtschap Walderveen in Lunteren, tussen Barneveld en Renswoude in de provincie Gelderland. Het is een in 1895 door de molenmaker Wijnveen uit Voorthuizen gebouwde stenen windmolen, eerder stond er een standerdmolen. die wordt gebruikt voor het malen van graan, zoals gerst, rogge, maïs en tarwe voor veevoer. Op de molen is een koekenbreker en een zakkenlift aanwezig.
De molen is ingericht als boerengemaal wat onder andere blijkt uit de trap van de maal- naar de steenzolder, die tussen de twee maalkoppels staat en de maalbakken die vlak bij het luiluik uitkomen. Op een boerengemaal werden vaak kleine partijtjes gemalen waarbij de boer wachtte tot het graan gemalen was en het meel dan meteen meenam. Op het ene maalkoppel werd het graan gebroken en op het andere werd het gebroken graan vermalen tot meel.

## Geschiedenis

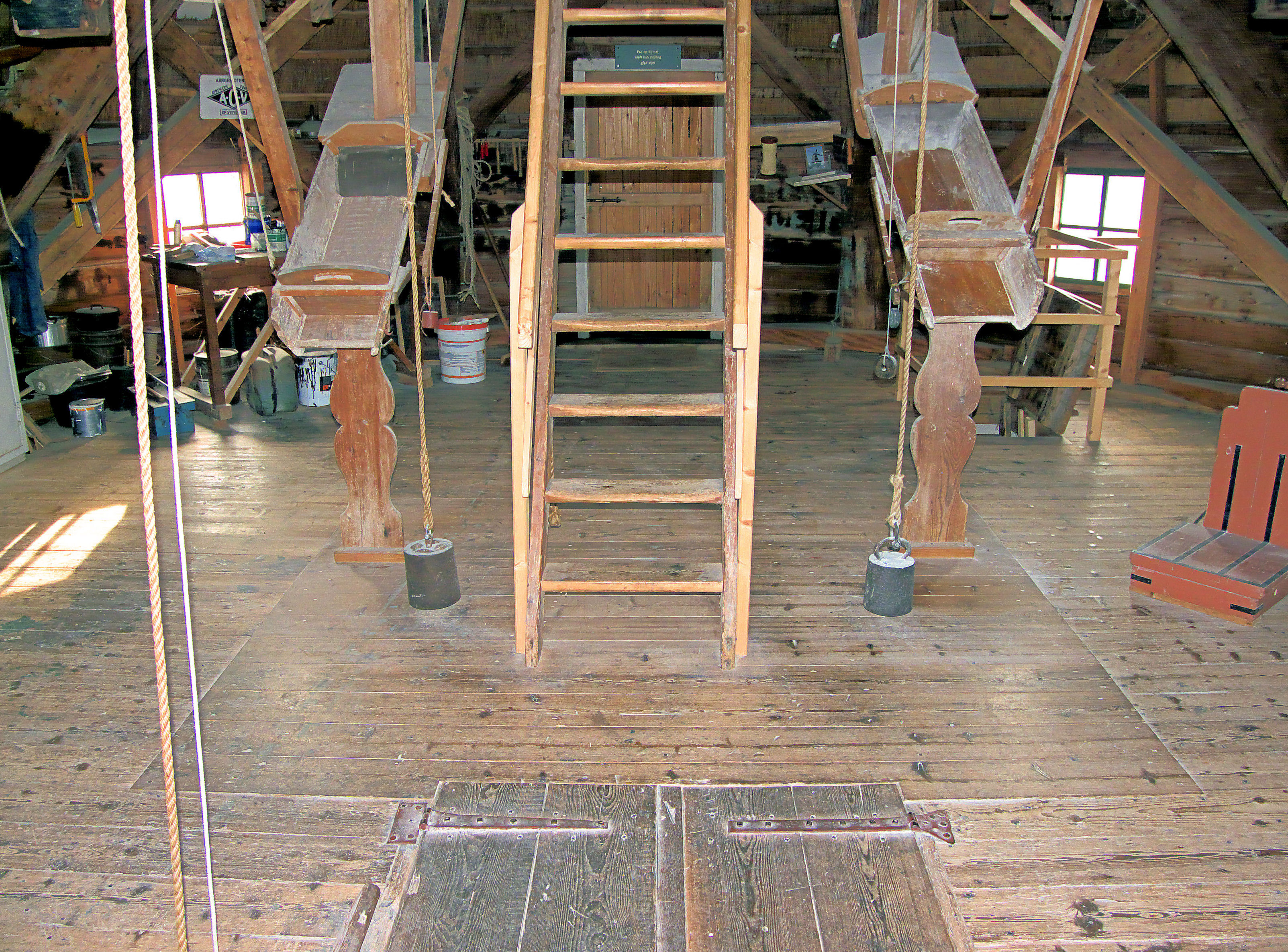
Opstelling maalbakken. De vloer van de maalzolder is in 1975 gedeeltelijk vernieuwd.

In 1566 stond er in Walderveen al een standerdmolen. Het oorspronkelijke molenaarshuis aan de Renswoudsestraatweg 26 gebouwd in 1855 door Gerrit Wilbrink is een hallehuisboerderij. Het "nieuwe" molenaarshuis met 30 als huisnummer is gebouwd door Hendrik Mulder, toen hij de standerdmolen kocht van Ruud Adema. In 1895 werd boven op een stenen onderbouw een tweedehandsmolen geplaatst, die in 1849 in Zaandam was gebouwd. Deze brandde in 1911 af. Op de stenen voet werd in 1912 weer een tweedehandsmolen gebouwd.
In 1909 werd in een aan de oostzijde van de molen gebouwd stenen motorhok een 14 pk petroleummotor geplaatst, die een op de begane grond geplaatste maalstoel met zestiender stenen aandreef. De petroleummotor met toebehoren kostte 1300 gulden en het motorhok 2505,80 gulden, waaronder twee kunststenen samen voor 150 gulden. In 1925 kreeg molenaar Arie Mulder een vergunning voor het plaatsen van een 31-34 pk Crossley ruwoliemotor type 0.117 in een maalschuur ten zuiden van de molen. Ook werd er toen een graanschuur gebouwd. De ruwoliemotor werd koud gestart en was na 60 seconden in vol bedrijf. Deze motor dreef twee maalstoelen in de maalschuur aan. Vanaf dat moment gebeurde het malen meer en meer op motorkracht en begon de molen in verval te raken. Na de Tweede Wereldoorlog werd alleen nog gemalen met een hamermolen. In 1960 kwam een 29.267 gulden kostende en in 1962 afgeronde restauratie op gang. Daarna werd op de molen door Nico van Koerten nog voor medicinale voeders gemalen.

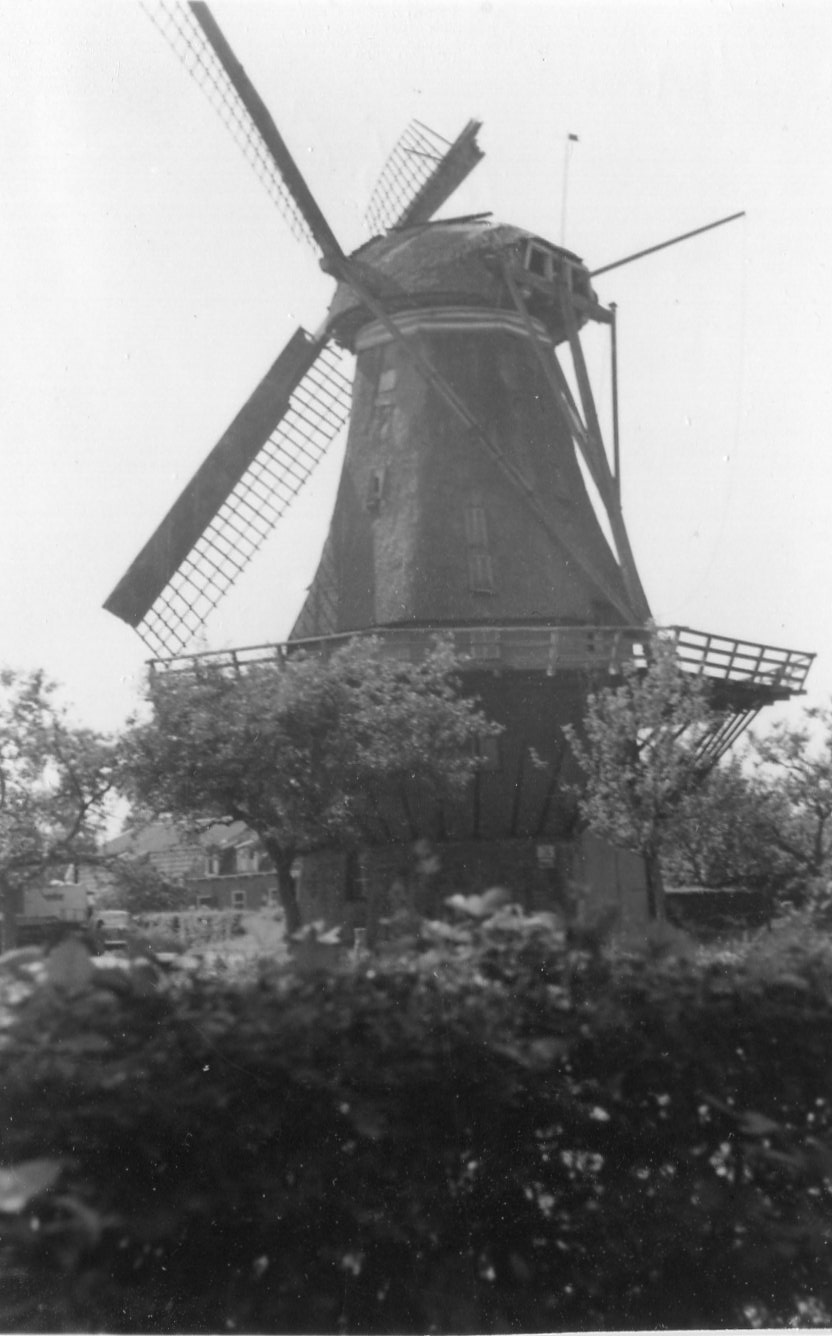
Wiekverbetering in 1959 naar eigen molenaarsontwerp afgeleid van de Dekkerwiek, dat ook op enkele andere molens in de omgeving van Ede werd toegepast.

Op 22 december 2014 zijn er voor het bepalen van de ouderdom van het achtkant en de kap vijf boormonsters genomen voor dendrochronologisch onderzoek. Volgens dit onderzoek is de boom voor de grenen achtkantstijl nummer II rond 1790 gekapt en die voor nummer VI rond 1780. De bomen zijn afkomstig uit Noordoost Polen. Dit komt overeen met het ingehakte jaartal 1801 in een van de achtkantstijlen. Het achtkant zou dan in 1801 gebouwd kunnen zijn door molenmaker H. de Roos uit Leeuwarden. In 1955/1956 heeft een zekere A. de Roos uit de omgeving van Leeuwarden de Puurveense molen gerestaureerd. Onbekend is of dit een nazaat was van H. de Roos. De boom voor de eikenhouten penbalk in de kap is rond 1875 gekapt en stamt uit het Weser-Leinberglandes. Het linker voeghout kon niet gedateerd worden.

## Beschrijving
De molen is een achtkante korenmolen van het type stellingmolen met een stenen onderbouw en een grenenhouten, rietgedekte bovenbouw. De stelling zit op 5,90 m. ter hoogte van het ondertafelement. De liggers van de stelling liggen in de stenen voet en zijn verankerd aan het ondertafelement. De stelling heeft een buitensluiting. Oorspronkelijk was de keerkuip geschilderd in de kleuren rood, wit, blauw.
Er zijn 2 koppel maalstenen. Beide maalstenen zijn maalvaardig en worden gebruikt al naargelang de behoefte. Een van de stenen is bijvoorbeeld bij uitstek geschikt voor het malen van "fijne" stoffen. Het ene koppel is nog van natuursteen, bestaande uit basalt uit de Duitse Eifel. Het andere koppel is van kunststeen met een speciale, harde laag aan de maalzijde, waarvan de groeven (uitslag) van een iets zachter materiaal gemaakt zijn dan de kerven, zodat de steen zichzelf enigszins scherpt. De stenen zijn voorzien van een regulateur, waardoor het malen gelijkmatiger verloopt.
De balken in de kap zijn van eikenhout. De kap is in 1990 voorzien van een zogenaamd Engels kruiwerk, hetgeen een kruiwerk met ijzeren rollen is. Tegelijkertijd is de kruilier vervangen door een kruirad. Op 25 november 2011 is de eiken staartbalk vervangen en de kruilier weer teruggeplaatst. Vroeger draaide de kap op neuten (houten blokken), die aan de bovenkant van ijzeren plaatwerk waren voorzien. Op de detailfoto zijn nog de inkepingen te zien waarin de blokken geschoven werden. Ook heeft er ooit een stutvang in plaats van de nu aanwezige vlaamse vang gezeten, hetgeen nog te zien is aan de stutkast op het linker voeghout. Op de overring zit een slagstuk.

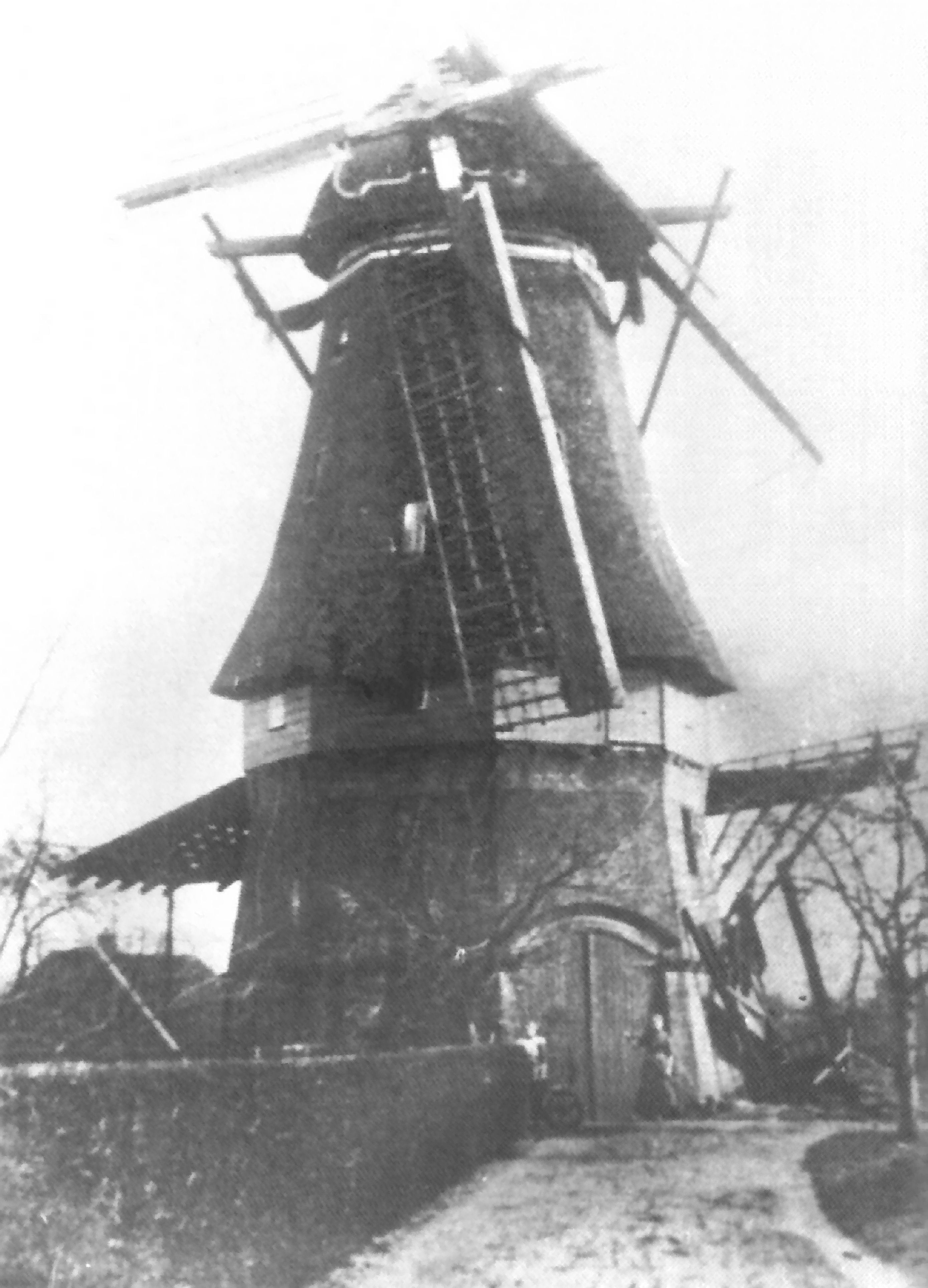
De op 16 februari 1916 verongelukte molen

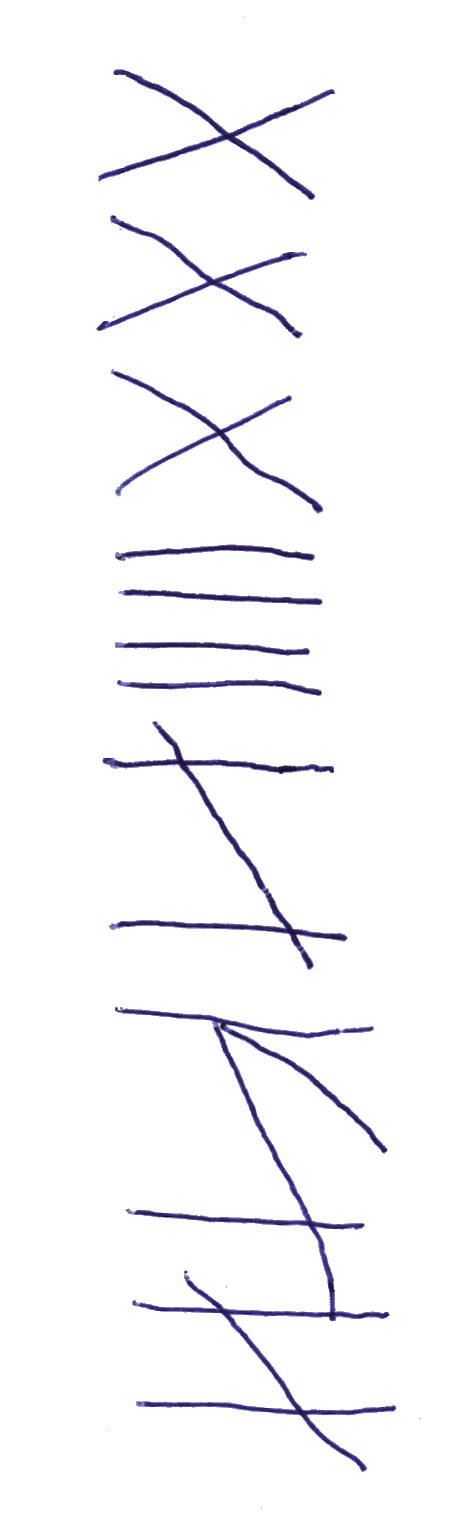
Telmerken, vlotmerken, eigendomsmerken of belastingmerken op de buitenkant van de achtkantstijl

Op 4 juni 1911, pinksterzondag, brandde 's avonds de houten achtkant met de rieten kap door blikseminslag af. Ook ging hierbij 300 mud graan verloren. Op de overblijvende stenen onderbouw werd in 1912 een nieuwe molen gebouwd met onderdelen van andere molens afkomstig van het molensloopbedrijf Gebr. de Boer uit Oostzaan. Mulder ging volgens een door hem bijgehouden kasboek op 7 juli 1911 een molen kopen in Oostzaan. Op 8 november 1911 betaalde hij voor de tweedehands molen 1870 gulden. Het vervoer per schip naar Nijkerk kostte 65 gulden en voor het vervoer vanaf Nijkerk naar Walderveen werd 50 gulden betaald. De totale kosten van de tweedehands molen inclusief transport en de herbouw bedroegen 4298,06 gulden.
De herkomst van de nieuwe molenonderdelen is tot op heden in feite onbekend. Hierover circuleren verschillende versies. Onderdelen van een houtzaag- en korenmolen uit Drachten (de molen van Van Beek), de houten achtkant met het jaartal 1801 met initialen HR (Harrie Ritzen, H. Roos ?) op de achtkantstijl op het zuidwesten ter hoogte van de steenzolder en een tweedehands kap van een molen uit de Zaanstreek, De Duinmeier uit 1681 en afgebroken in 1912, zouden gebruikt zijn. De molen van Van Beek werd gebouwd met onderdelen van de in 1677-1680 gebouwde De os in Workum. Gelet op de dendrochronologische datering rond 1790 kan het houten achtkant dus niet afkomstig zijn van de molen van Van Beek.
Op een achtkantstijl zit op de buitenkant telmerken, vlotmerken, eigendomsmerk of bewijs van betaling belasting ingekerfd. De houten achtkant was te groot voor de voet, die daarom 80 cm schuin naar buiten werd opgemetseld. De kap is eigenlijk te groot voor de achtkant en waarschijnlijk zijn de voeghouten aan de voorkant ingekort. Bijzonder zijn de dubbele kistramen in de houten achtkant. Waarschijnlijk heeft de maalzolder er oorspronkelijk niet gezeten maar daar ongeveer een meter boven een andere vloer (krukzolder?). Het spoorwiel, het bovenwiel en de bonkelaar zijn waarschijnlijk afkomstig uit de voormalige oliemolen De Duinmeier. Het spoorwiel heeft waarschijnlijk vroeger in de oliemolen dienstgedaan als steenwiel en heeft losse dammen. Twee sectoren van het spoorwiel zijn vernieuwd. Het oude gedeelte heeft kammen van azijnhout en de nieuwe sectoren van acaciahout. Het bovenwiel en de bonkelaar zijn conisch en waarschijnlijk nieuw gemaakt, nadat de oliemolen door de toenmalige eigenaar, Molenaar, was omgebouwd tot pelmolen. De plooistukken en de velgen van het bovenwiel zijn van iepenhout en de kruisarmen van eikenhout gemaakt.
Door een stormvlaag brak op woensdag 16 februari 1916 een wiek van de houten buitenroe af, waarna de bovenas dompte en nog twee wieken afbraken toen ze tegen de stelling en de molenromp sloegen, ook die van de ijzeren pot binnenroe. Het was een stormachtige dag, waarbij in de Bilt het uurgemiddelde van de windsnelheid 18,5 m/sec bedroeg. Er werd die dag zonder zeil en met beide koppels gemalen. De as kon dompen, omdat de springbeugel te licht bleek te zijn en bij het dompen afbrak. De toenmalige molenaar Mulder kwam hierbij enige tijd vast te zitten in de molen. Nadien is er over de pen een zware springbeugel gemonteerd, die zijn dienst een jaar later bewees toen de molen 's nachts bij een zware storm achteruit ging draaien. Bij de februaristorm van 1953 brak een gedeelte van de wieken af en sloeg dwars door de stelling.
Het luiwerk voor het opluien (ophijsen) van de zakken graan bestaat uit een luias en een luitafel. Een gaffelwiel ontbreekt, waardoor niet met de hand opgeluid kan worden. Daarom is er tevens een elektrisch aangedreven luiwerk aanwezig. Voor het afschieten (laten zakken) is op de maalzolder een apart afschietwerk aanwezig, bestaande uit een as met een wiel dat afgeremd kan worden met een met de hand bediende rem. Vlak hierboven zit een tweede afschietwerk, bestaande uit een kast met drie schijven, dat vermoedelijk gebruikt werd om naar de graanzolder af te schieten.
De uit 1862 afkomstige, 4,70 m lange, gietijzeren bovenas is van de fabrikant L.T. Enthoven & Co. met als nummer 333. De as wordt gesmeerd met reuzel en de kammen (tanden) op de tandwielen met bijenwas. De vang, waarmee het wiekenkruis wordt afgeremd, is een met een wipstok bediende Vlaamse vang bestaande uit vijf blokken. In de ezel zit voor het scharnieren van de vangbalk een schuif, waardoor een traploze afstelling van de vangbalk mogelijk is. De koningsspil is gelagerd in de lange spruit.

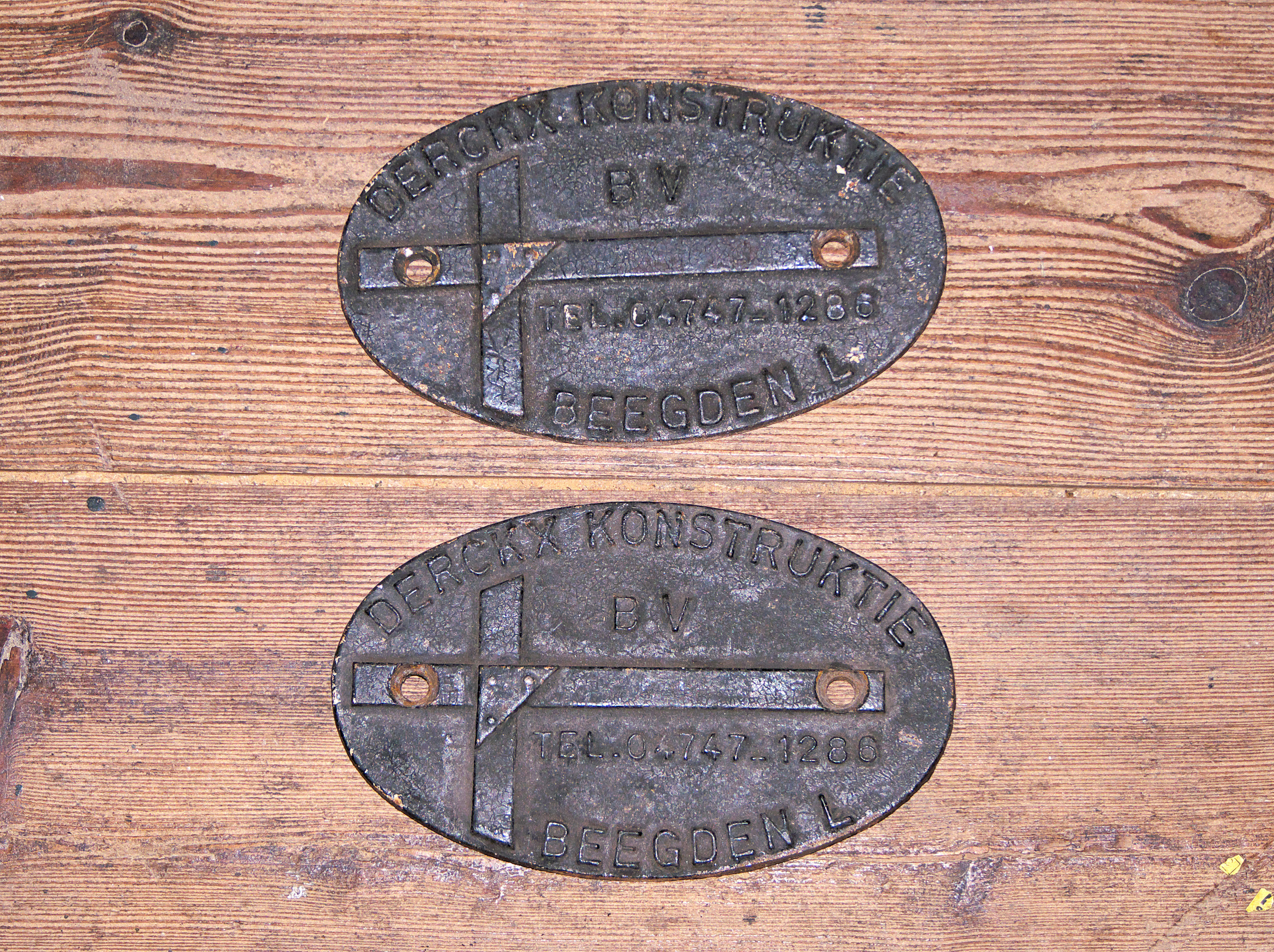
Roeplaatjes

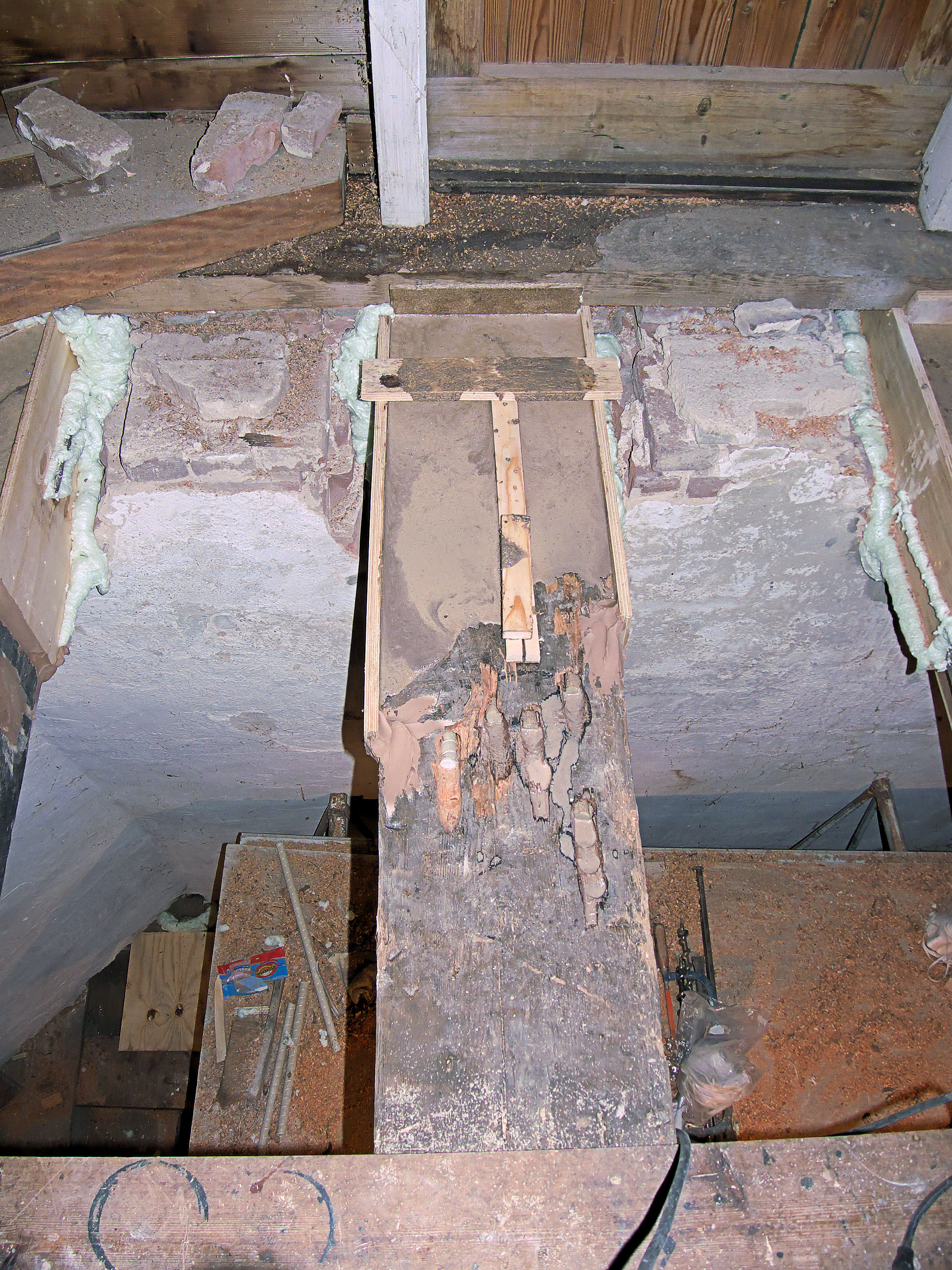
Aangegoten balkkoppen

De molen is gerestaureerd in 1912, 1916, 1962, 1980, 1990, 2005 en 2014 en beschikt weer over de klassieke wiekvoering, met zeil (oudhollandse tuigage, zonder andere aerodynamische middelen, zoals bv. fokwieken).
In 1916 werd een van de afgebroken roeden vervangen door een potroe afkomstig van de poldermolen Klein Houdijk Teijlingen of Klein Houdijker Molen uit Kamerik. Voor de twee nieuwe roeden werd 336 gulden betaald. Het totale herstel in 1916 bedroeg 882 gulden.

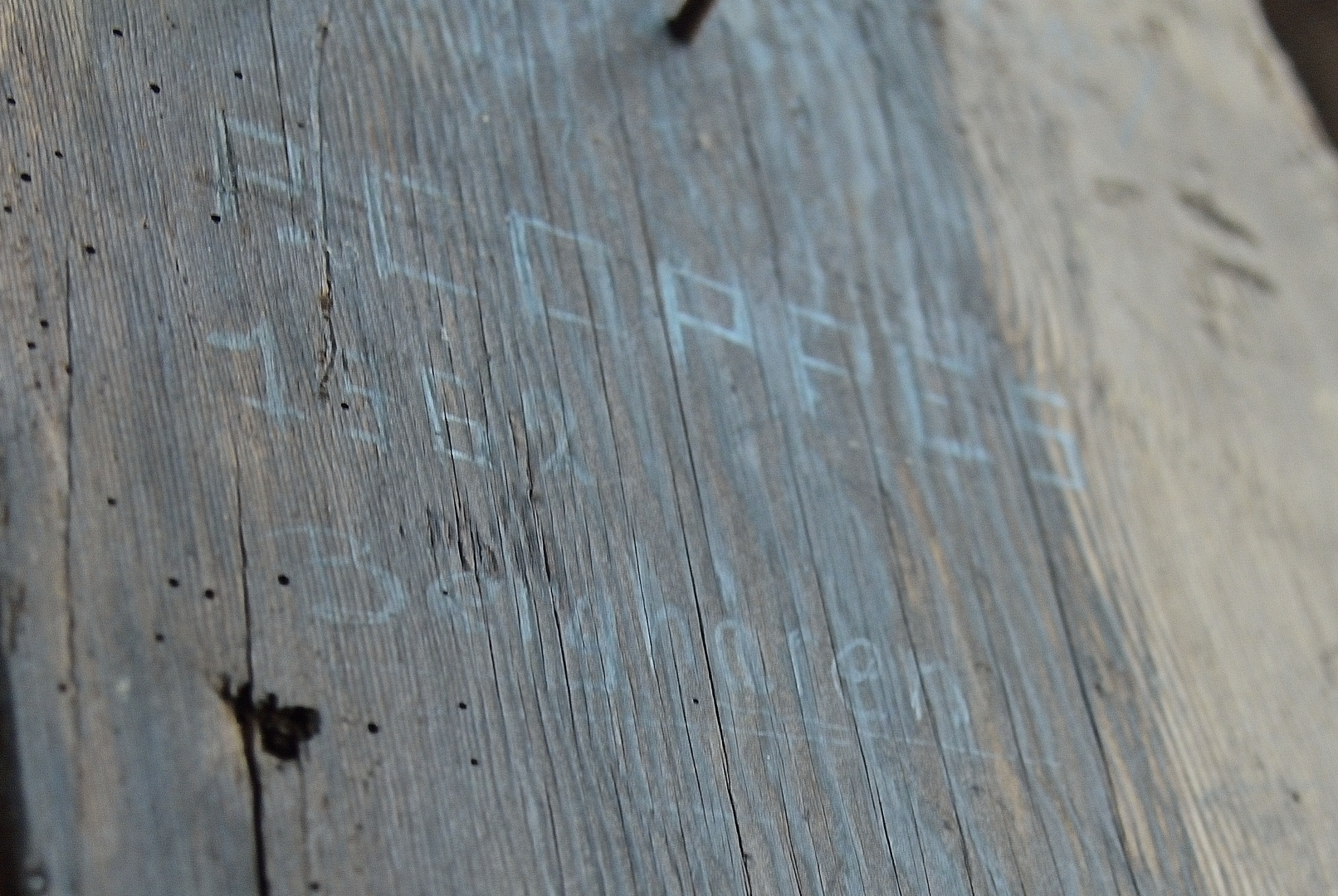
P.COPPES, 1962, Bergharen

In 1961/62 werd de molen geheel opnieuw met riet gedekt en werd de stelling vernieuwd. Ook werden twee nieuwe, gelaste roeden met Busselneuzen gestoken. Daarvoor hadden de roeden een wiekverbetering naar eigen molenaarsontwerp, die afgeleid was van de Dekkerwiek. Ook op enkele andere molens in de omgeving werd dit ontwerp toegepast, zoals op De Hoop in Lunteren. Op een achtkantstijl staat aan de zijkant onderelkaar: P.COPPES 1962 Bergharen.
Bij de restauratie in 1980 zijn weer nieuwe roeden gestoken, maar nu zonder de Busselneuzen en werden de wieken weer van een oudhollandse tuigage voorzien. De in 1979 gemaakte, 21,50 m lange roeden zijn afkomstig van de firma Derckx. De binnenroe heeft als nummer 326 en de buitenroe 325. Bij deze restauratie zijn de lange spruit en de lange schoren vervangen. Ook zijn nieuwe essenhouten belegstukken op het bovenwiel gezet en zijn enkele kammen vervangen. Daarnaast is de staartbalk vernieuwd en is de kruilier vervangen door een kruirad. Deze restauratie kostte totaal ruim 142.000 gulden.
In 1990 werden na een beschadiging door een januaristorm de roeden hersteld, drie velden opnieuw met riet gedekt, vijf veldkruizen aan de westkant vervangen door eikenhouten, drie ondertafelementstukken vervangen, de bovenbouw van de molen rechtgezet door het aanbrengen van vijf, azobé peulstukken onder de achtkantstijlen en ter versteviging trekijzers tussen verschillende verbindingen, zoals achtkantstijlen en bintbalken, aangebracht. Op twee grenen achtkantstijlen zijn eikenhouten opzetstukken geplaatst. Ook is er een rollaag op de kraag van de stenen voet gemetseld voor de ingekorte schoren, die door het ontbreken van leklatjes waren ingerot en is er een kraag rondom de molen op de stelling aangebracht waardoor er geen regenwater meer tegen de stenen voet komt. In 1990 is ook het neutenkruiwerk vervangen door een Engels kruiwerk. 
In 2004 werd de kap van de molen gehaald voor het vervangen van het riet, maar er bleek meer te moeten gebeuren. Uiteindelijk is de molen in 2005 voor 110.000 euro opgeknapt. Het riet van de kap is vernieuwd en de molen voorzien van een nieuwe verflaag.
Aan de buitenkant van de houten achtkant was in het riet het jaartal 1962 te zien, het jaar dat het riet op dit gedeelte van de achtkant was aangebracht. Er is toen voor het vastzetten van het riet koperdraad gebruikt in plaats van het gebruikelijke touw. Later is op een ander gedeelte nieuw riet aangebracht dat wel met touw is vastgezet.
Eind november 2009 zijn negen balkkoppen beta-polymeerchemisch hersteld. Het betreft de vier balkkoppen van de twee legeringsbalken (oude binnenroeden) van de graanzolder en vijf balkkoppen aan de zuidwestkant van de maalzolder. De balkkoppen zijn vlak bij de muur met een kettingzaag afgezaagd, waarna een bekisting is aangebracht en in de balken van bovenaf zes schuine gaten zijn geboord voor de 20 mm dikke, polyester gebonden glasvezelwapeningstaven. Het geheel is aangegoten met speciale epoxyharsen gemengd met een vulstof. Voor de afdichting van de naden in de tijdelijke bekisting en scheuren in de balken werd purschuim en klei gebruikt.
In november 2011 is de molen opnieuw van een verflaag voorzien, de staartbalk vervangen en de kruilier nu met een kruireep in plaats van de staalkabel weer teruggeplaatst. In september 2016 is de molen weer geverfd.
Op 12 mei 2012 is het 100-jarig bestaan van de molen gevierd en is het boek "Waaien doet Draaien" over de Walderveense molen en haar geschiedenis met de postkoets over de postweg naar de molen gebracht.
In januari 2014 is de stelling geheel vernieuwd en heeft het stellinghek nu drie in plaats van twee tussenschoten (planken). In maart 2014 is een maalstoel met EMF Dordt elektromotor uit 1930 en schakelbord uit Blijham aangekocht en op 27 juli 2021 met weerstand, elektrische materiaal en schakelbord van Heemaf/Hazemeyer in de Walderveense molen geplaatst. De maalstoel heeft veertiender maalstenen. De maalstoel zelf stamt uit 1826 en werd in 1903 in de molen De Hoop geplaatst. In november/begin december 2014 zijn de oost-, zuidoost- en zuidzijde met nieuw, Kalenberger riet gedekt en zijn in deze zijden de kistramen ook vernieuwd.
Eind oktober 2016 is het fundament vertint en de onderste 50 cm van de voet opnieuw gevoegd. In de eerste helft van februari 2017 zijn een kruisarm, de velg, kammen en dammen van het spoorwiel vernieuwd en is het wiel weer zuiver rond gemaakt, het was iets eivormig.
Op 2 december 2020 zijn de staartbalk, de twee lange schoren en een korte schoor vernieuwd. In december 2021 zijn enkele kistramen en een stellingdeur vernieuwd. Ook zijn er bredere nokplanken op de kap aangebracht. Tevens zijn de rietplanken en windborden vernieuwd en zijn in de voorzomen op enkele plaatsen nieuwe stukken aangebracht.
In de periode oktober 2024 tot half februari 2025 is er groot onderhoud gepleegd. Het riet van de kap is vernieuwd evenals het achterkeuvelens en de korte spruit, nieuwe roeden, één heklengte langer dan de oude, gestoken en het hekwerk van de roeden vernieuwd. Ook zijn er vier nieuwe zeilen. Twee achtkantstijlen zijn aan de bovenkant drie meter vernieuwd en aangeheeld en de twee schegstukken vervangen. Ook zijn driedelen van het boventafelement met de daarbij behorende kruivloer vervangen. De door rot aangetaste steunder is versterkt met epoxyhars. Tevens is de kuip vervangen.

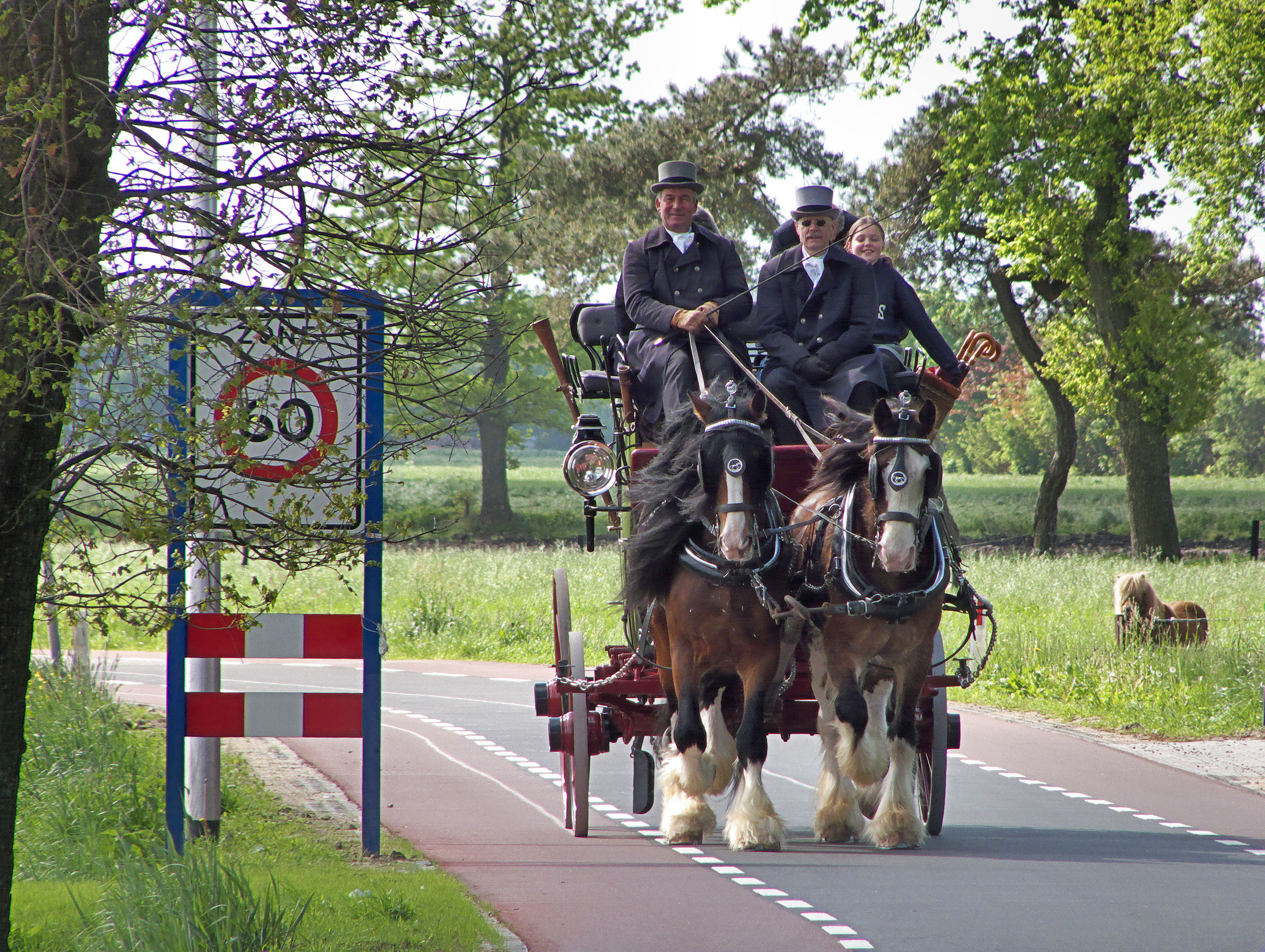
Het boek "Waaien doet Draaien" wordt per postkoets over de postweg naar de molen gebracht.
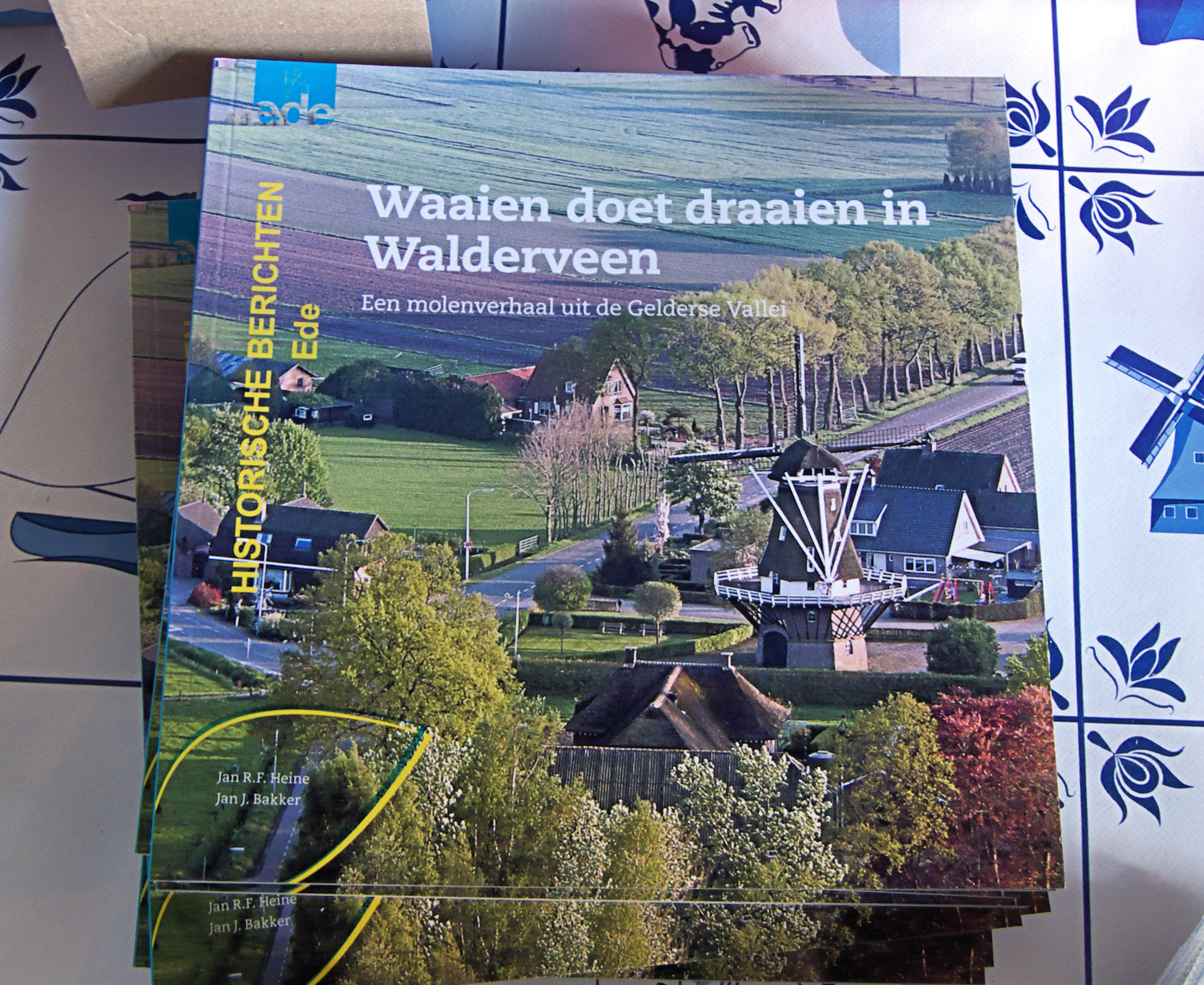
Het boek "Waaien doet Draaien"
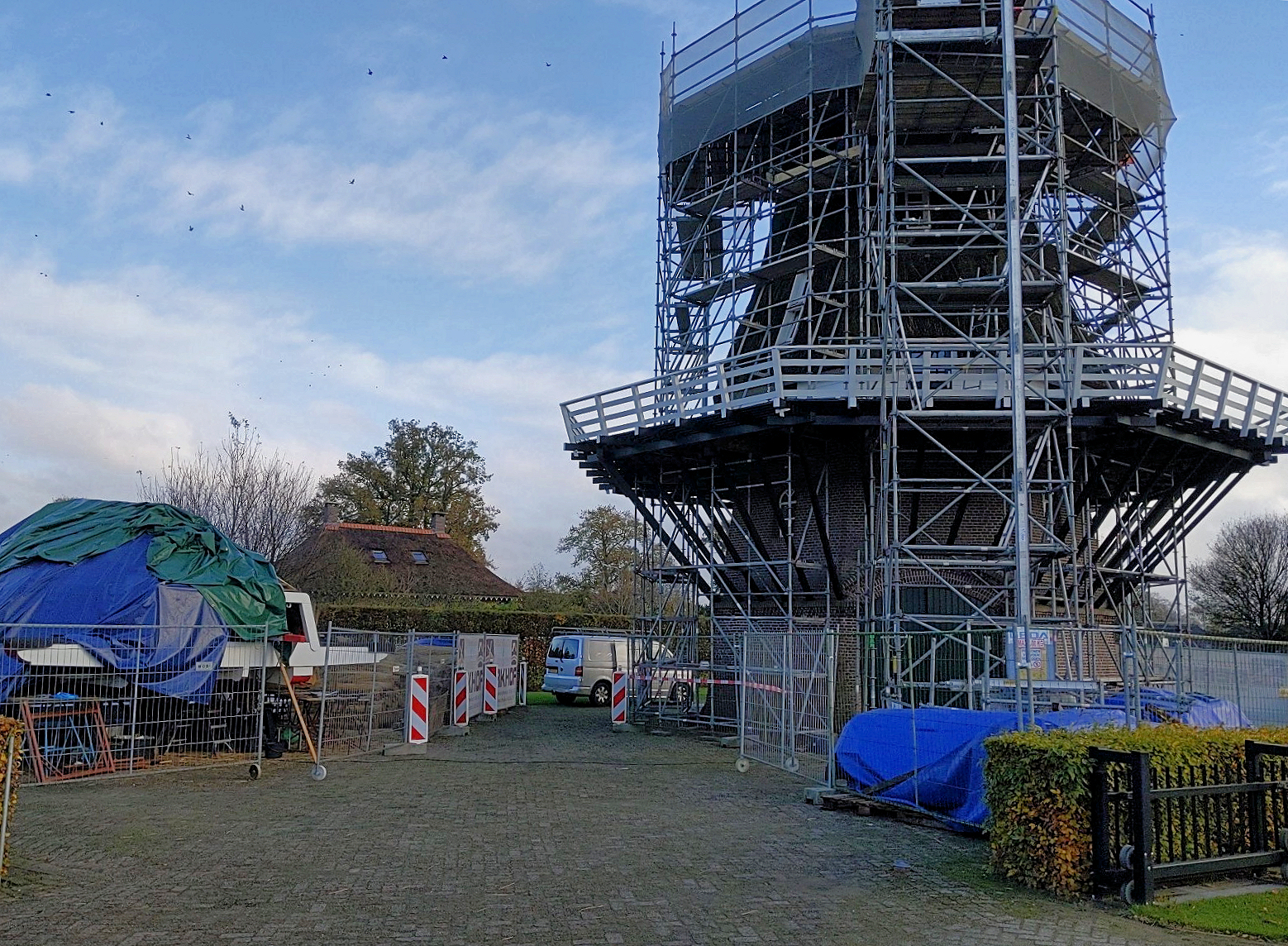
Groot onderhoud 12 novenber 2024

## Tweede Wereldoorlog
Tijdens de Tweede Wereldoorlog werd de molen weer gebruikt voor het malen van graan. Bij voldoende wind werd er met allebei de maalkoppels tegelijk gemalen. Als de wind in de nacht opstak moest iedereen het bed uit en gaan malen. Er werd tarwe en rogge gemalen. Ook werd er haver geplet. De zakken meel wogen 75 kilogram. Er werd ook meel gebracht naar de overkant bij de winkel van Henk van Asselt. Henk Mulder verkocht het meel voor 20 cent per vijf kilo met daarbij een bon voor een roggebrood af te halen bij Henk van Asselt.
In 1944 waren er uit Wageningen afkomstige onderduikers, die er als knechten werkten en sliepen in het nieuwe molenaarshuis. Tegelijkertijd waren er Duitsers, die vier mitrailleurs op de stelling hadden staan. Toen er een keer een Duitse colonne aan kwam rijden dook er ook een spitfire op, waarop de colonne snel de maalderij naast de molen in reed. Henk Mulder zag vanaf de stelling dat er in de achterste wagen geslachte varkens hingen. Terwijl de Duitsers buiten naar de spitfire keken takelde Henk Mulder samen met een onderduiker een varken uit de wagen en verborg deze onder meelzakken. Toen Duitsers langskwamen, die mannen en paarden vorderden voor het graven van de linies bij Amersfoort, wilden ze ook de onderduikers meenemen. De Duitse commandant van de molen hield dat tegen omdat ze nodig waren voor de voedselvoorziening en vuurde zelfs met een Mauser Karabiner 98k een waarschuwingsschot af voor de voeten van de Duitser die de onderduikers mee wilde nemen, waarna deze afdroop.

## Monumentenzorg

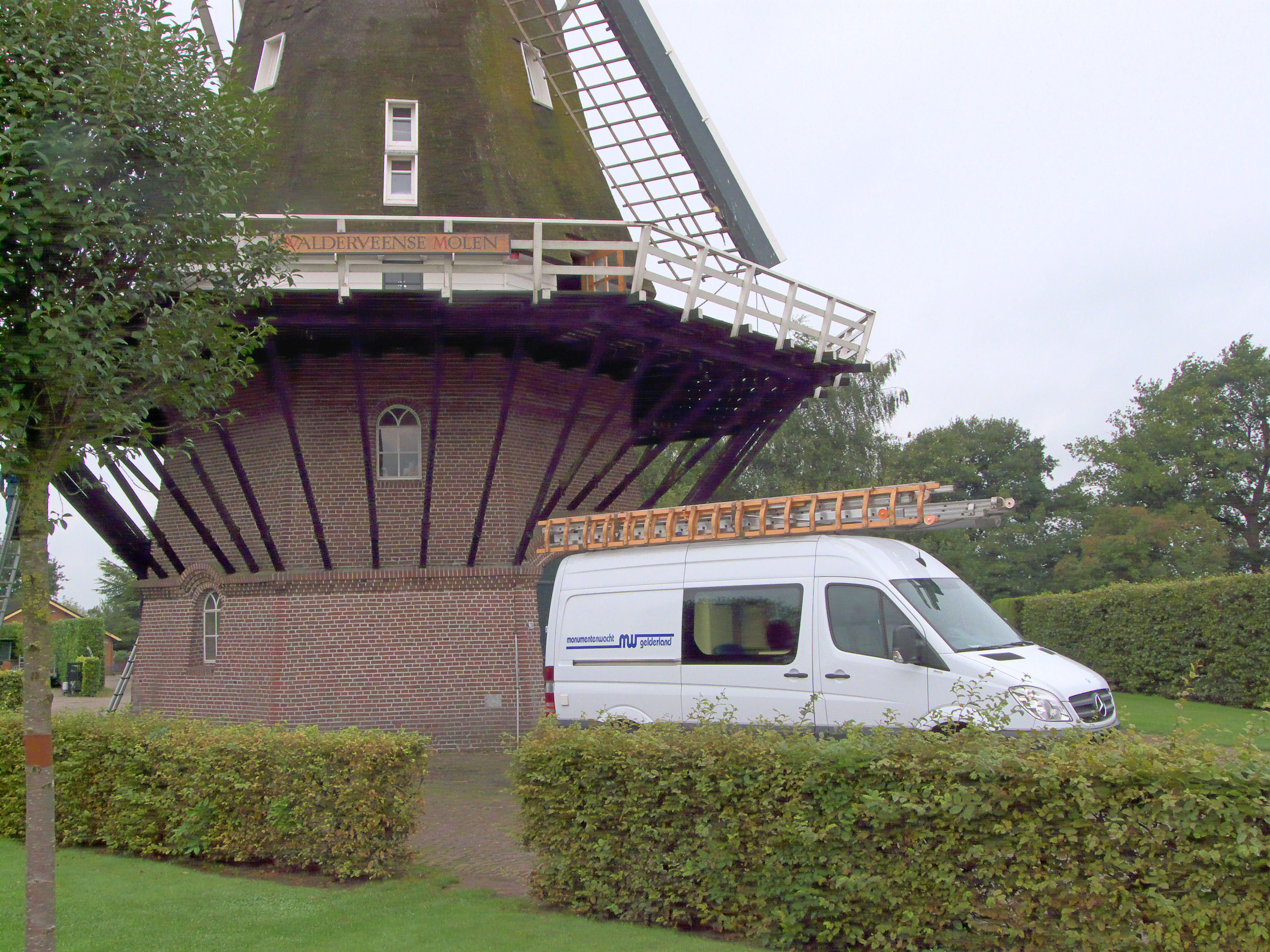
Inspectie door monumentenwacht

De molen wordt om de drie jaar geïnspecteerd door monumentenwacht.

## Overbrengingen
- De overbrengingsverhouding is 1 : 6,3.
- Het bovenwiel heeft 60 kammen en de bovenbonkelaar heeft 36 kammen. De koningsspil draait hierdoor 1,67 keer sneller dan de bovenas. De steek, de afstand tussen de kammen, is 13 cm.
- Het spoorwiel heeft 87 kammen en het steenrondsel 23 staven. Het steenrondsel draait hierdoor 3,78 keer sneller dan de koningsspil en 6,3 keer sneller dan de bovenas. De steek is 11,5 cm.

## Eigenaren
- 1895 - 1918: H. Mulder,
- 1918 - 1948: A. Mulder. Eind 1919 werd de molen voor 17.000 gulden door A. Mulder verkocht. Deze werd doorverkocht voor 19.000 gulden en vervolgens op de publieke veiling in februari 1920 voor 22.530 gulden weer teruggekocht door A. Mulder.
- 1948 - 1964: Fa. A. Mulder & Zonen,
- 1964 - 1975: A. Mulder & Zonen C.V. en
- 1975 tot heden: gemeente Ede.

## Fotogalerij

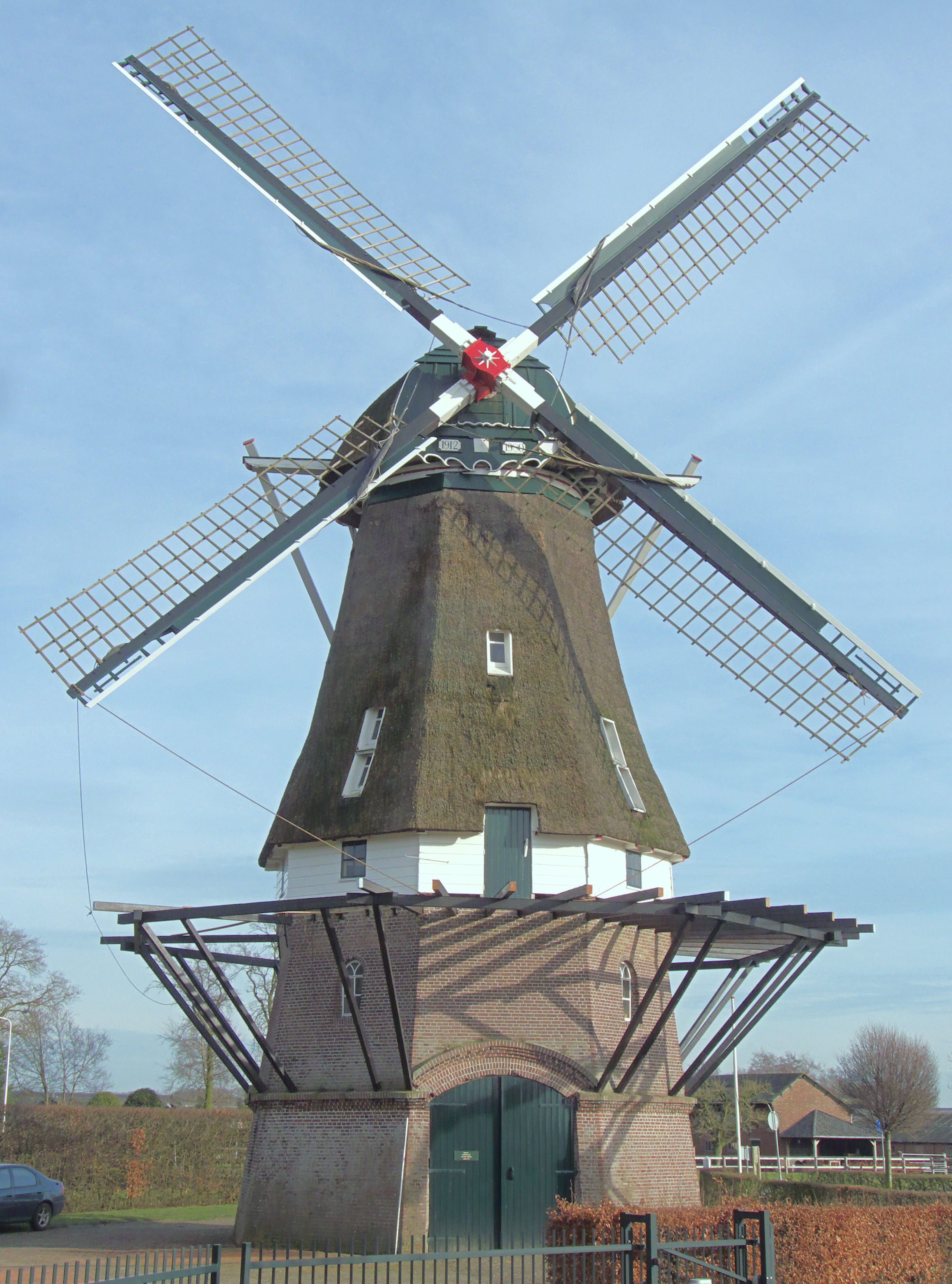
Vernieuwing stelling
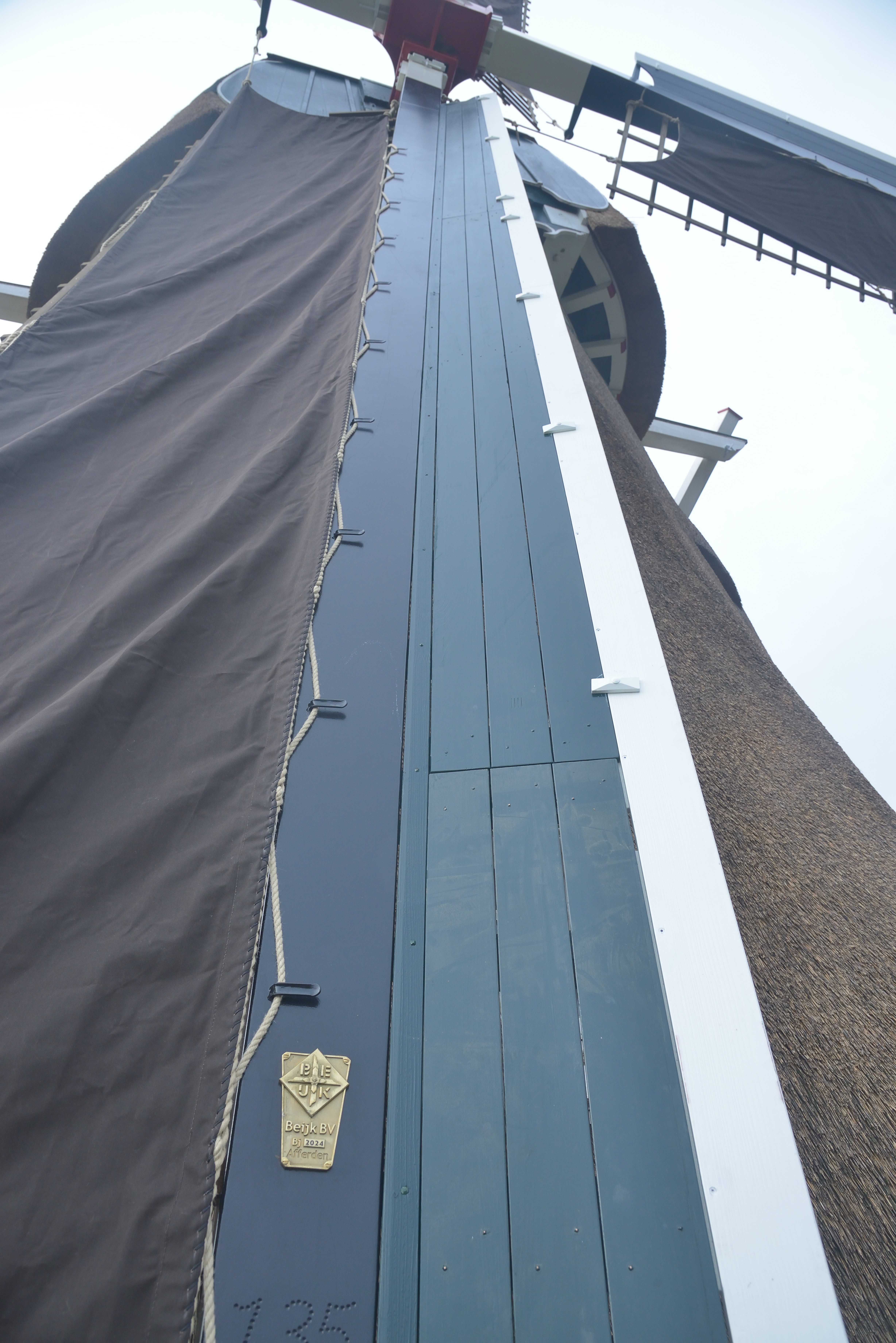
Nieuwe binnenroe. 21,97 m lang. 15-02-2025
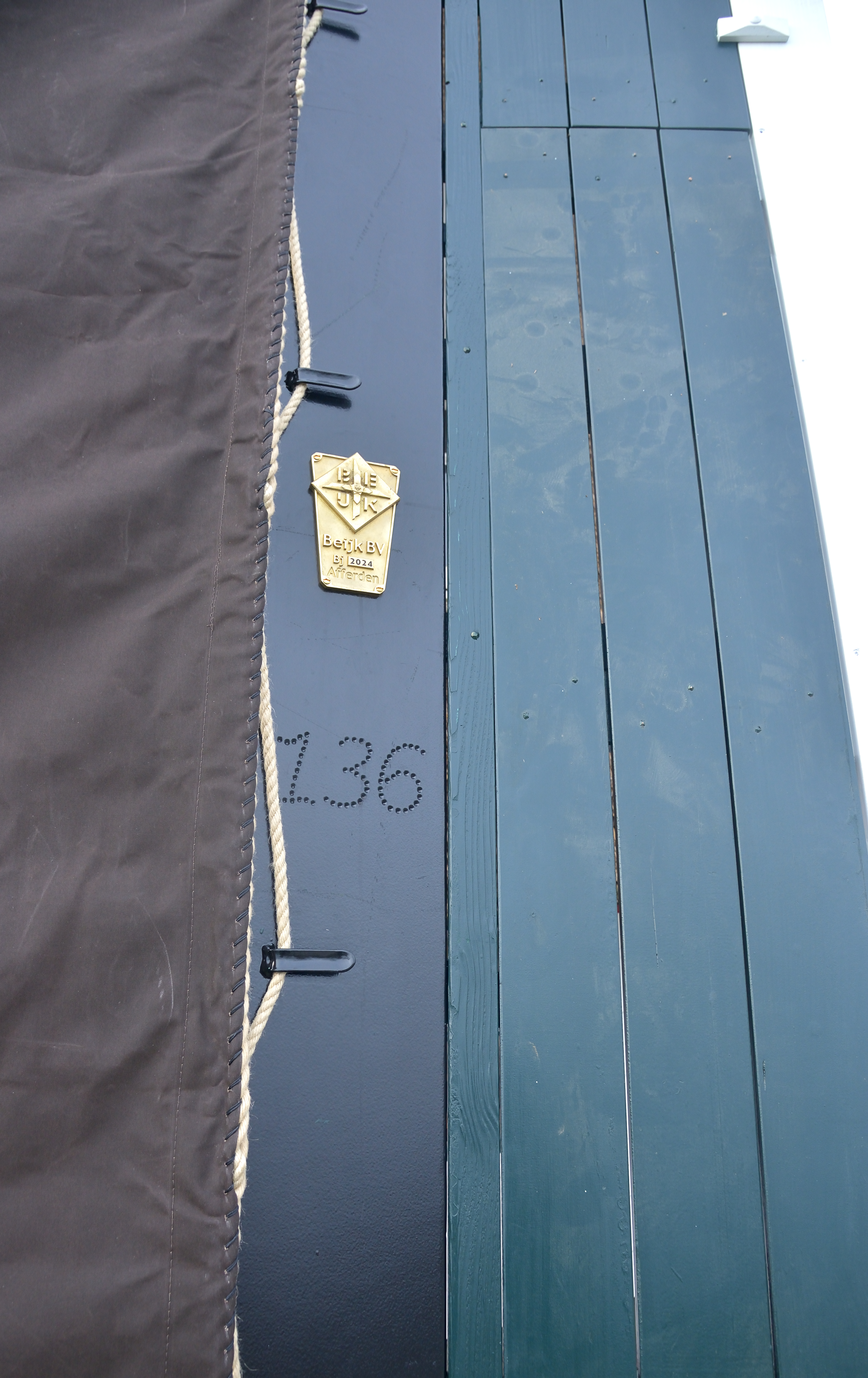
Nieuwe buitenroe. 22,07 m lang. 15-02-2025
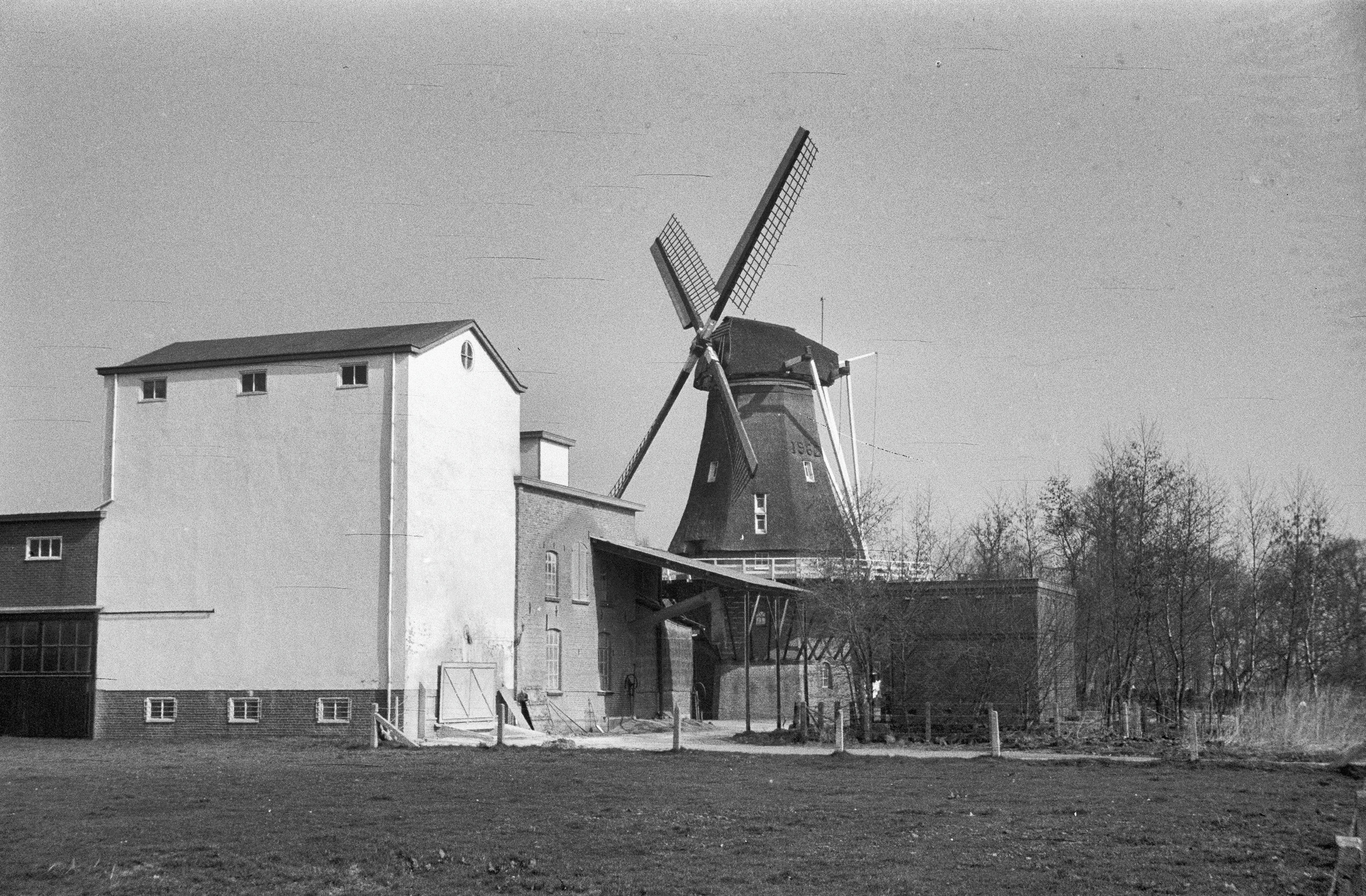
Mei 1969 met Van Busselneuzen
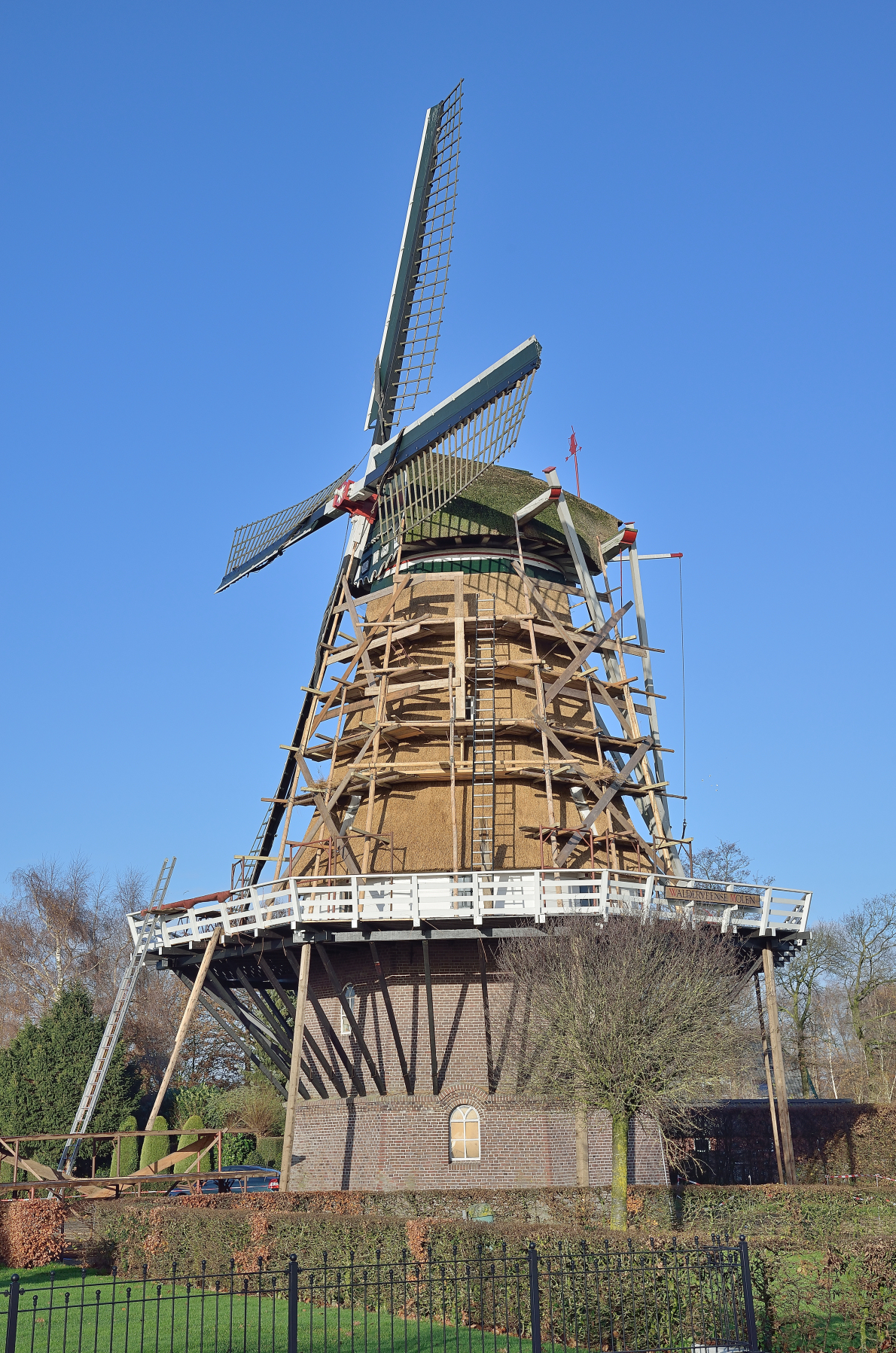
Aanbrengen nieuw rietdek
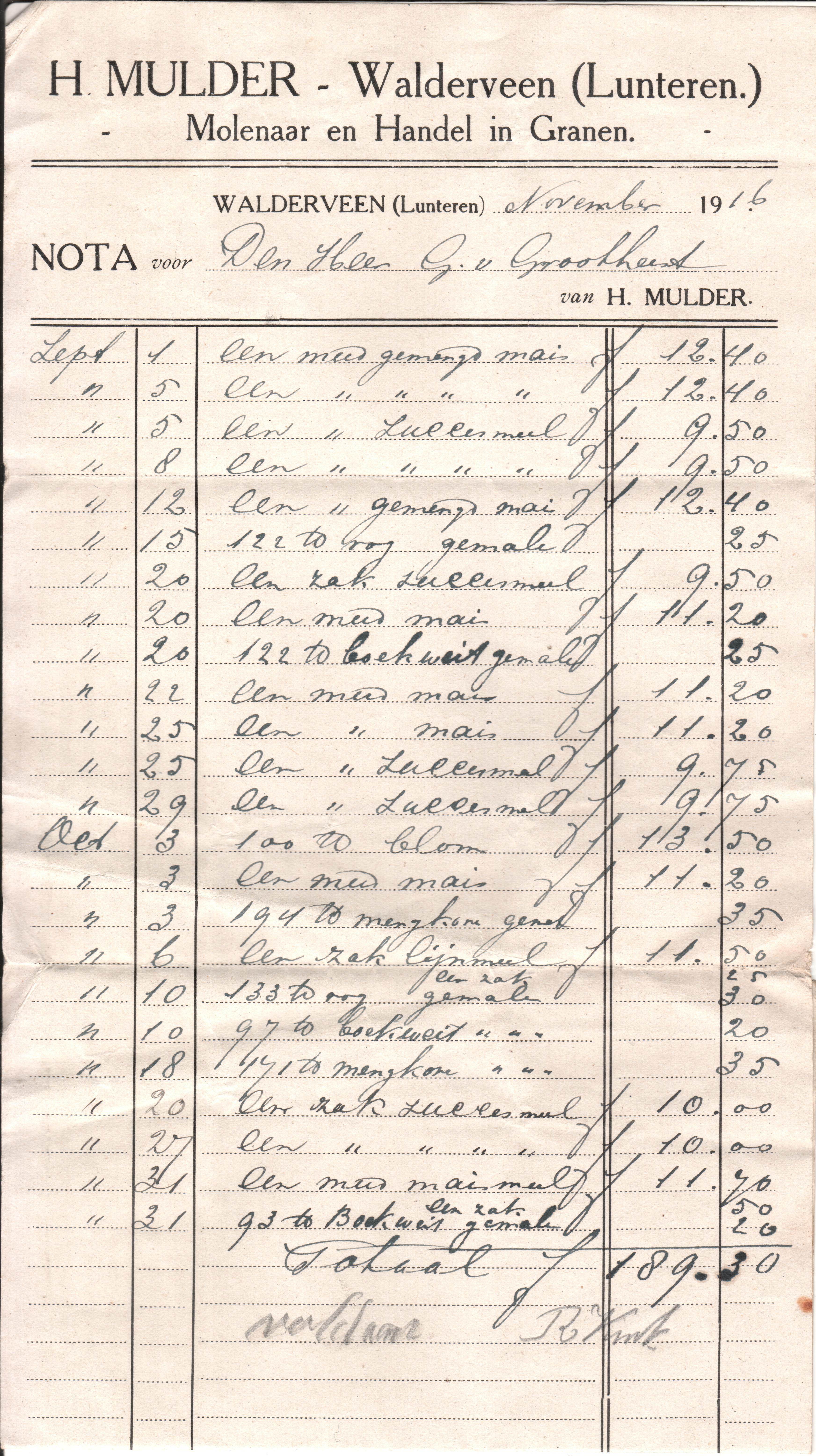
Rekening uit 1916 (122 lb is 122 pond)
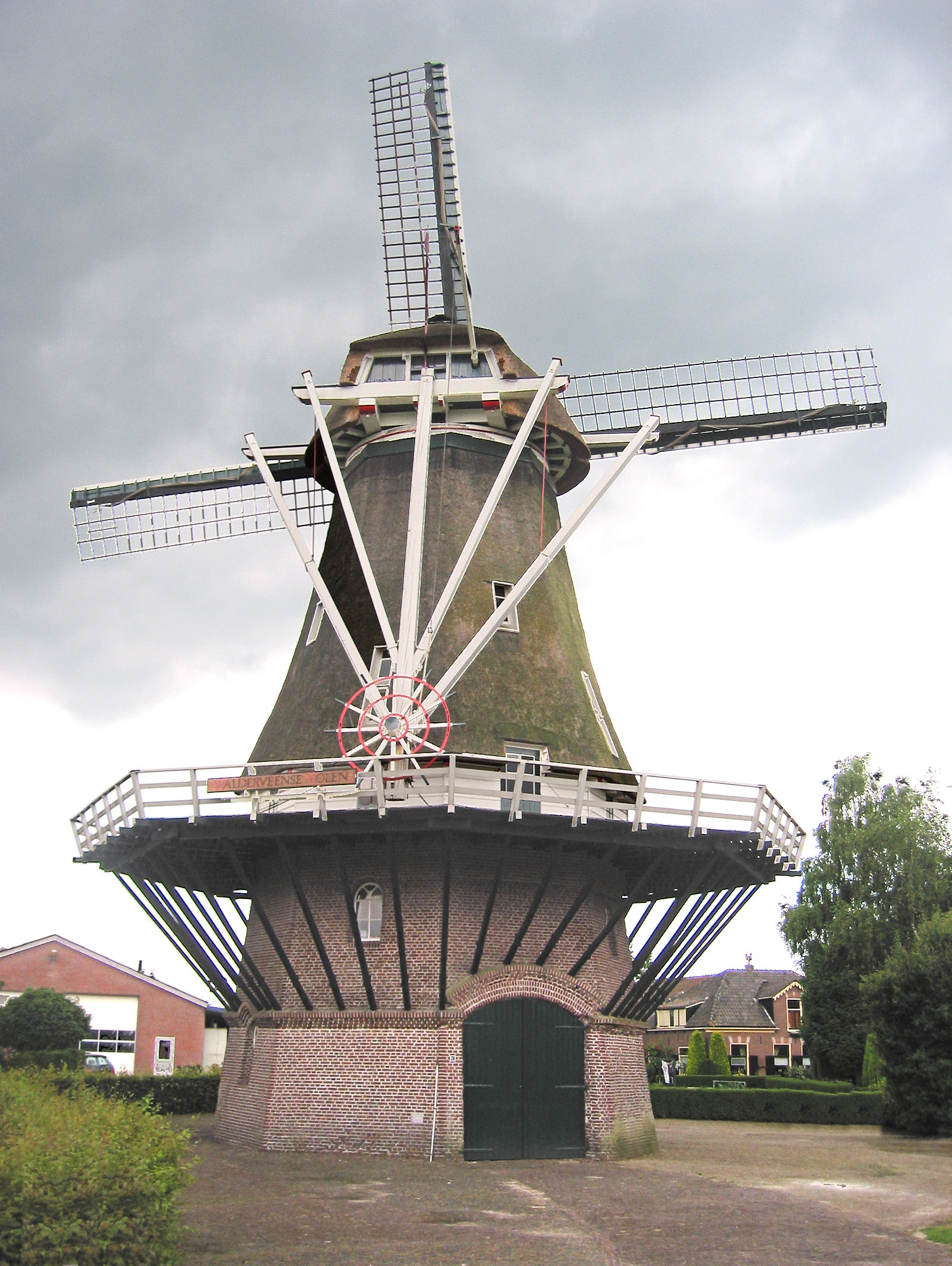
Staart nog met kruirad
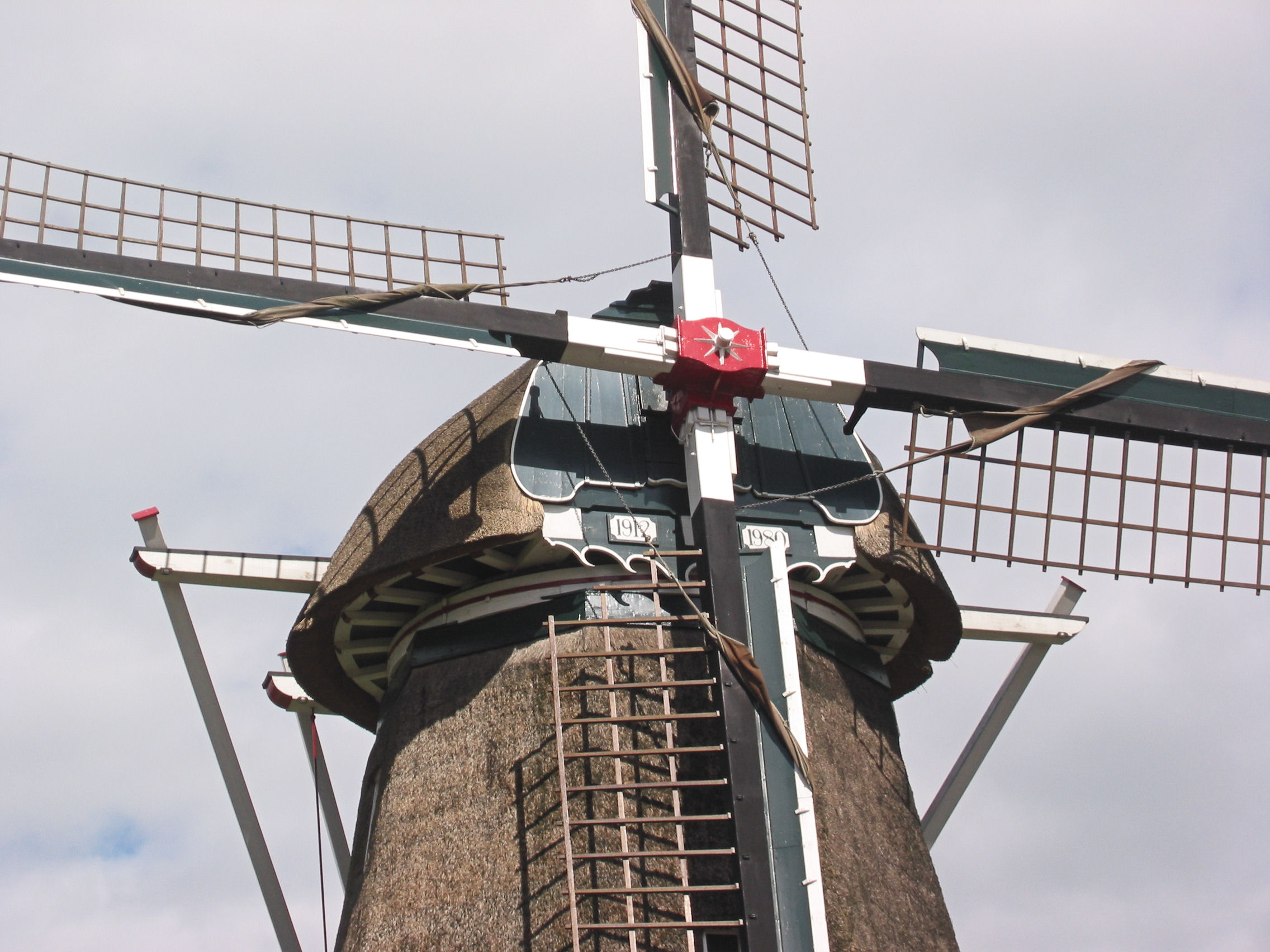
Wiekenkruis 1912 - 1980
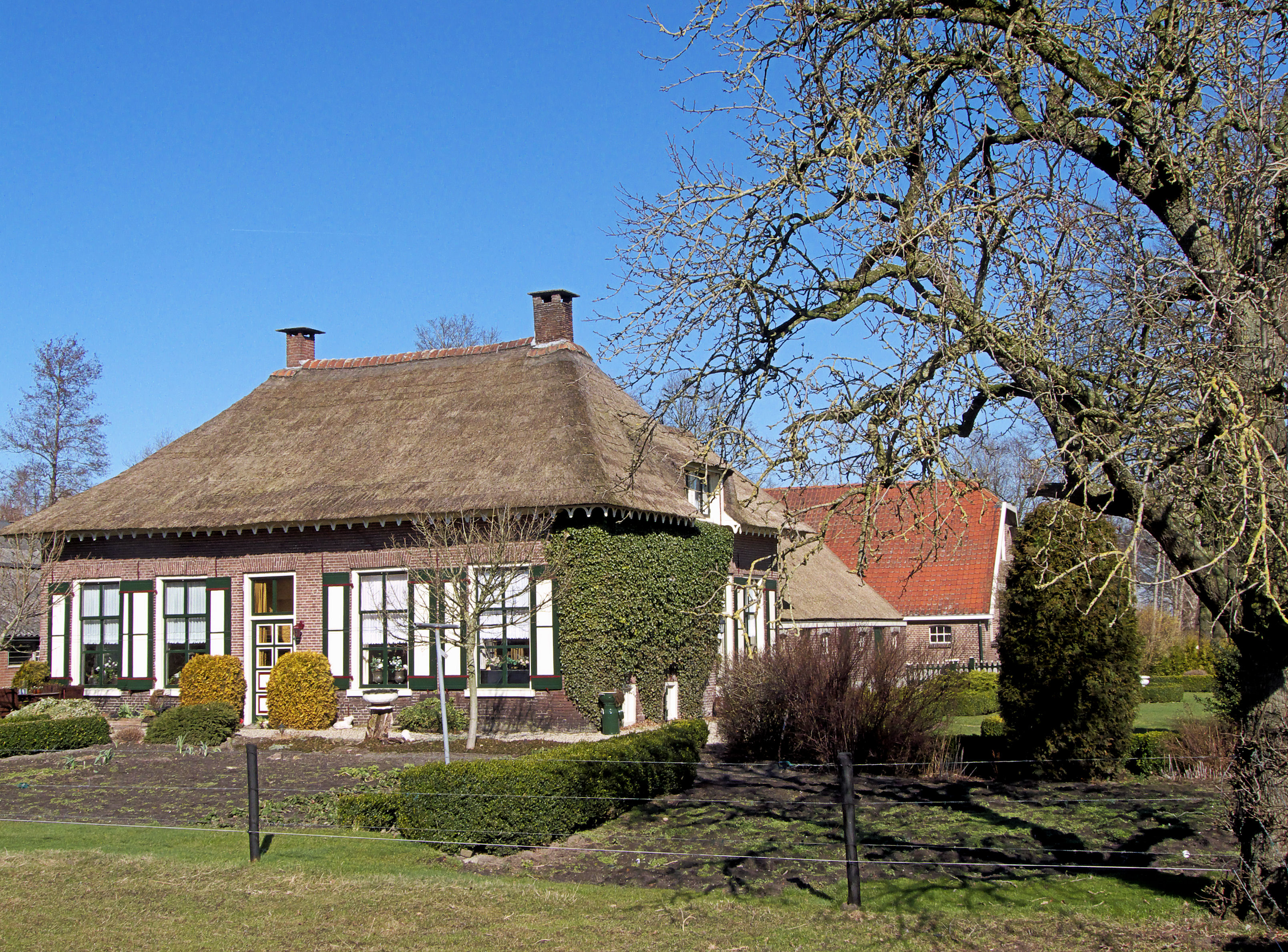
Oorspronkelijk molenaarshuis
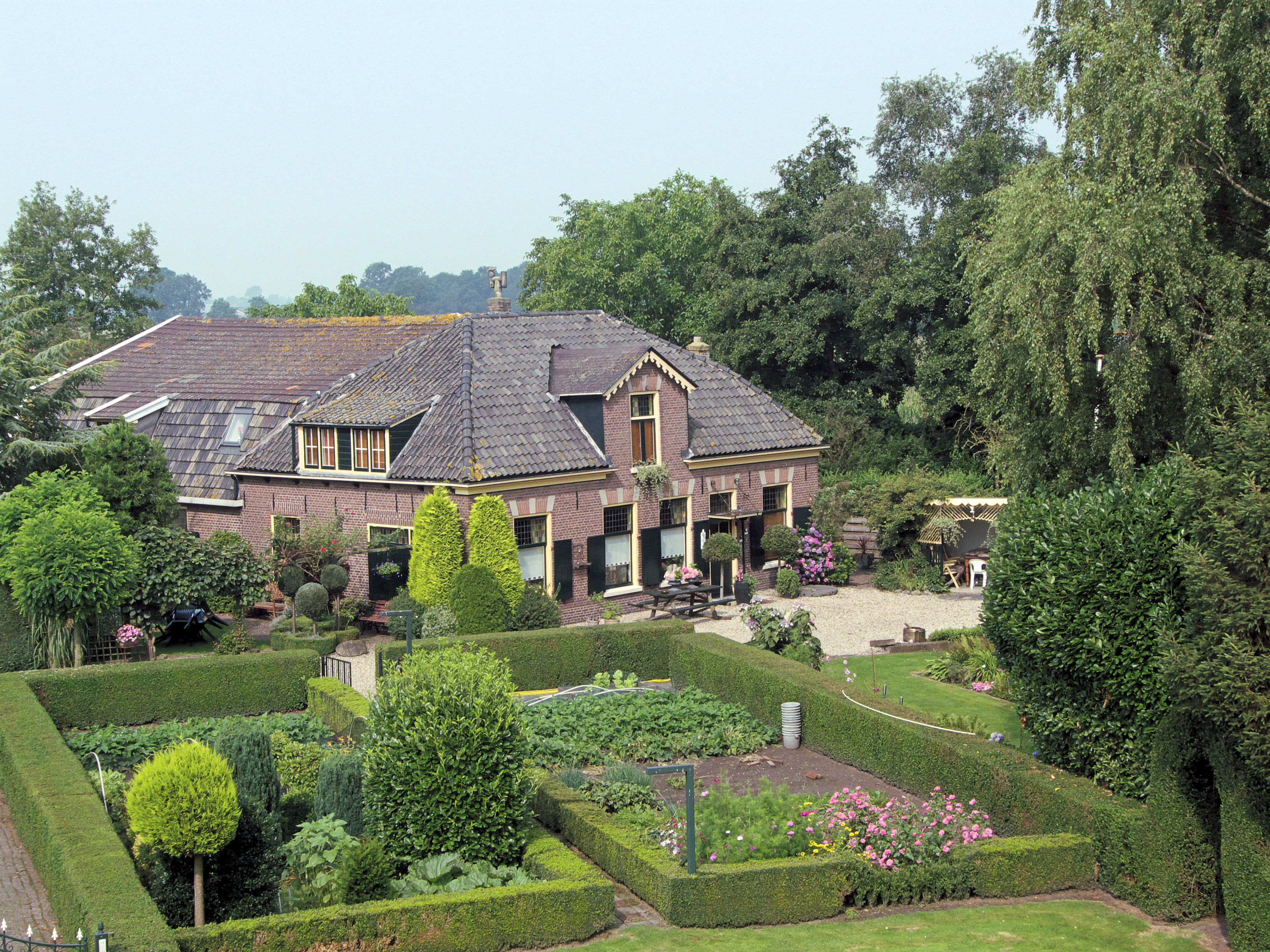
Voormalig "nieuw" molenaarshuis
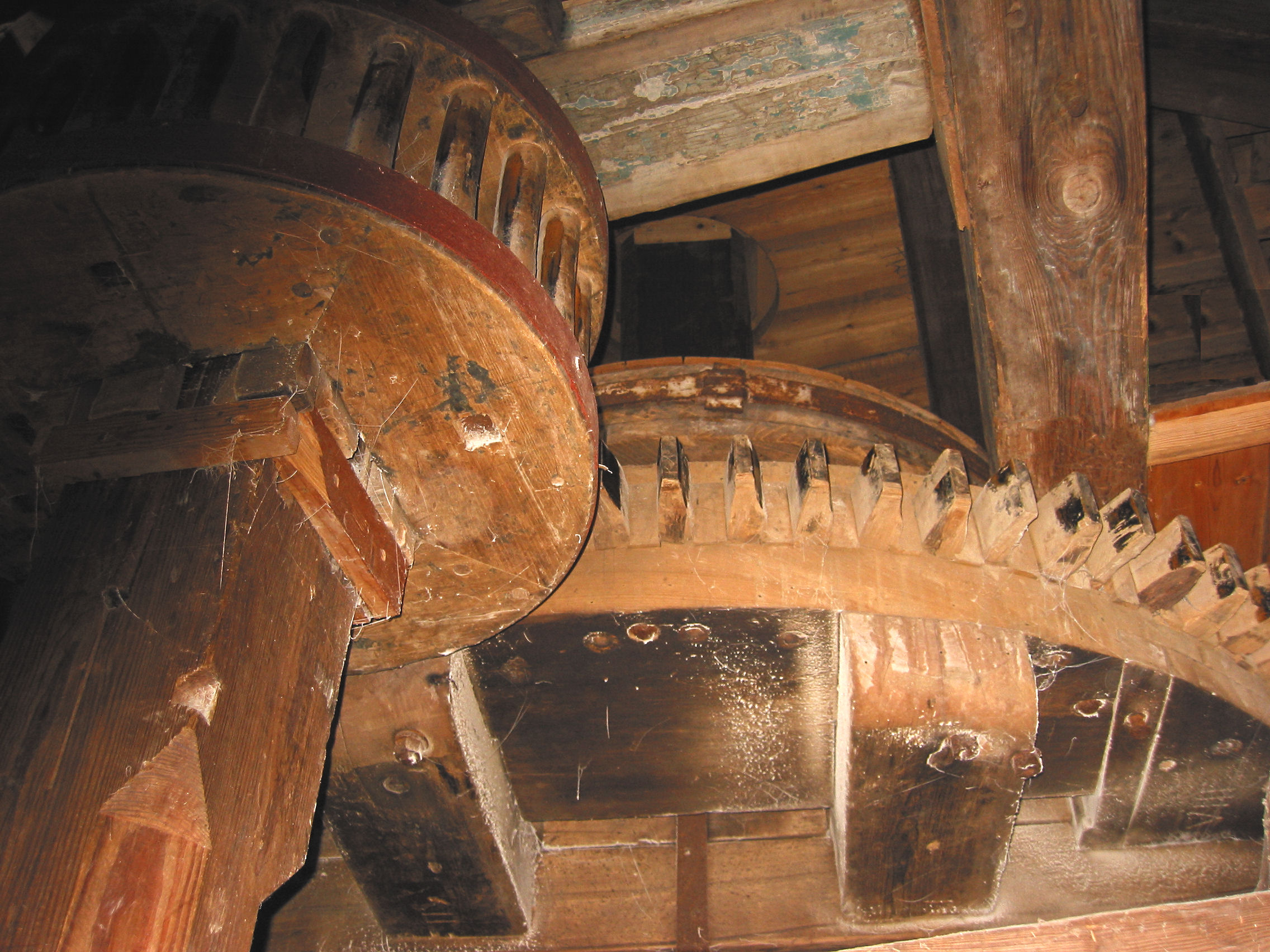
Aandrijving maalkoppel door het spoorwiel
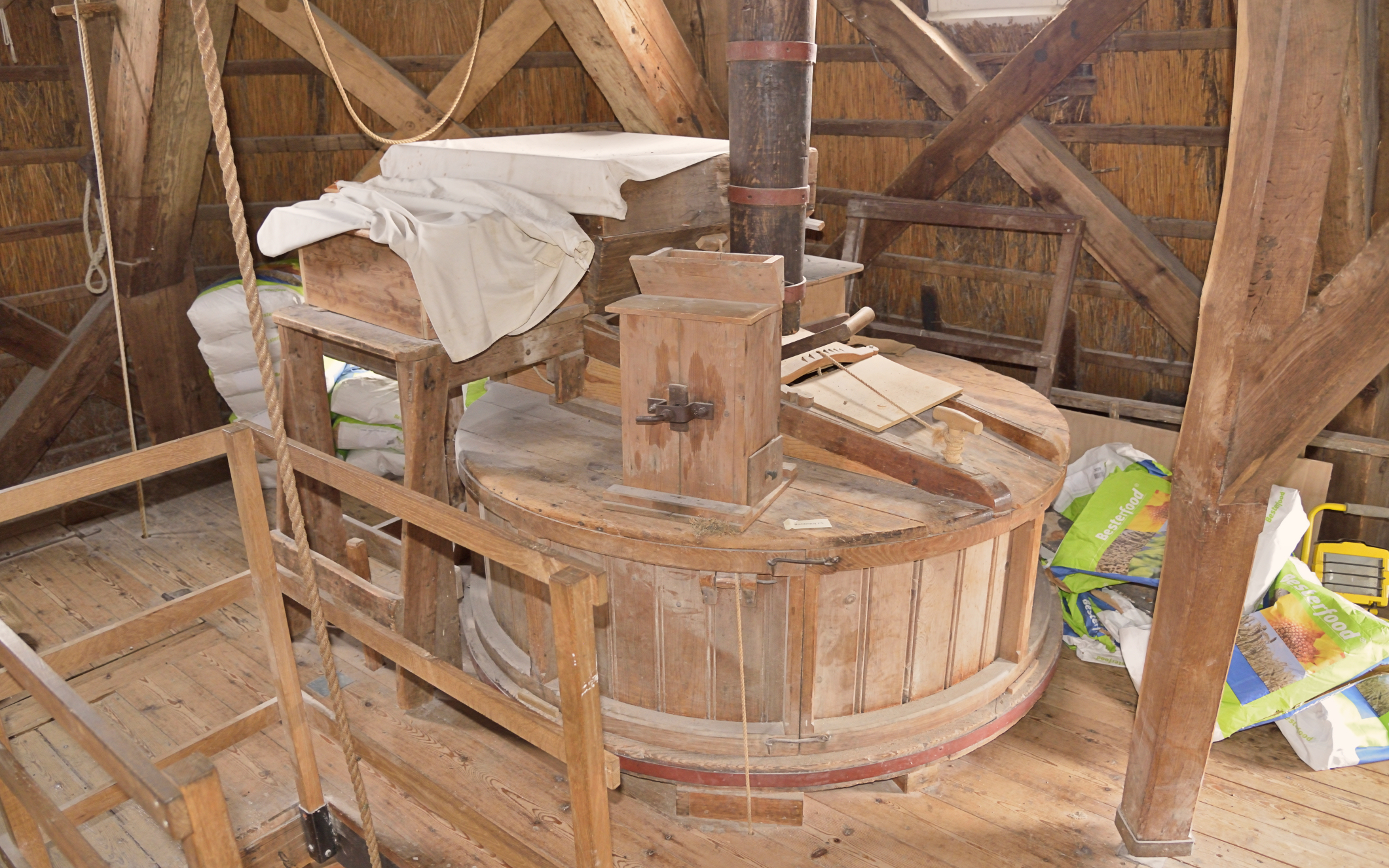
Maalkoppell met blauwe (natuurstenen) maalstenen
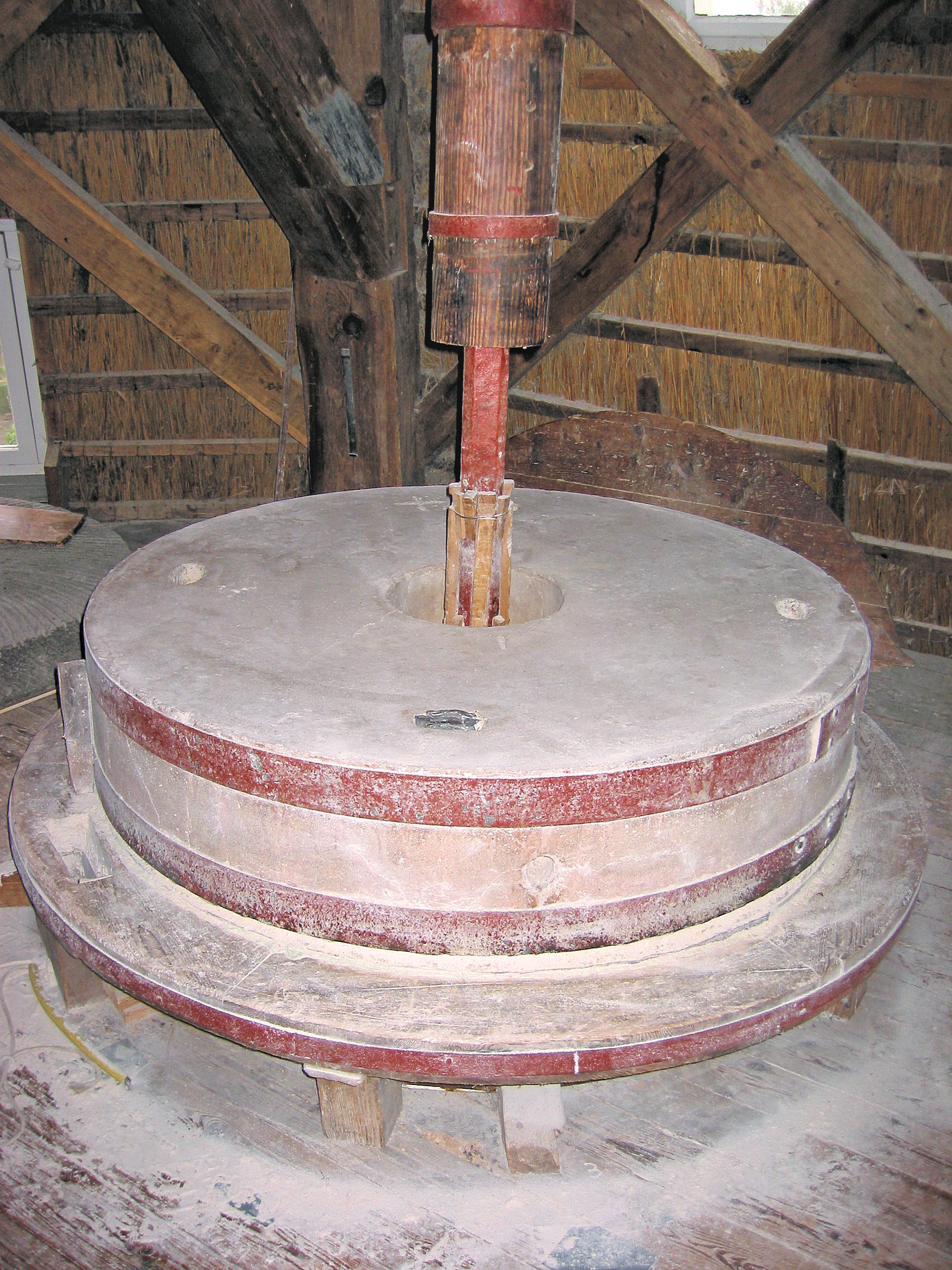
Geopend maalkoppel
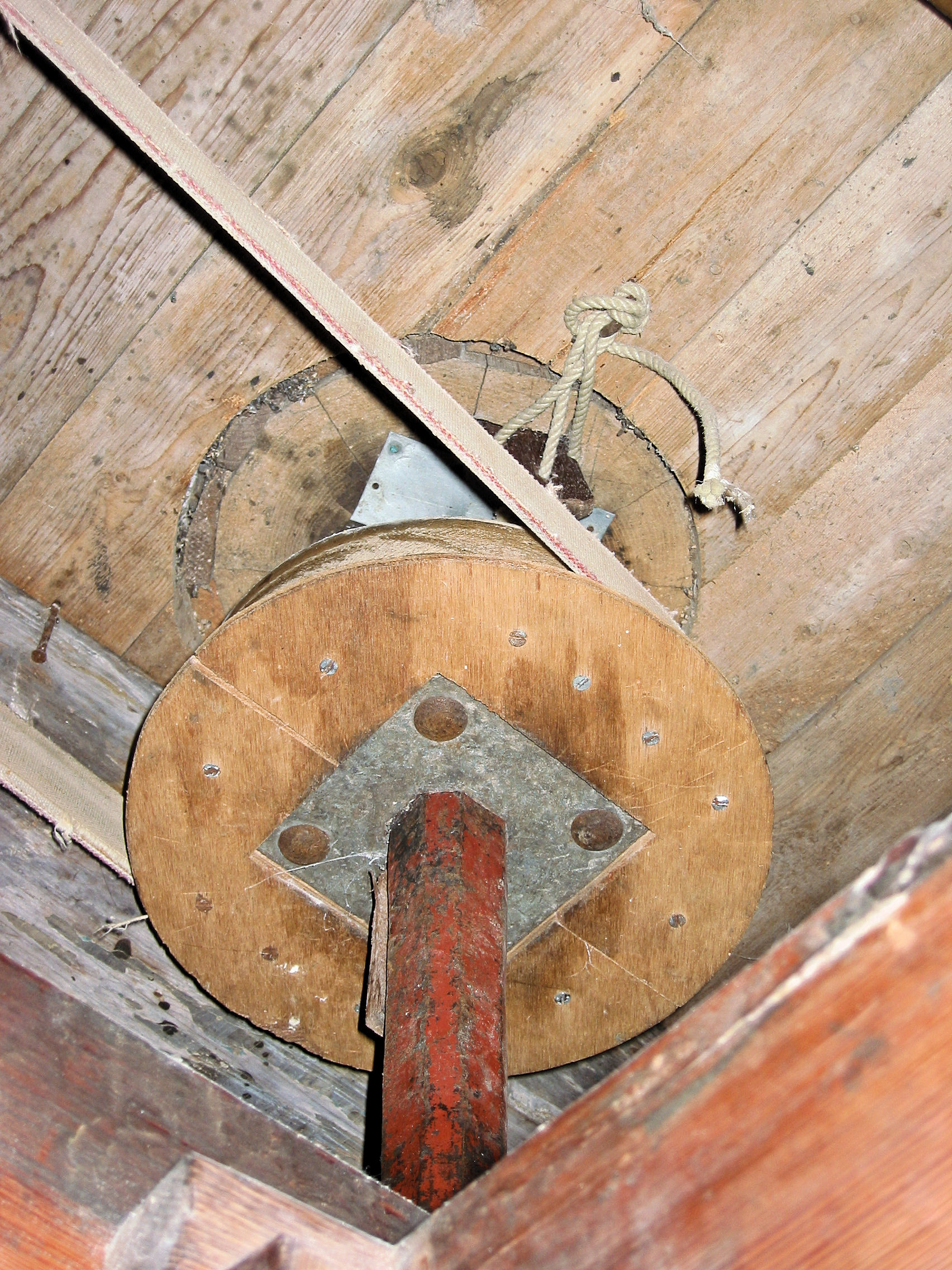
Onderkant van de uit segmenten opgebouwde houten steenbus met wig
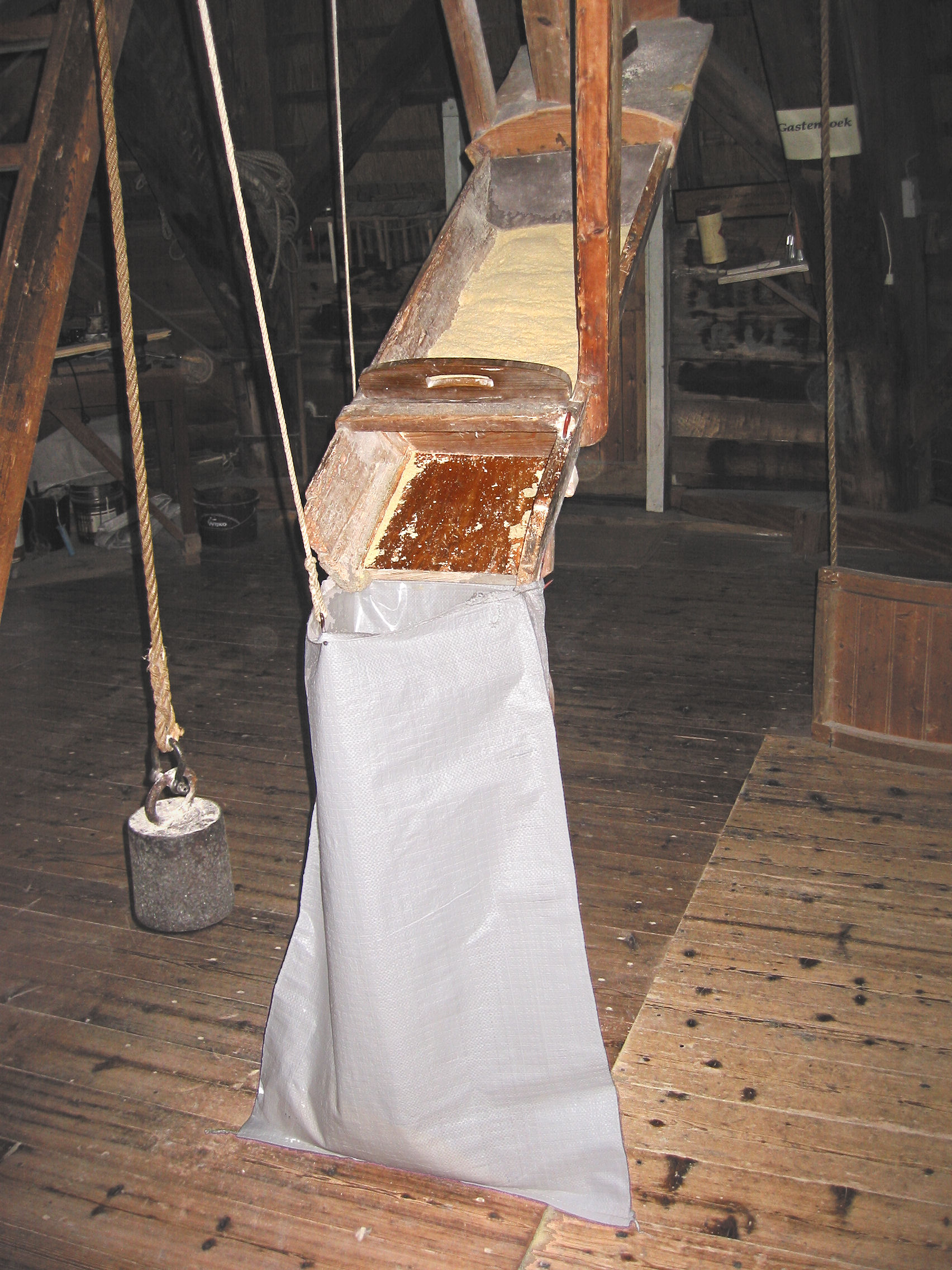
Maalbak met maïsmeel
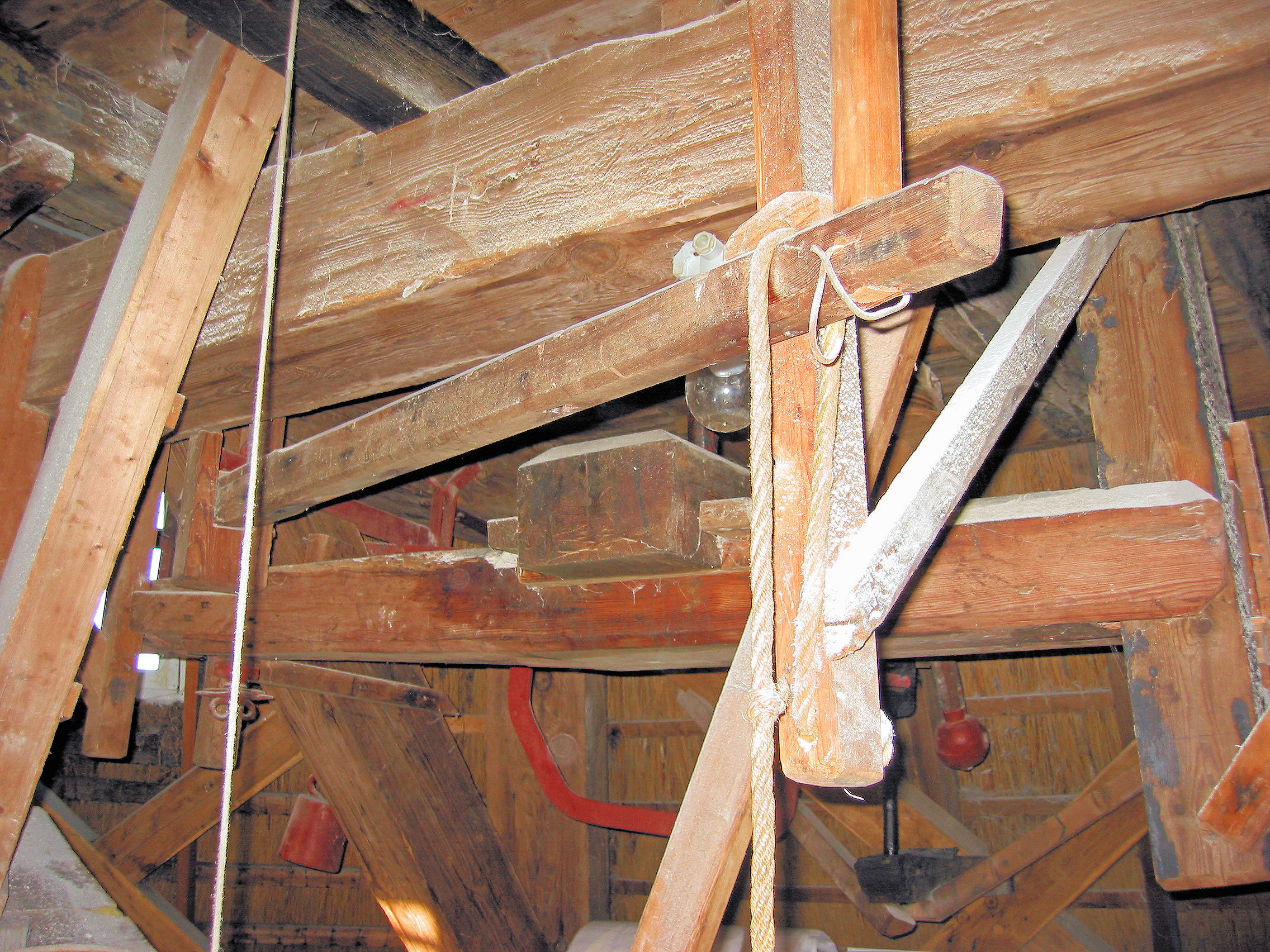
Licht
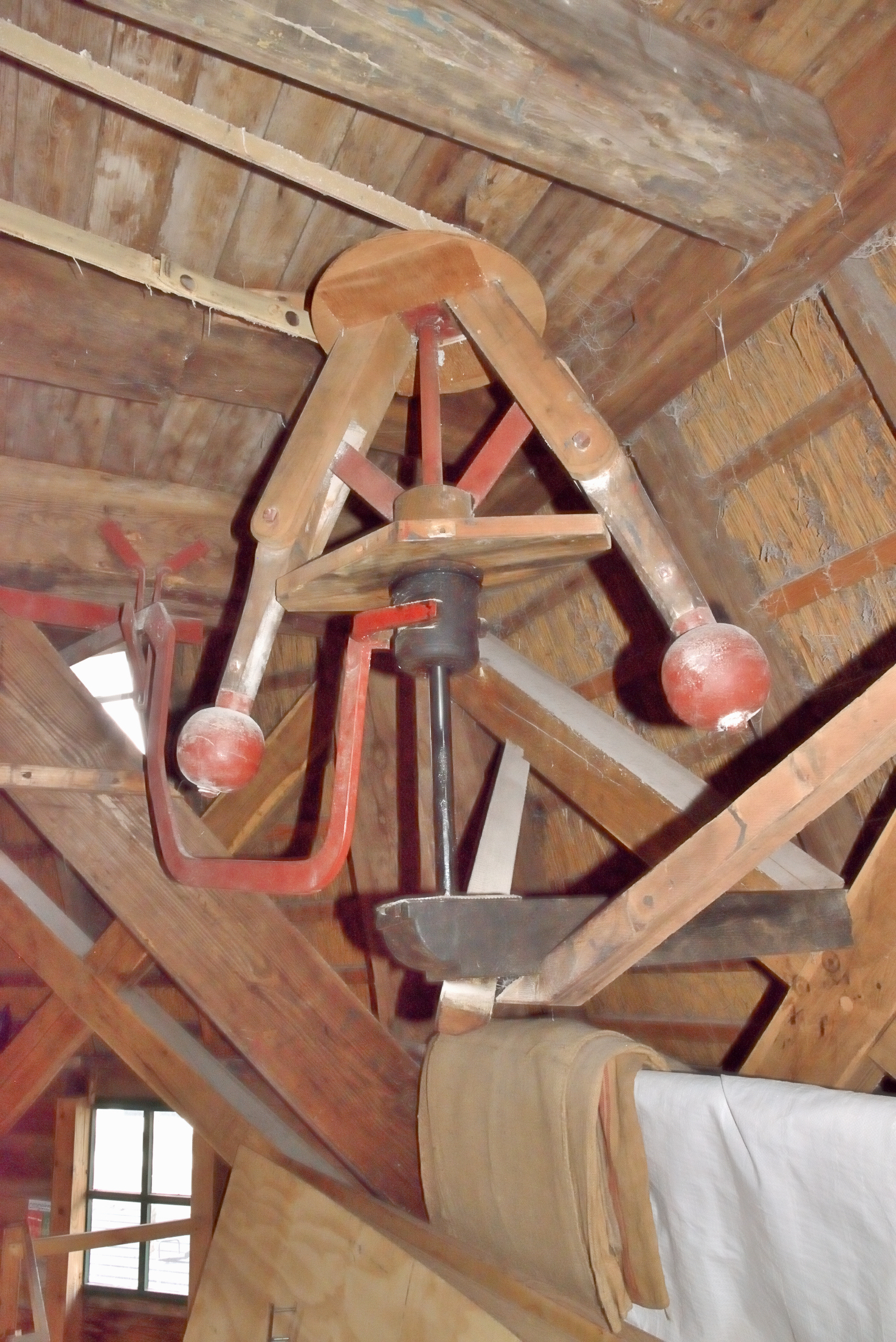
Regulateur voor het malen
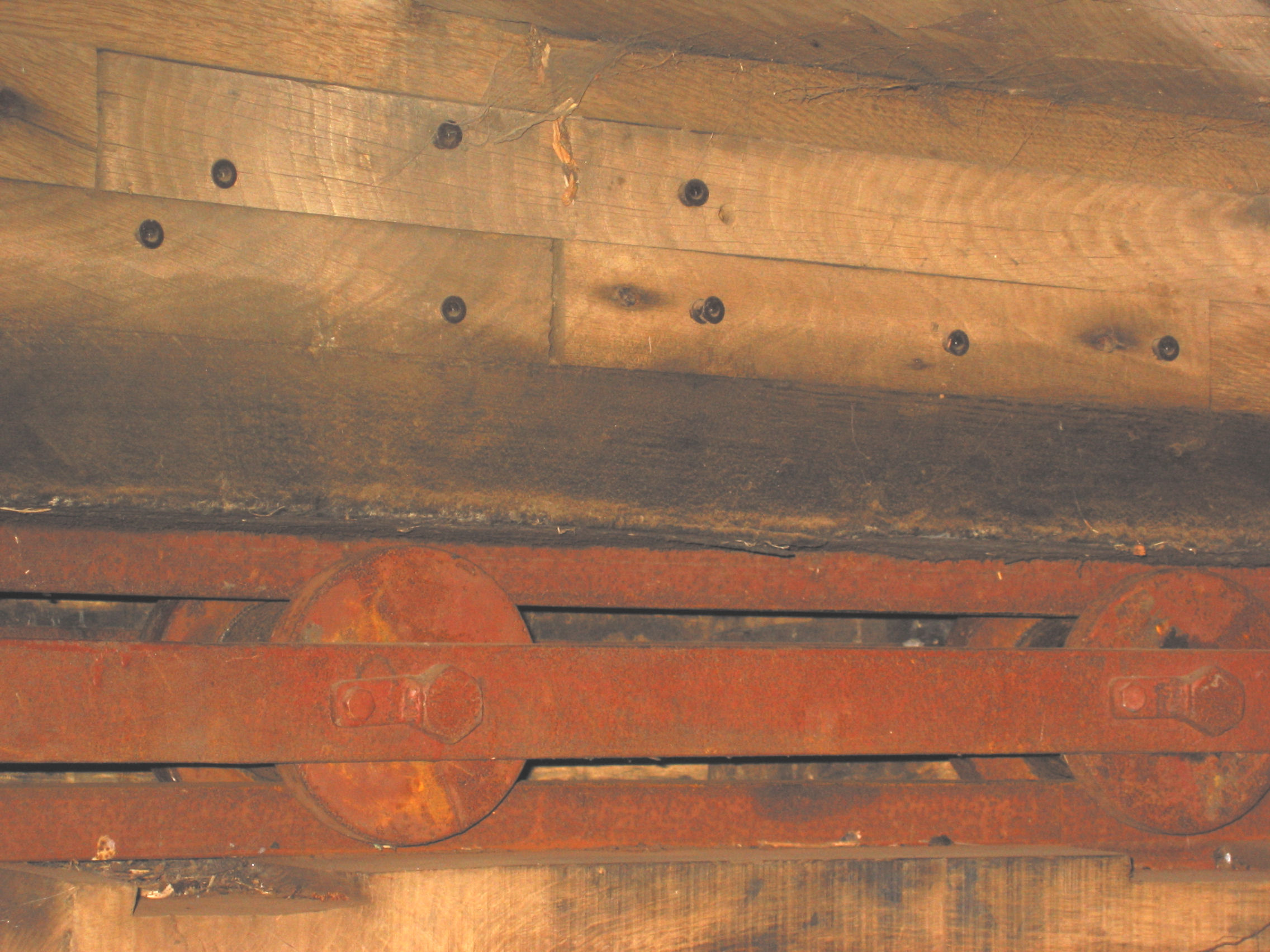
Detail Engels kruiwerk
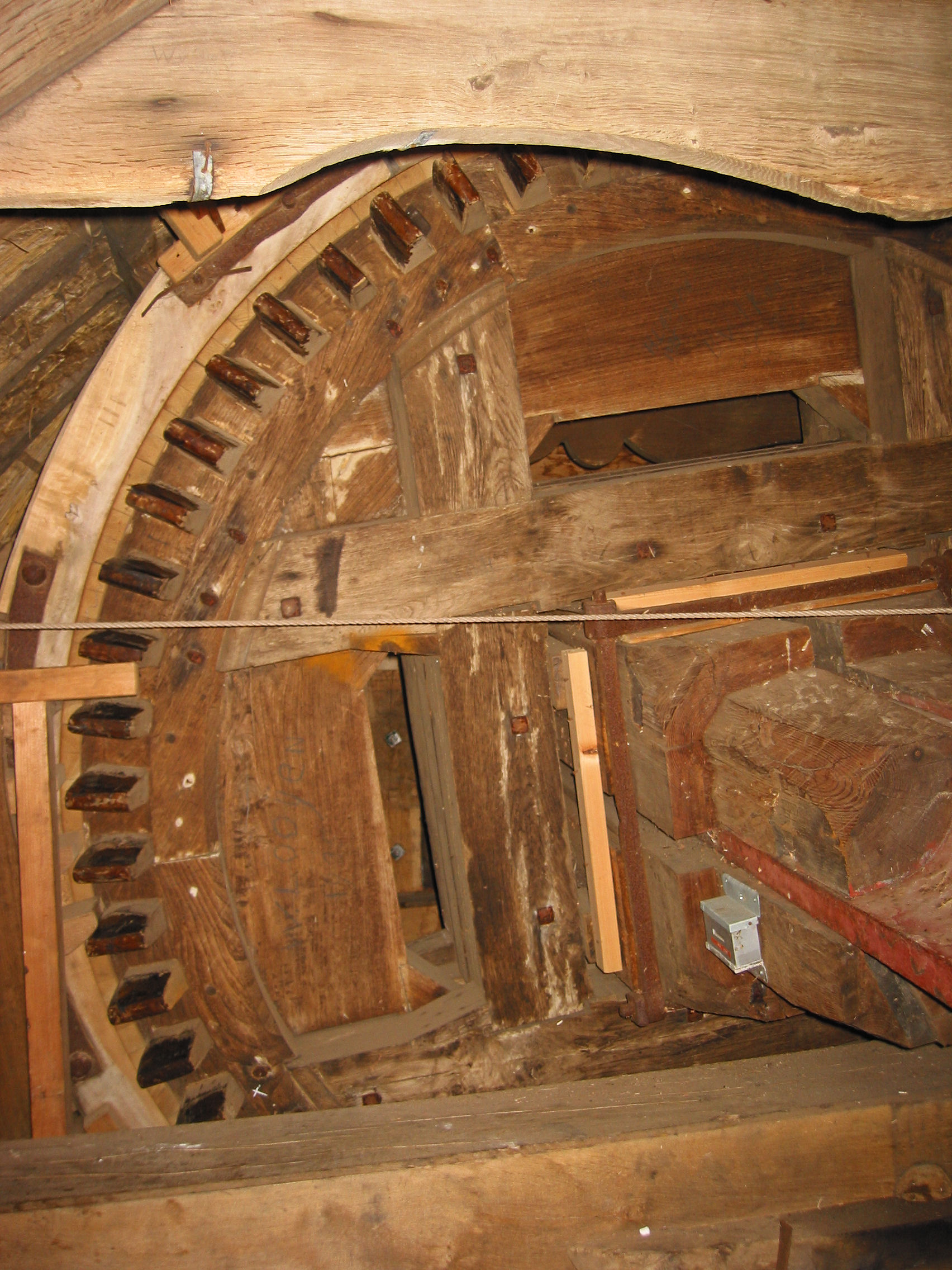
Bovenwiel voorzijde met vang
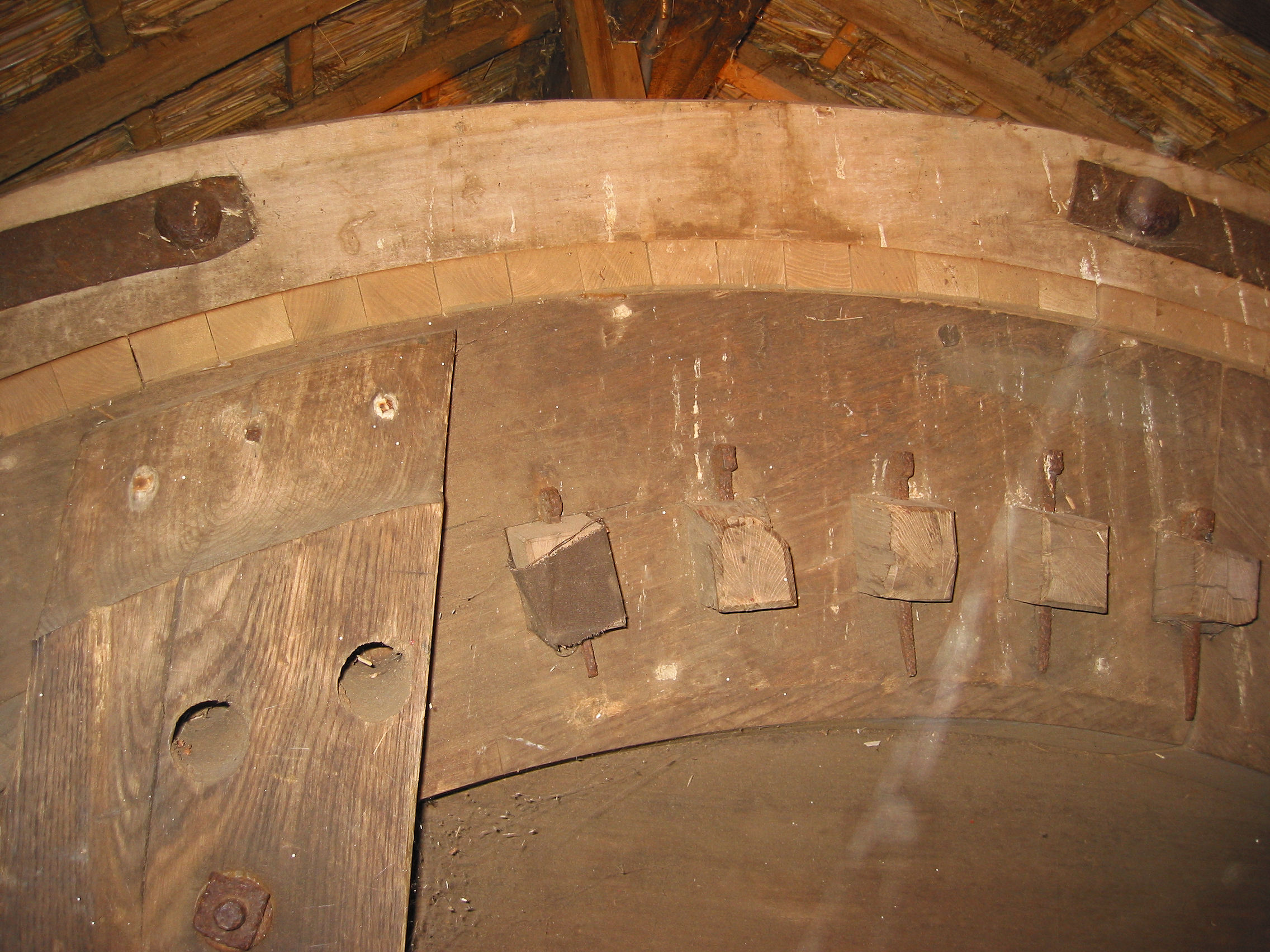
Detail achterzijde bovenwiel met vang
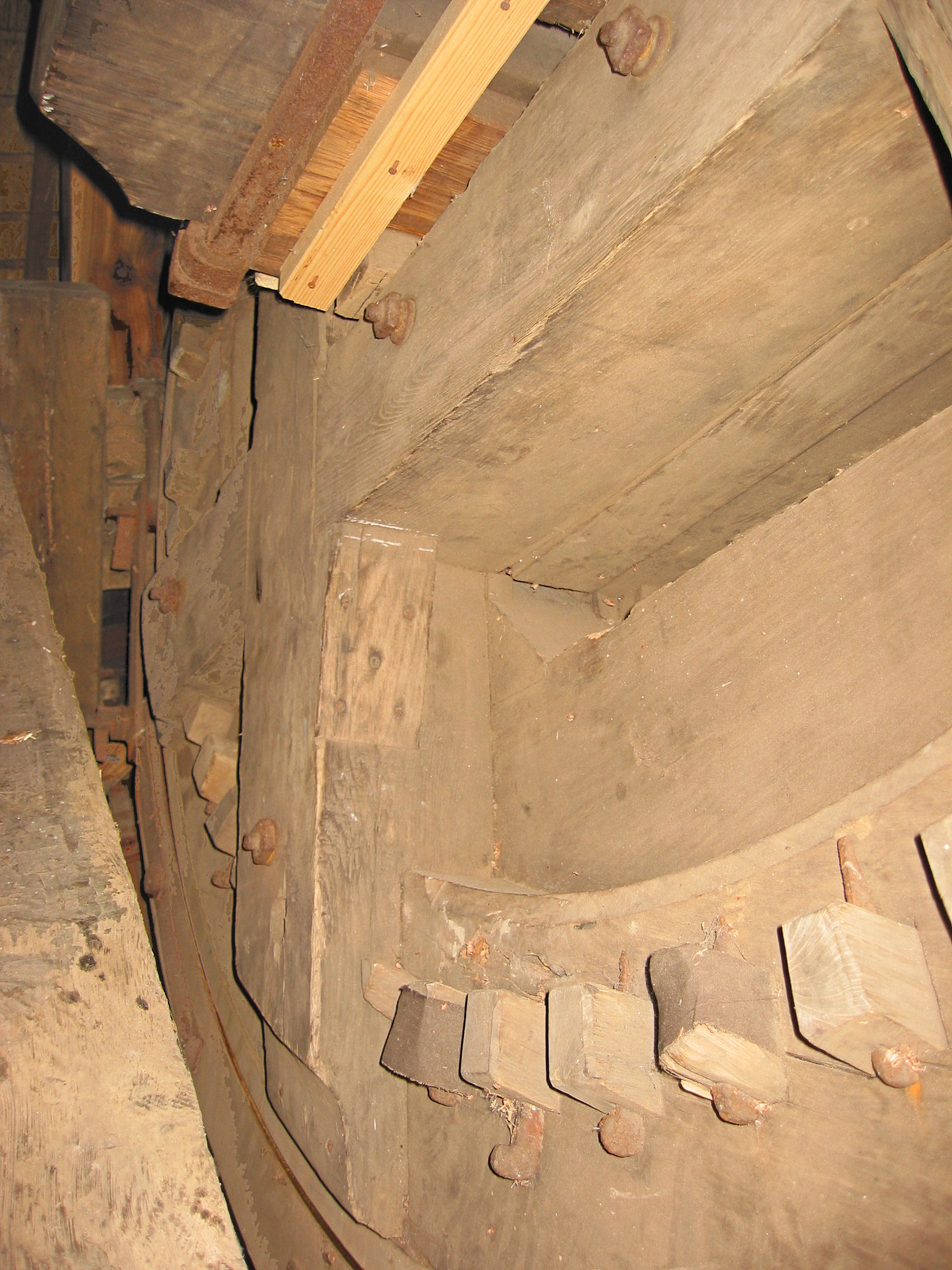
Plooistuk achterzijde bovenwiel
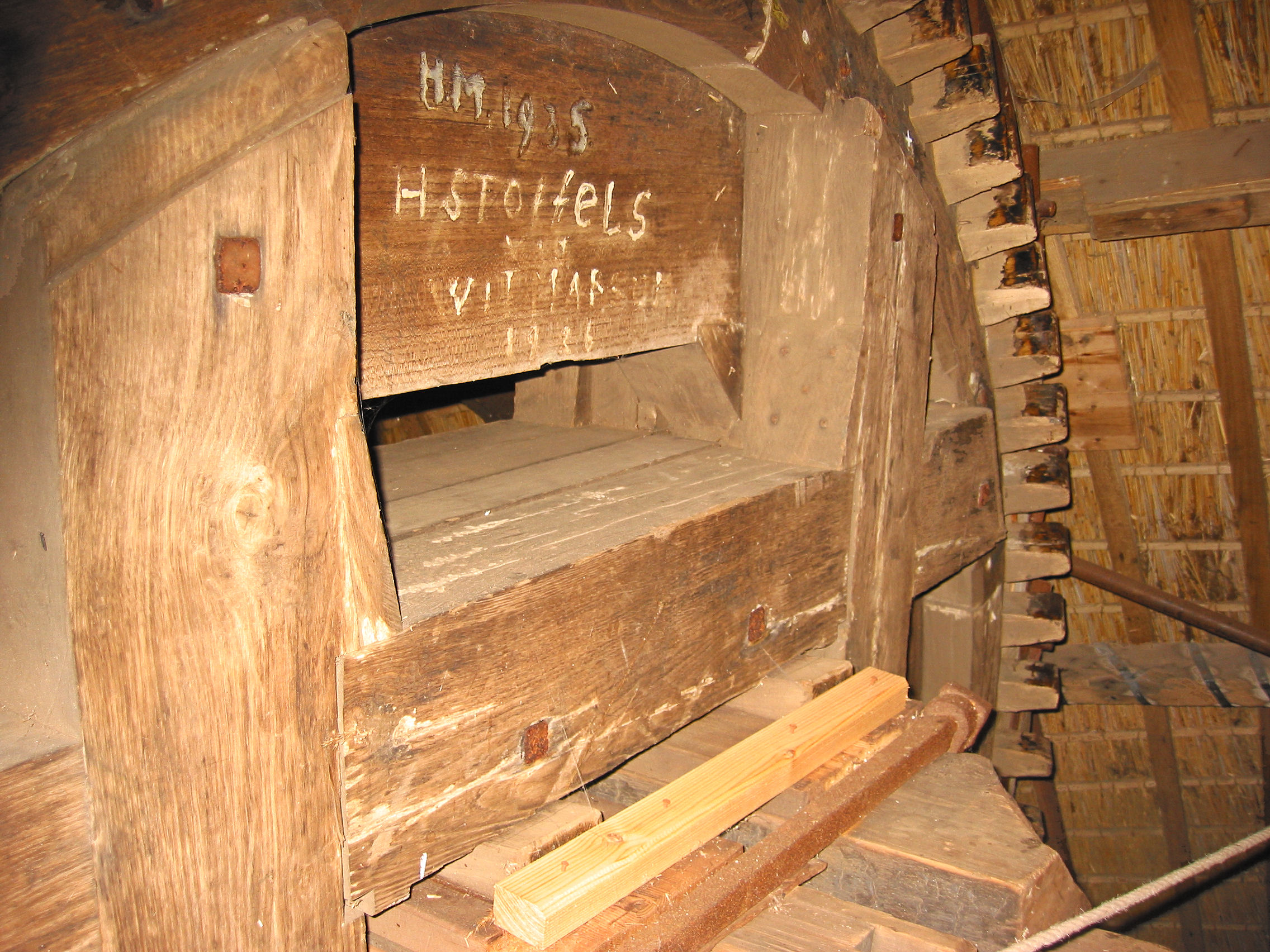
Plooistuk voorzijde bovenwiel
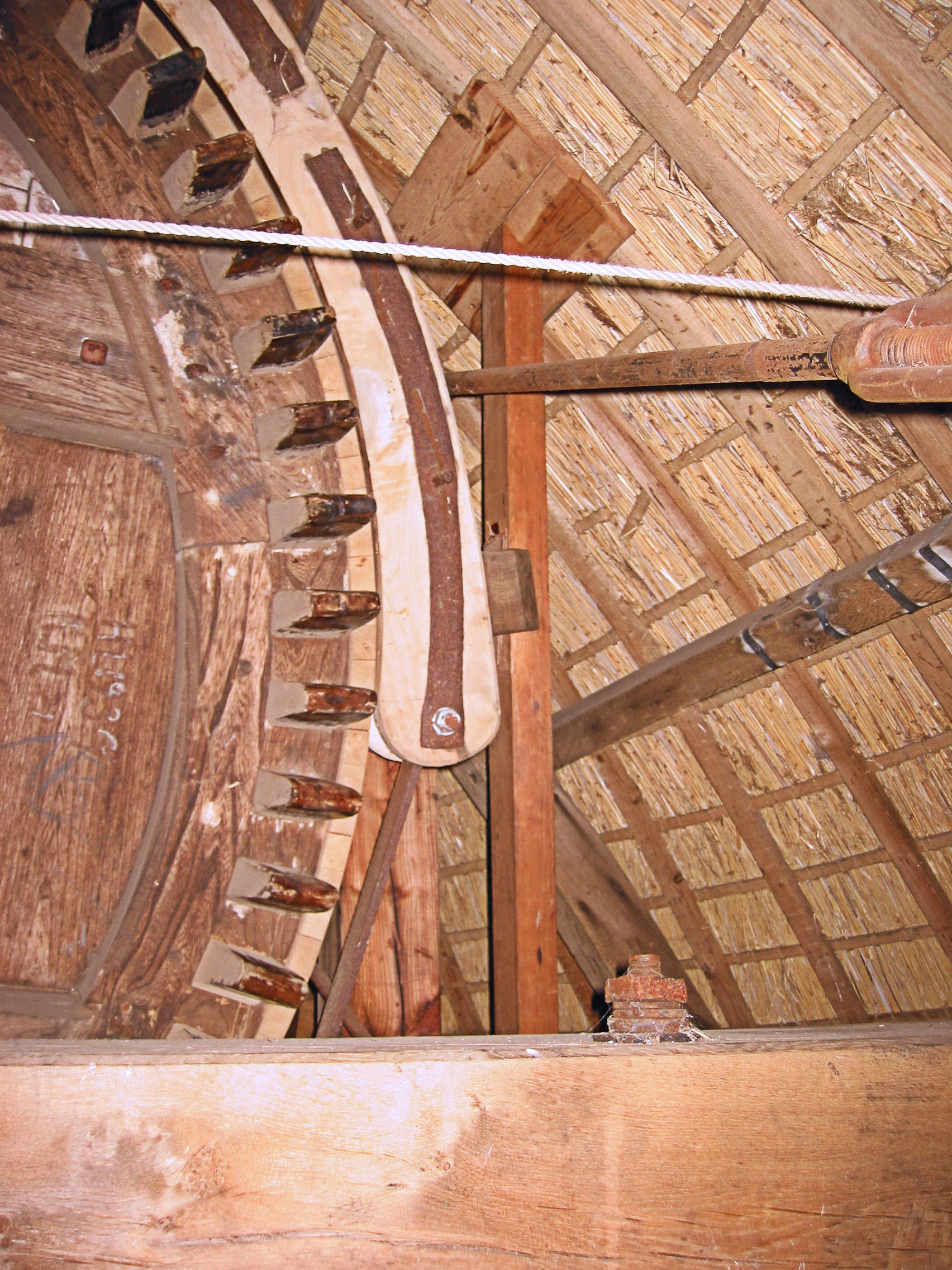
Lendestut
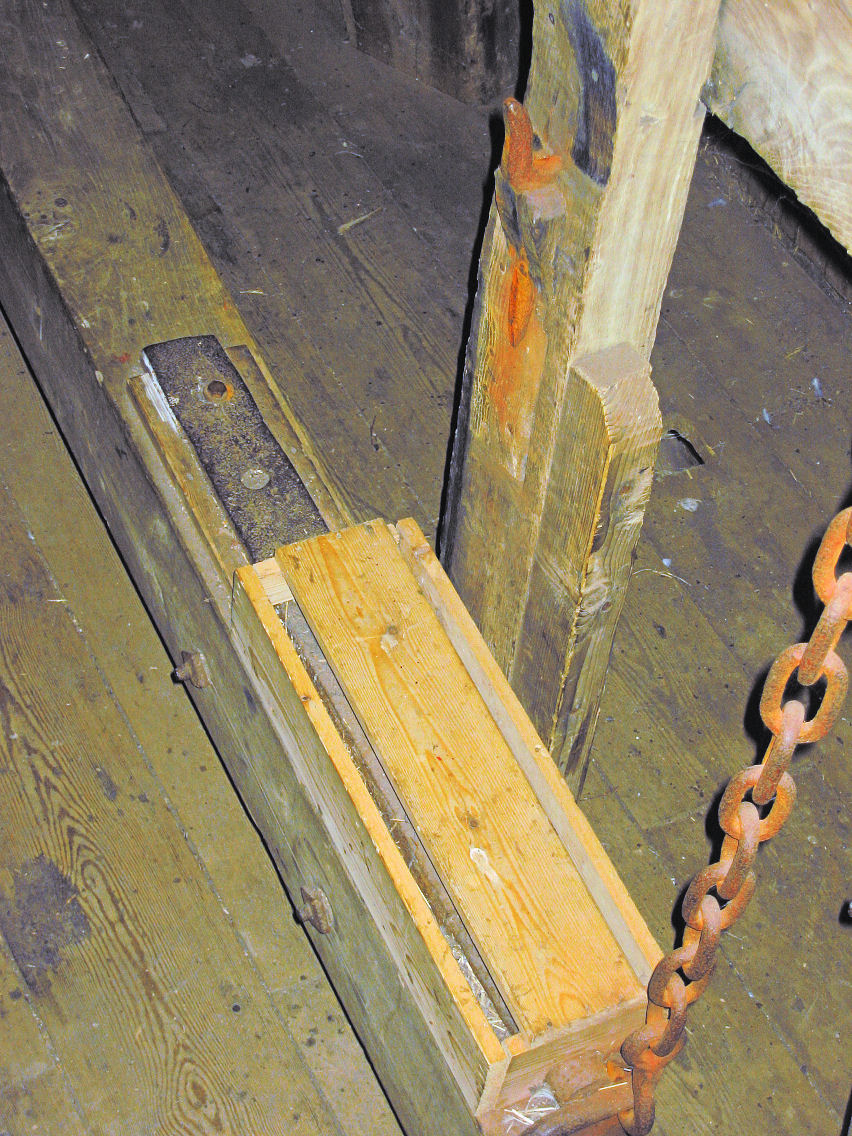
Vangbalk met duim
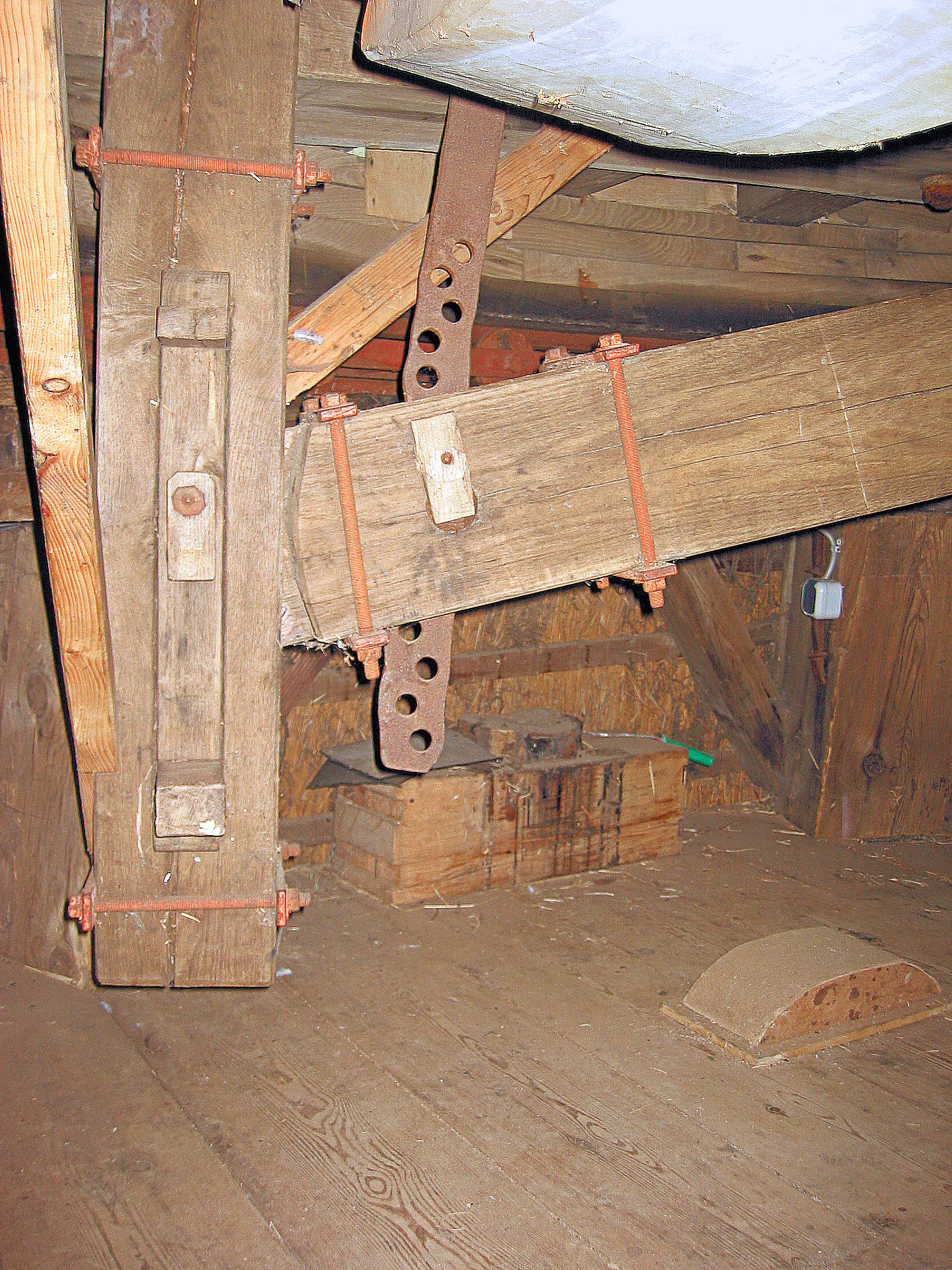
Ezel met schuif en sabelijzer
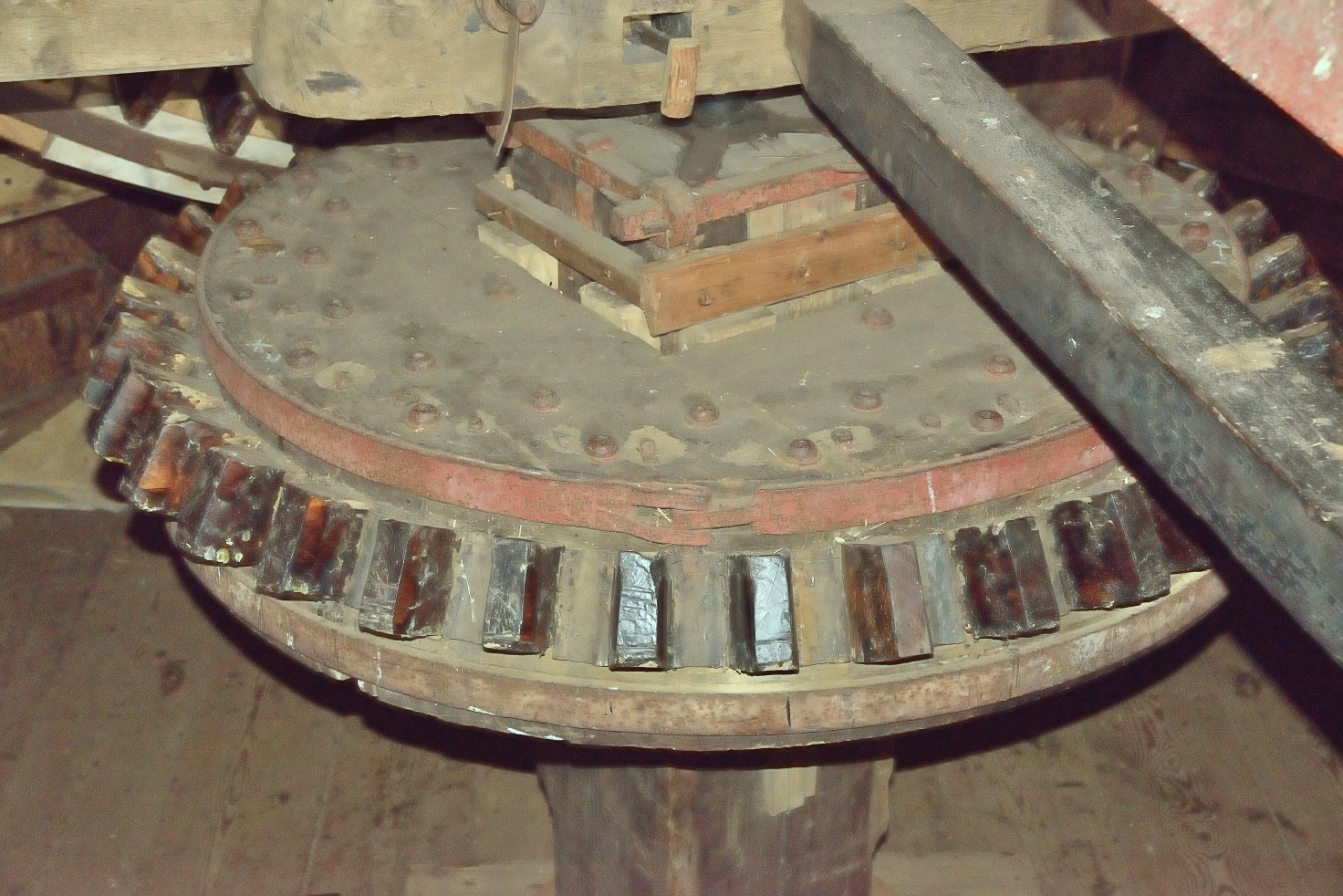
Conische bonkelaar
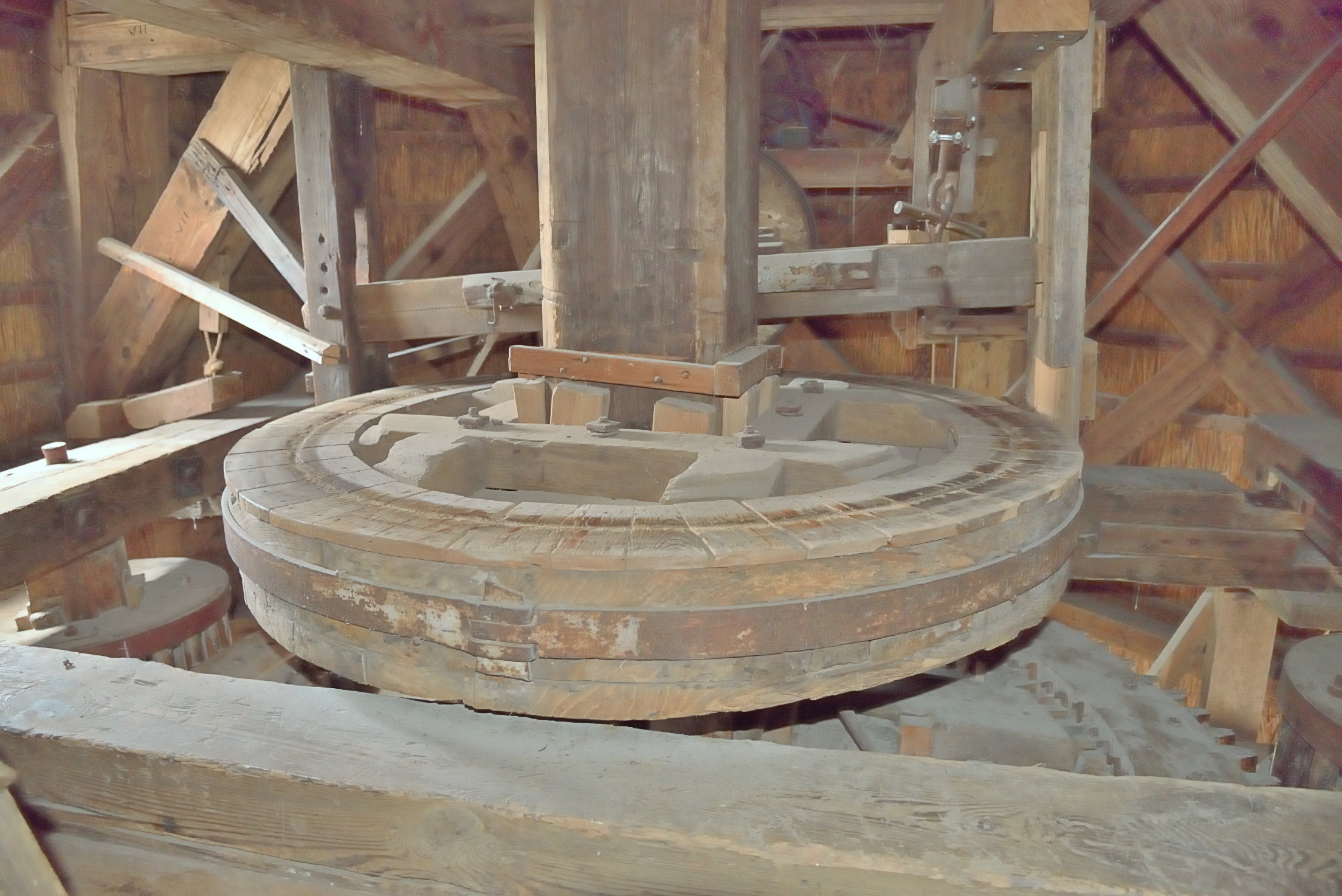
Luitafel met op de achtergrond nog net zichtbaar, rechts achter de koningsspil, een deel van het aangedreven luiwiel
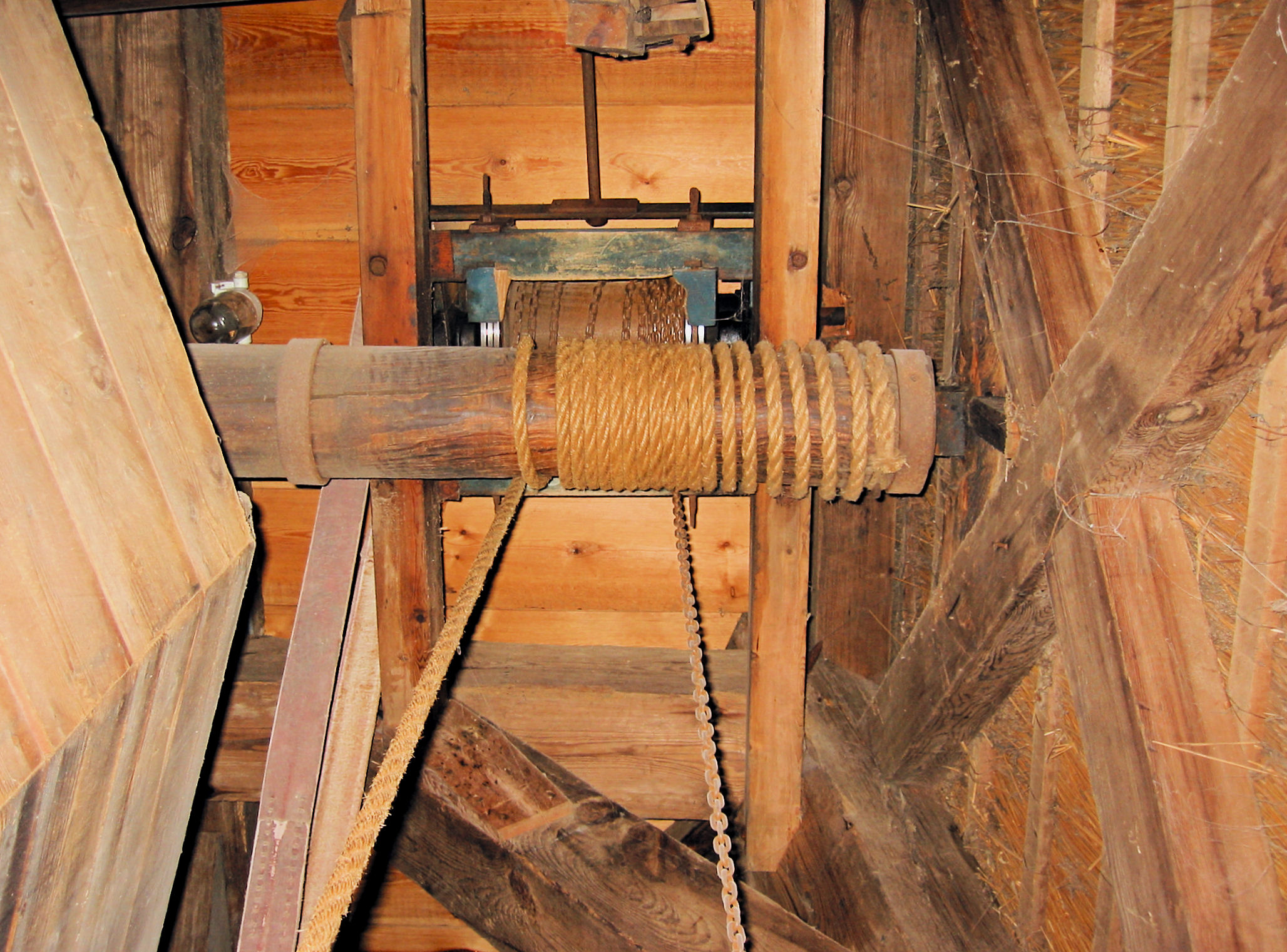
Luias
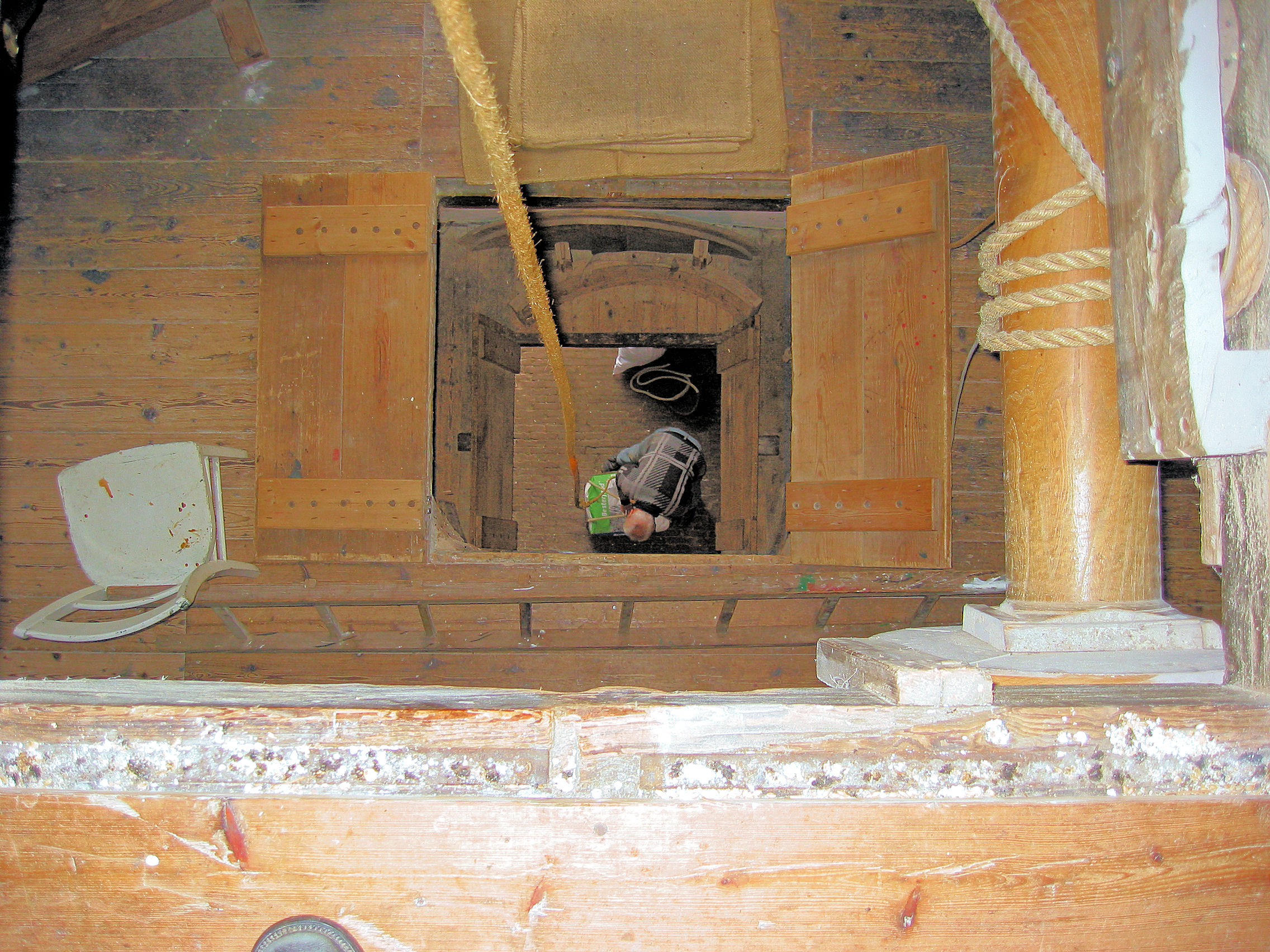
Opluien
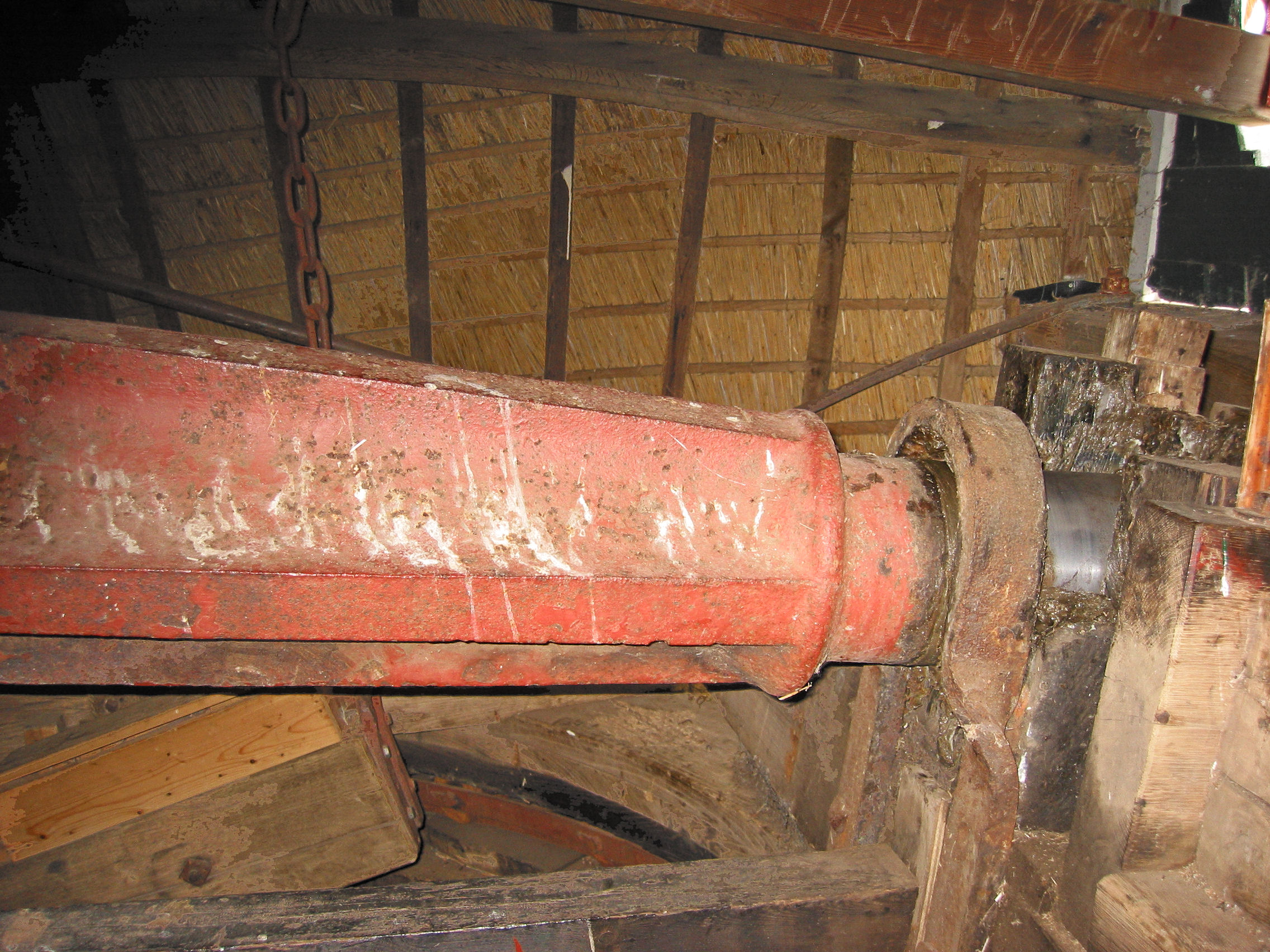
Gietijzeren bovenas met penlager bestaande uit pensteen en tegel
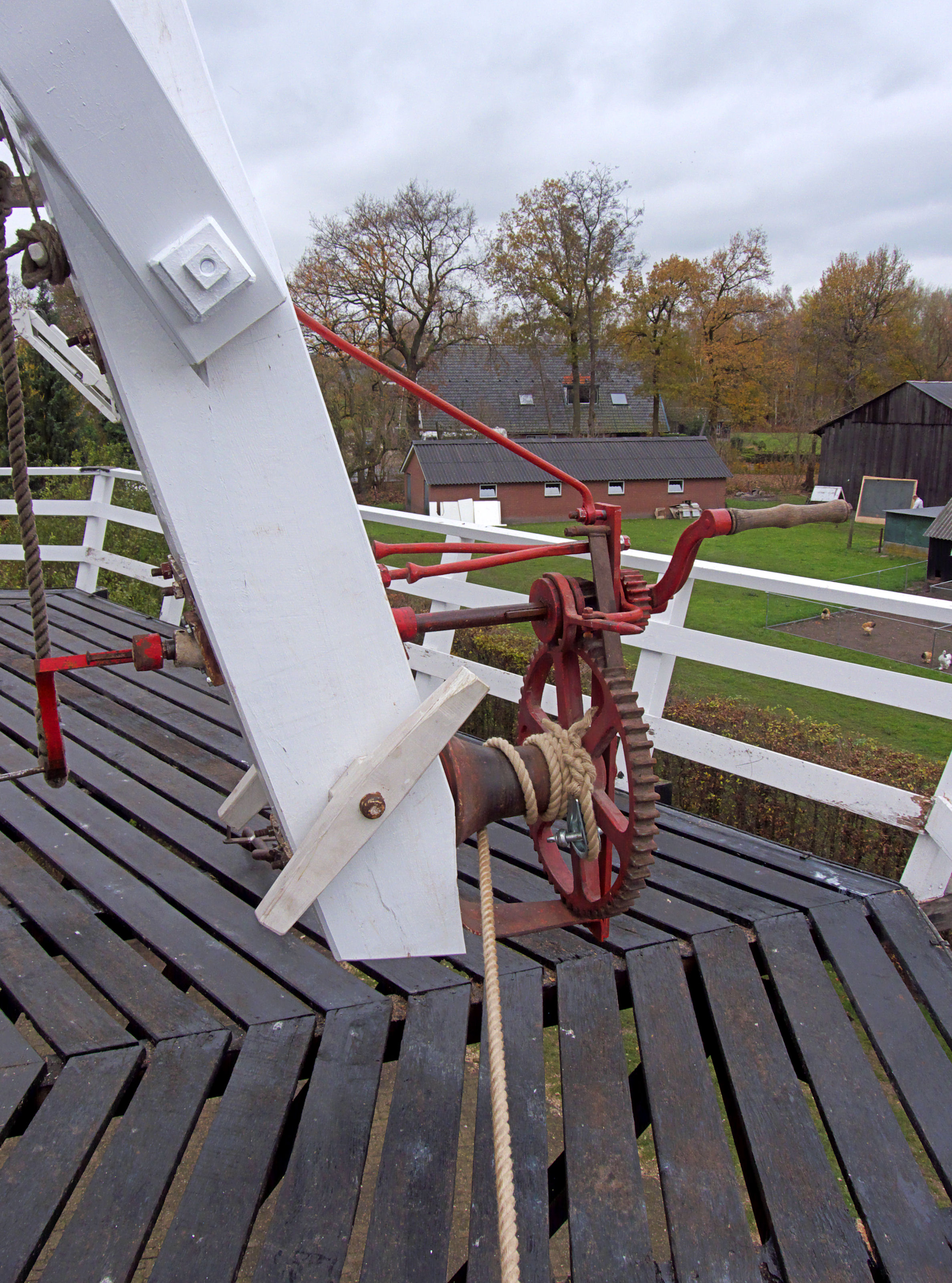
Kruilier
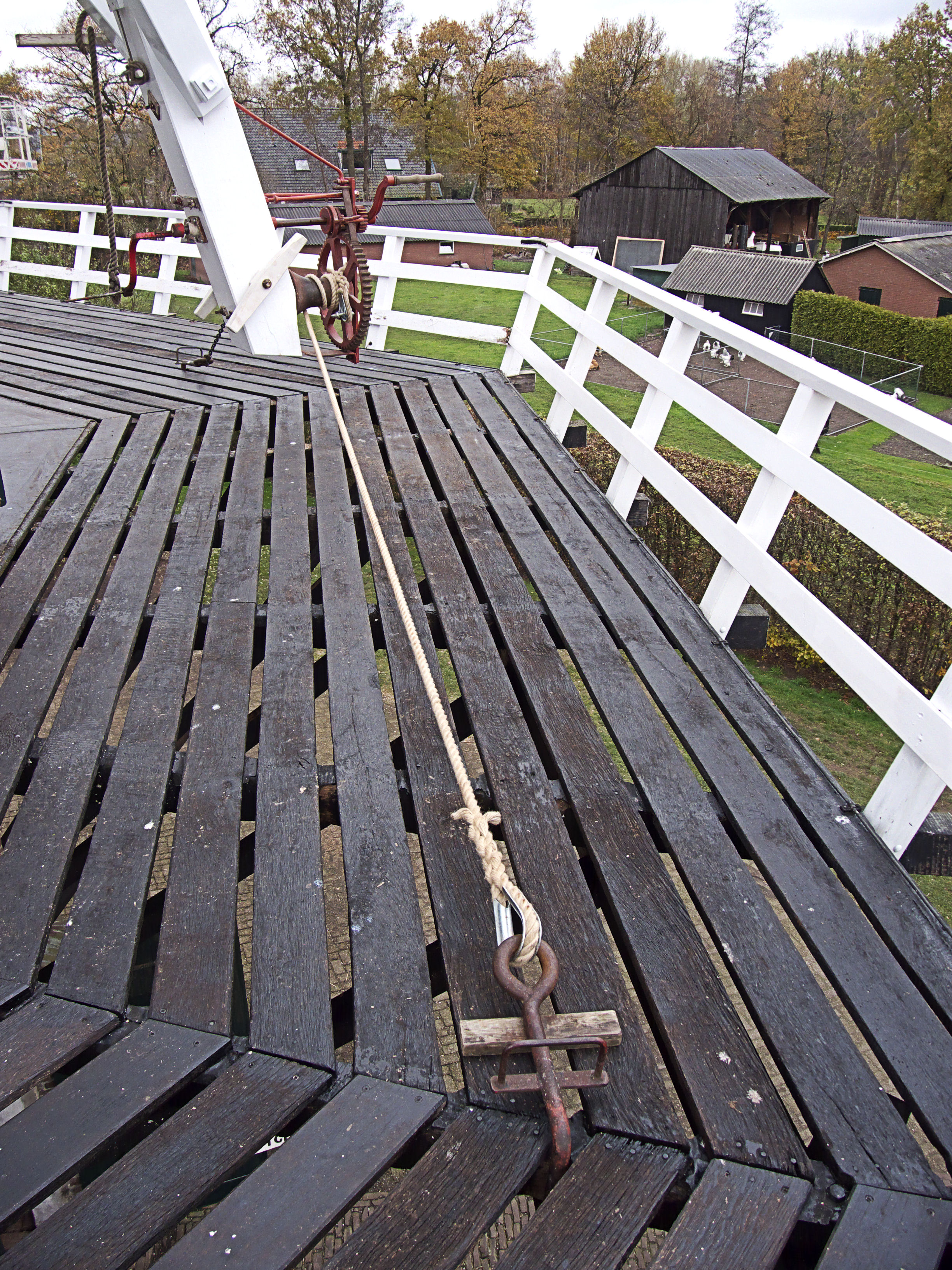
Kruireep
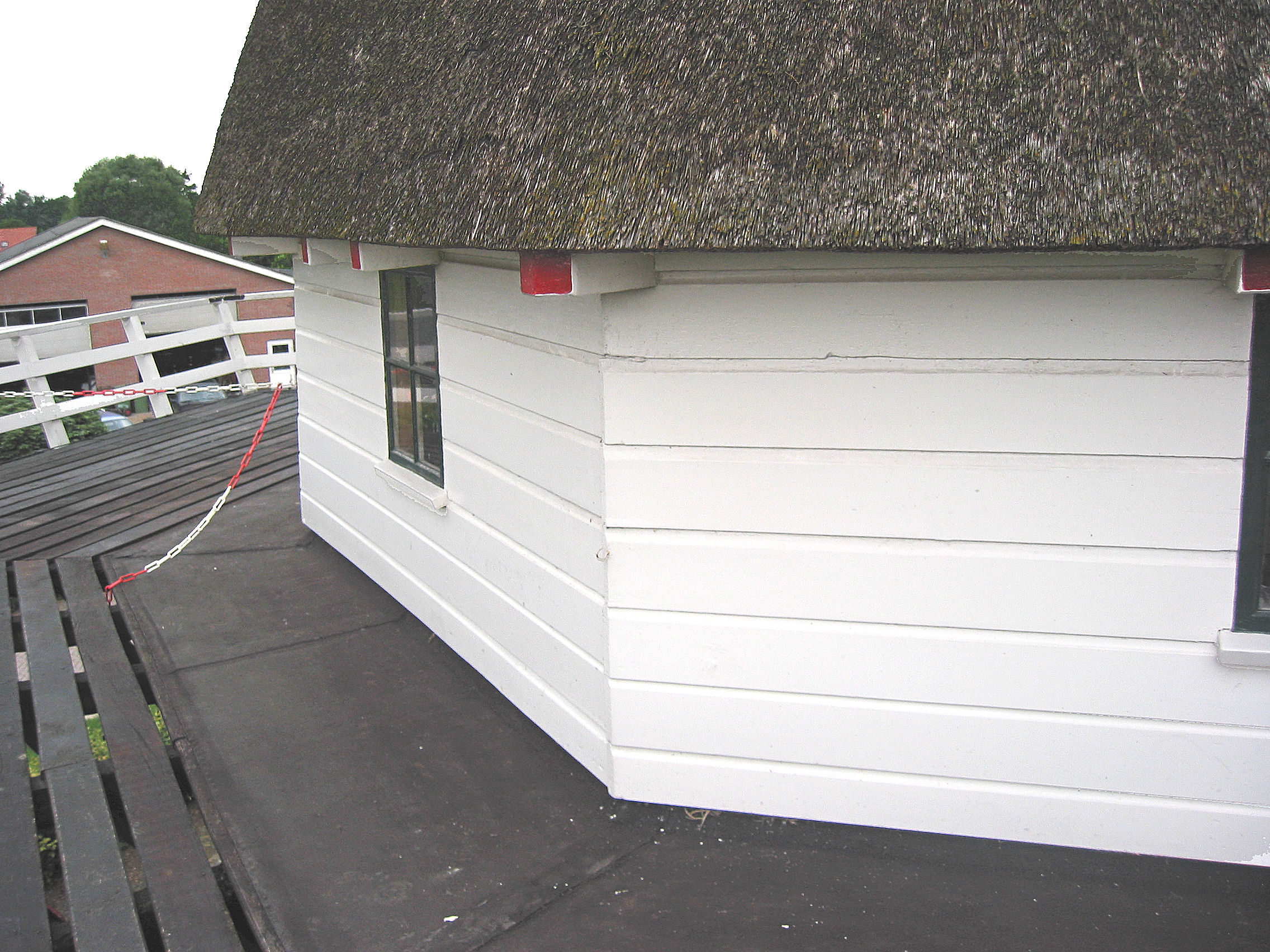
Met rabatdelen bedekte houten achtkant
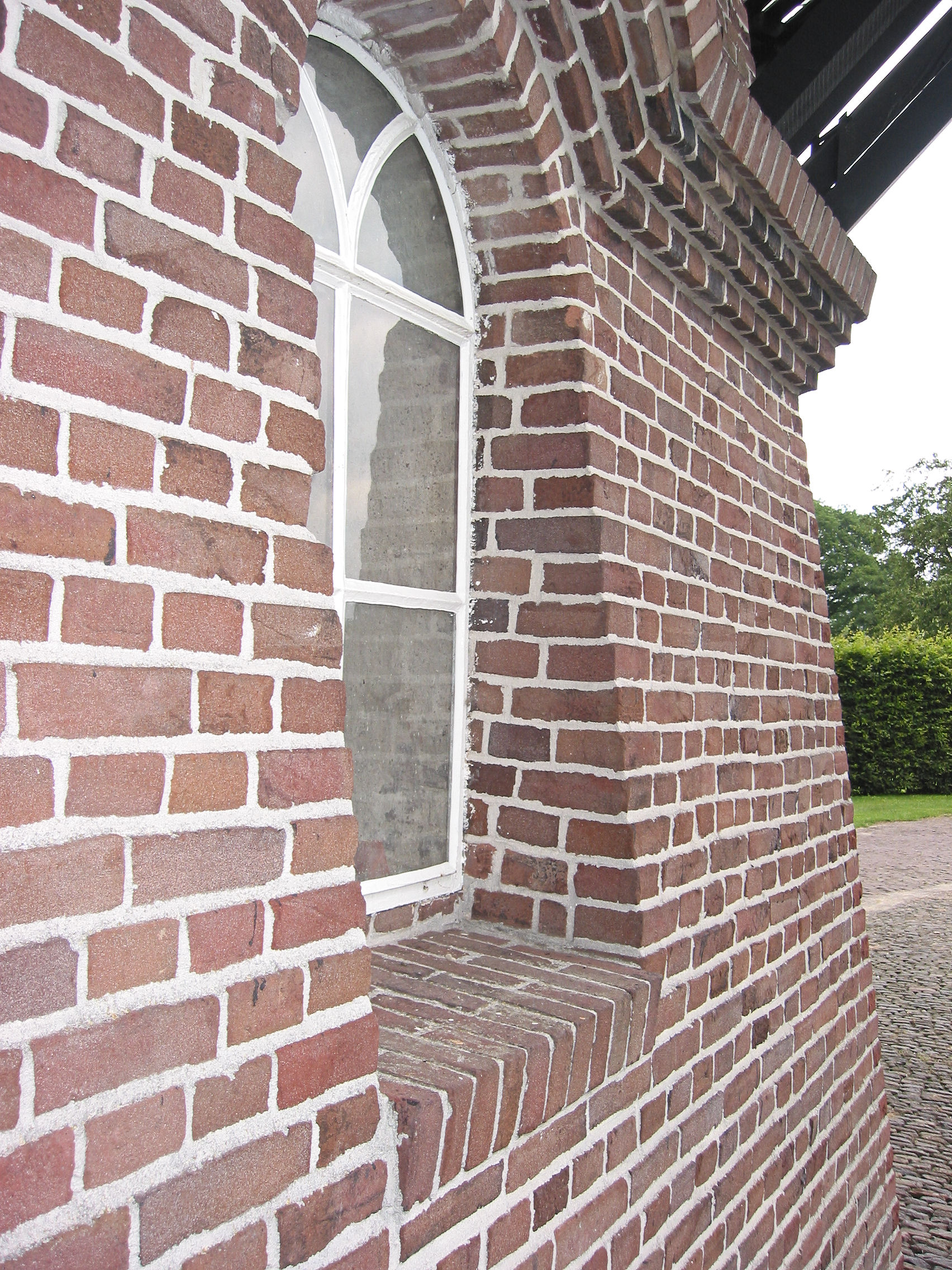
Dikke muur van de onderkant
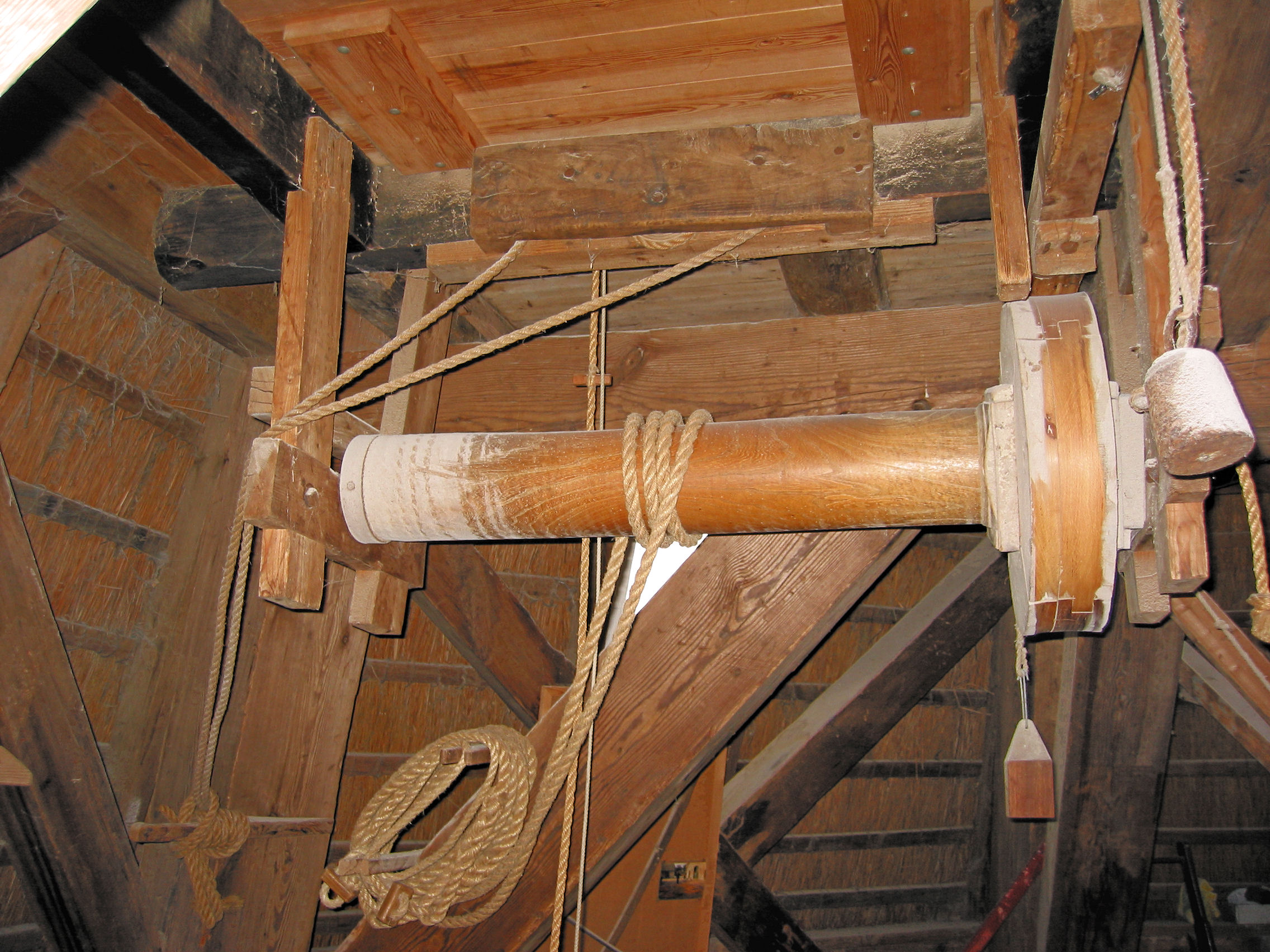
Twee afschietwerken voor het laten zakken van zakken meel
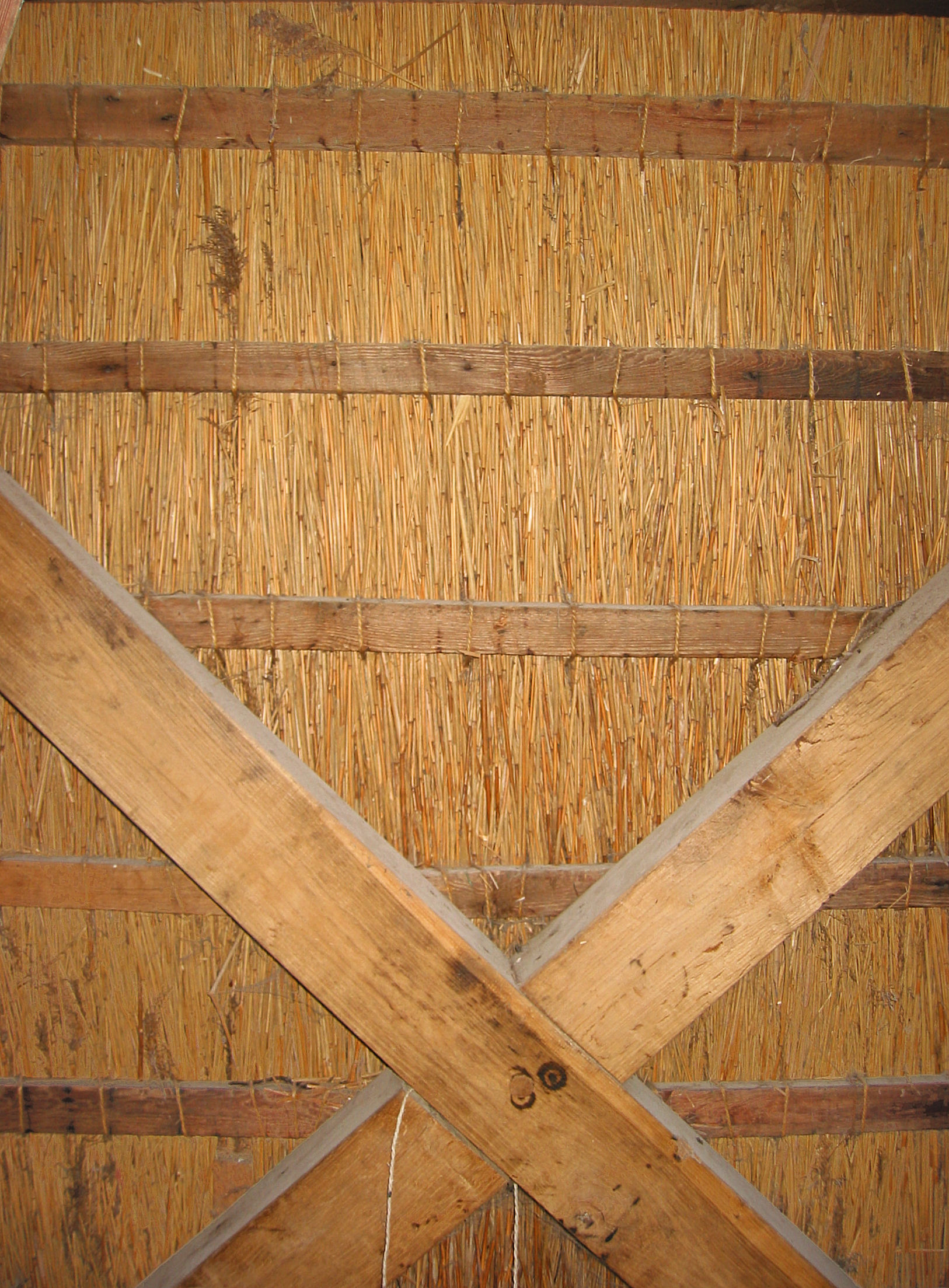
Riet vastgezet met touw
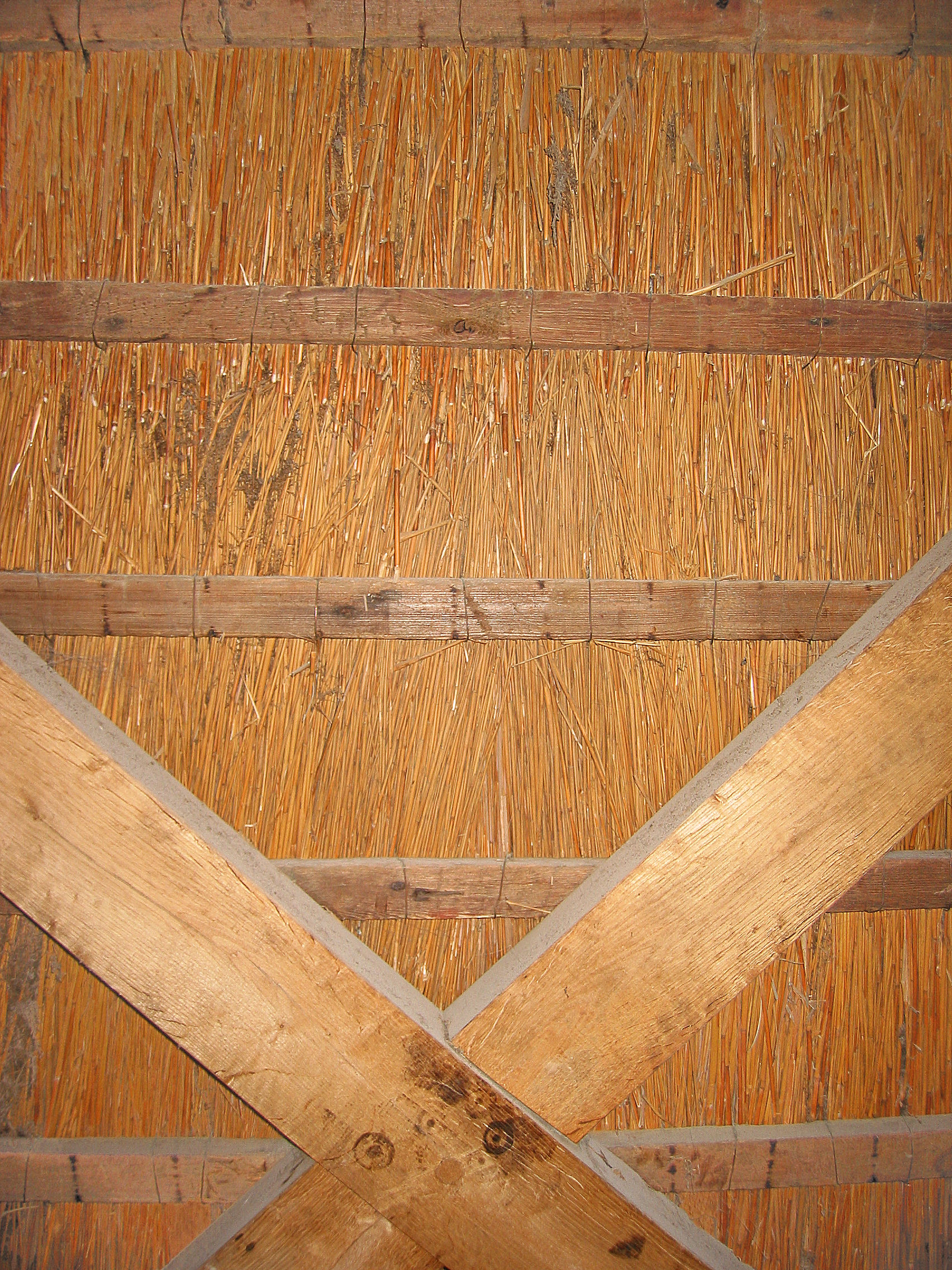
Riet vastgezet met koperdraad
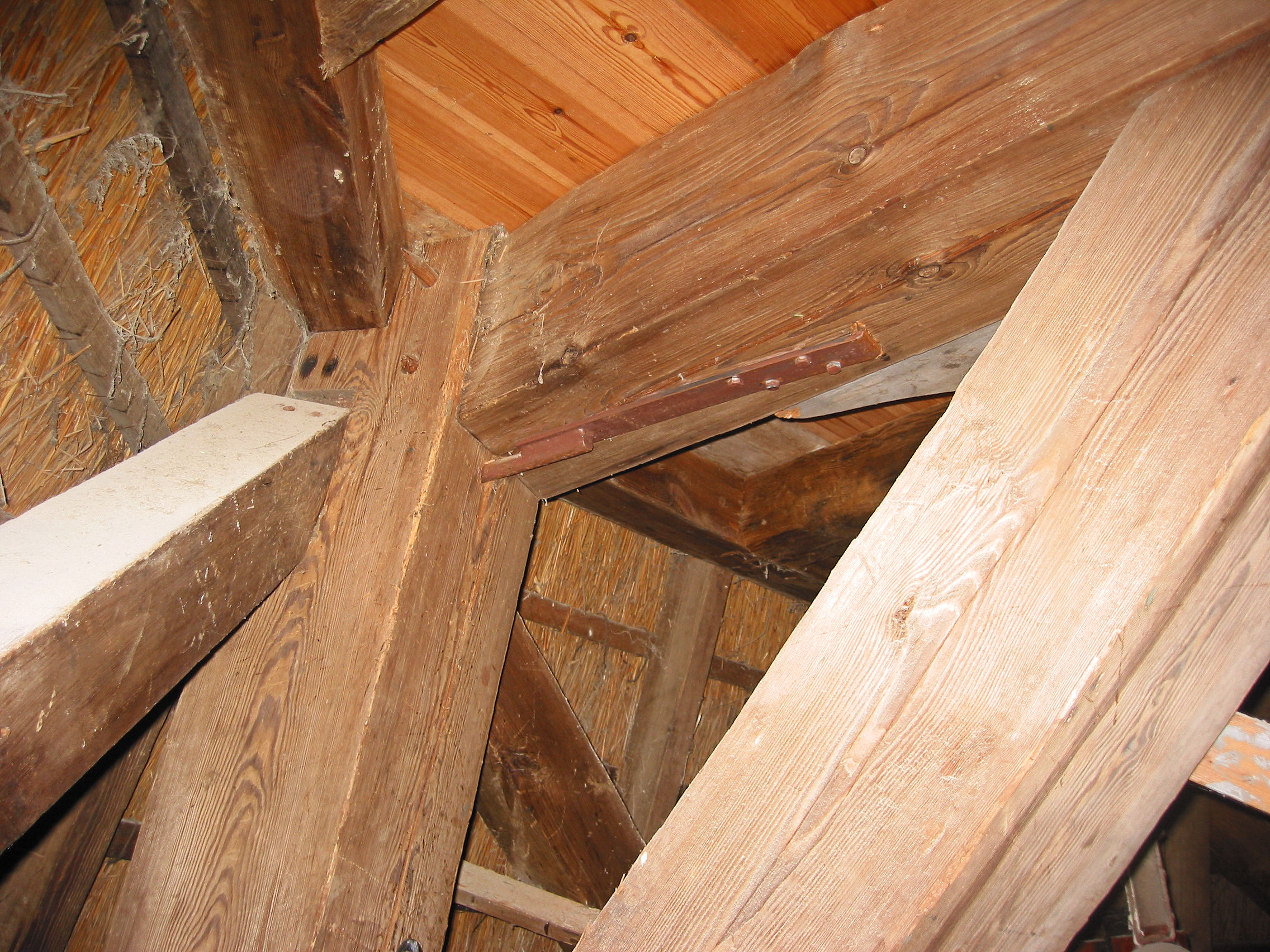
Detail achtkantstijl met trekijzer
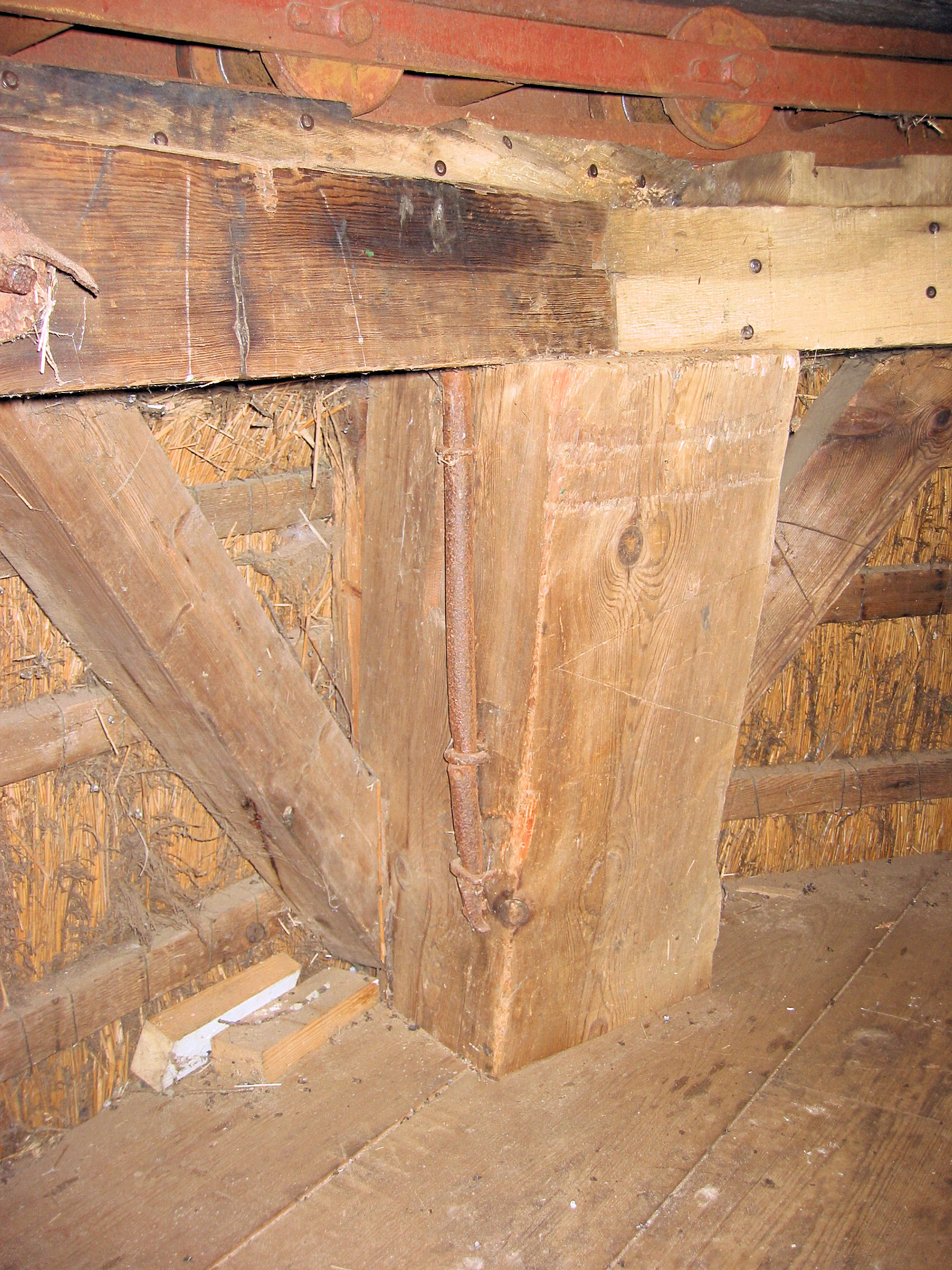
Roosbout bij verbinding van achtkantstijl met boventafelement en op voorkant achtkantstijl gekraste timmermansmerkteken
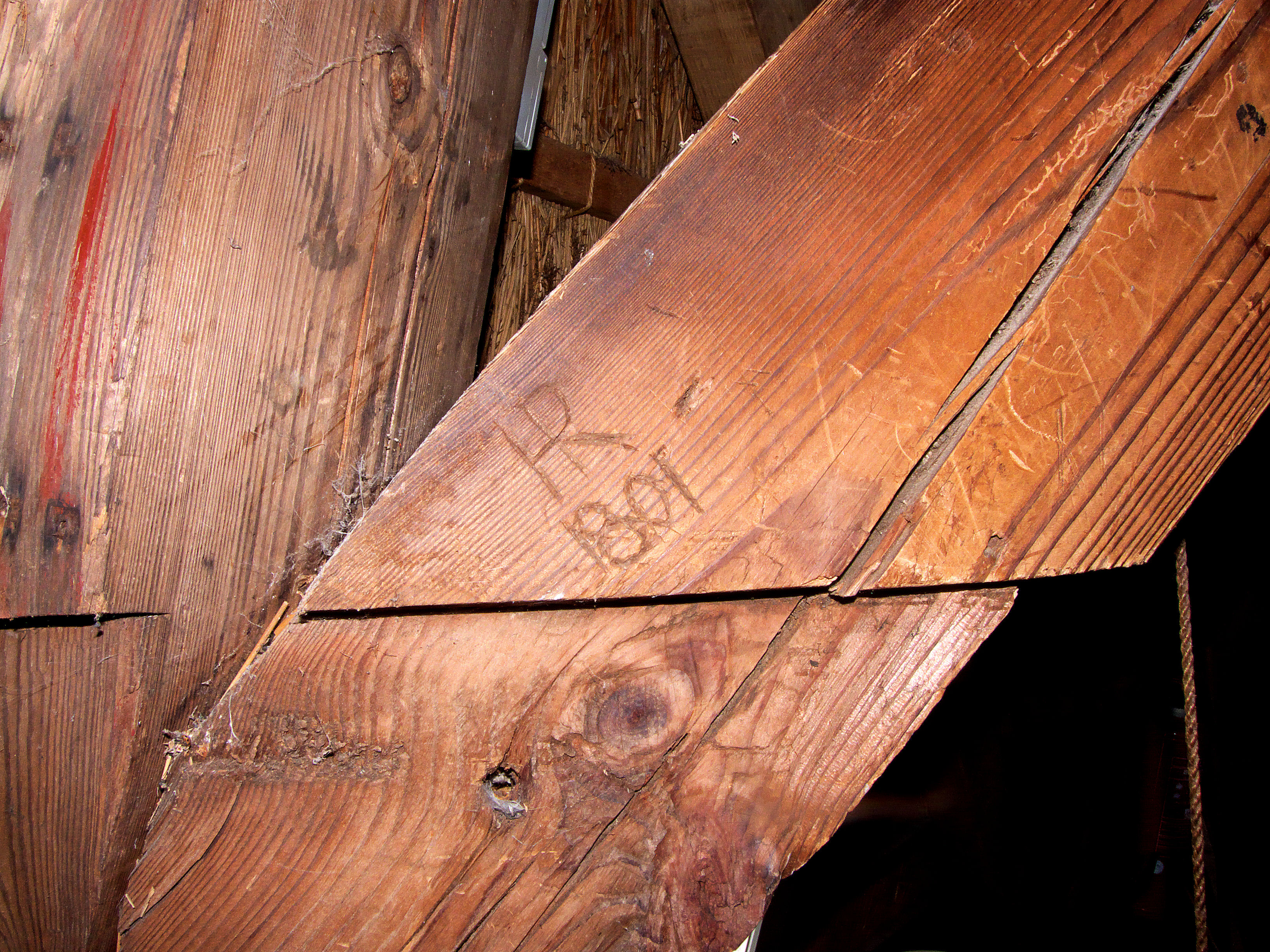
Achtkantstijl met het jaartal 1801 en initialen HR (H. de Roos?)
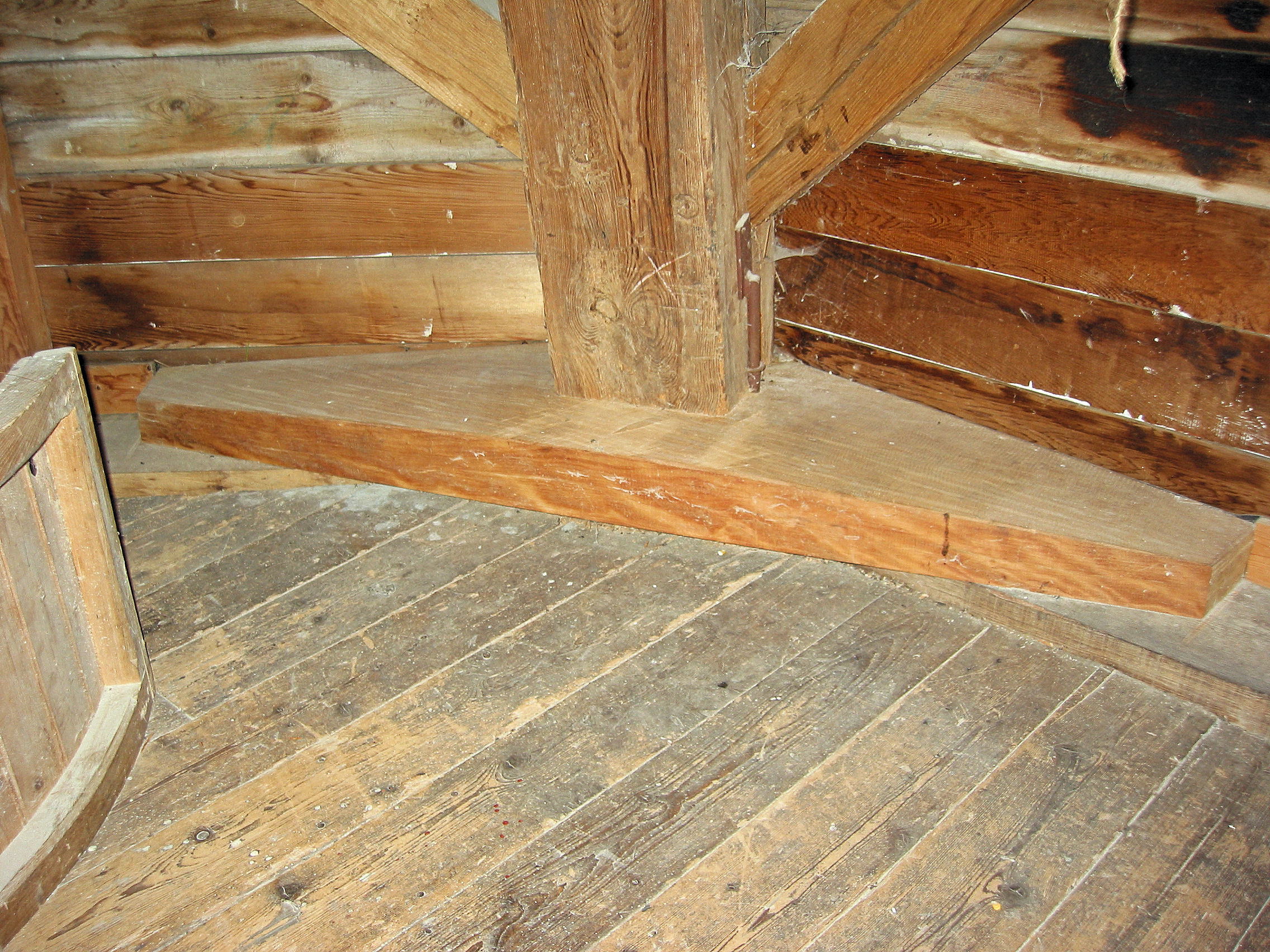
Peulstuk onder de achtkantstijl
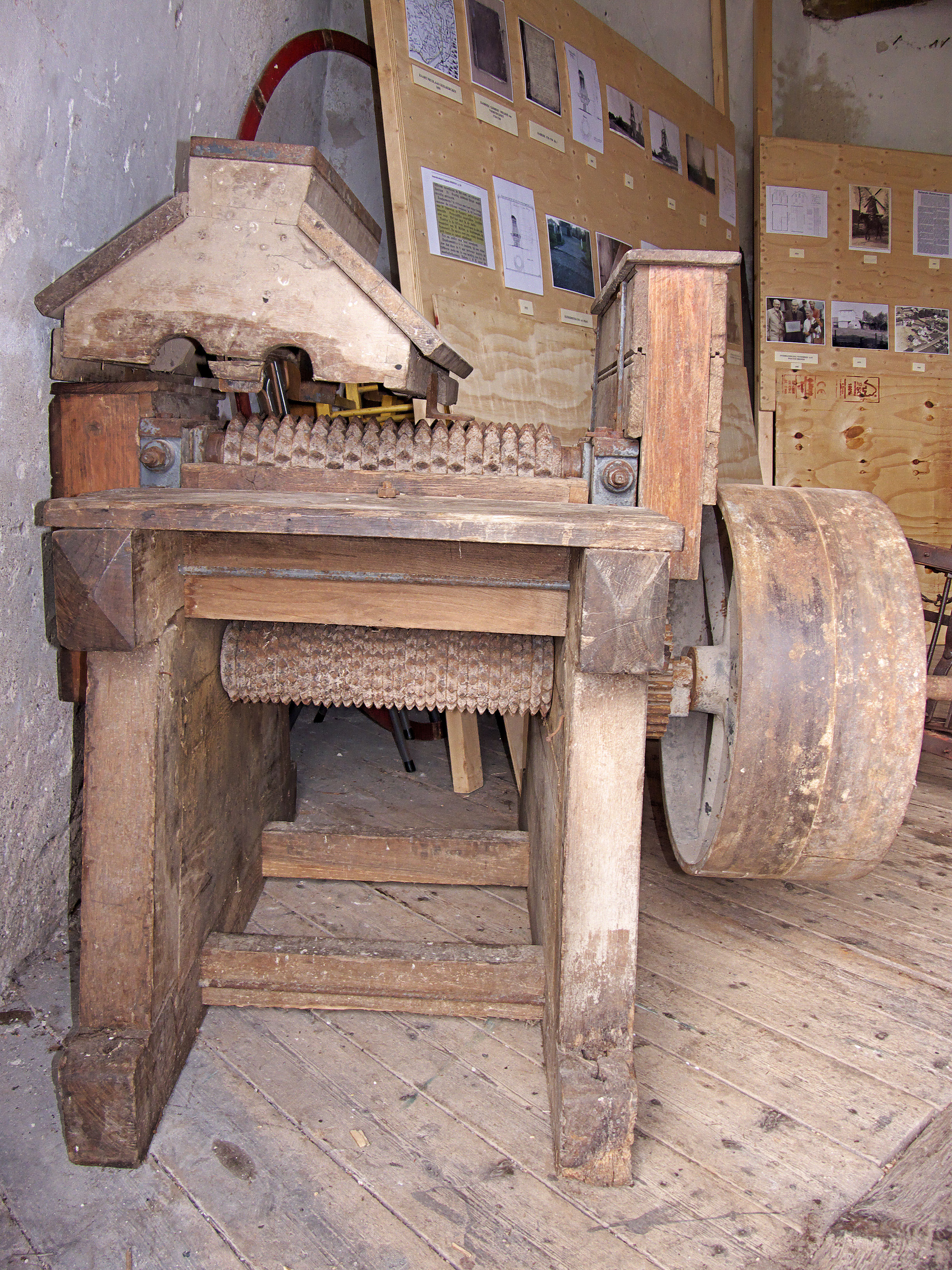
Koekenbreker
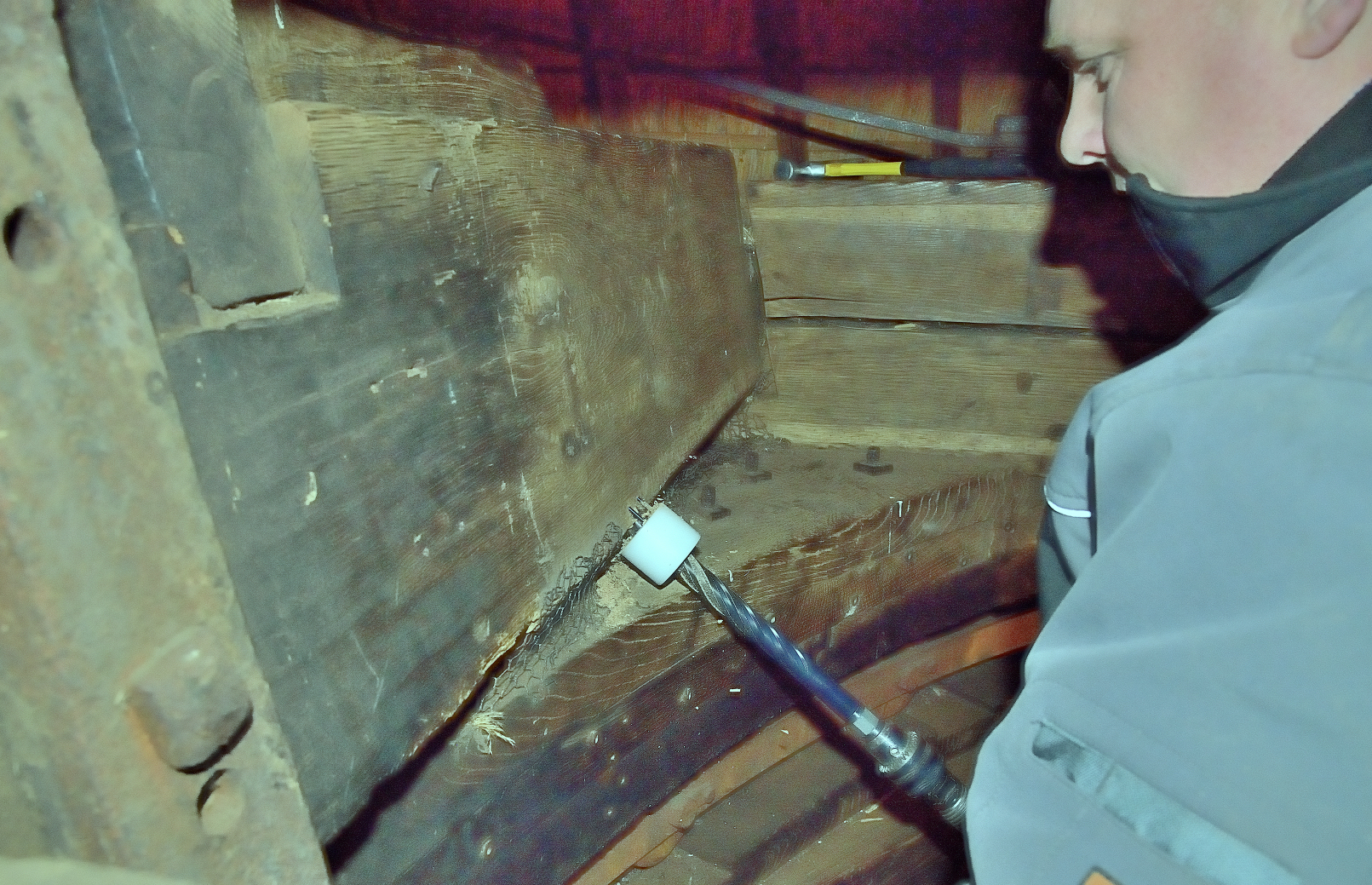
Nemen van boormonster voor dendrochronologisch onderzoek
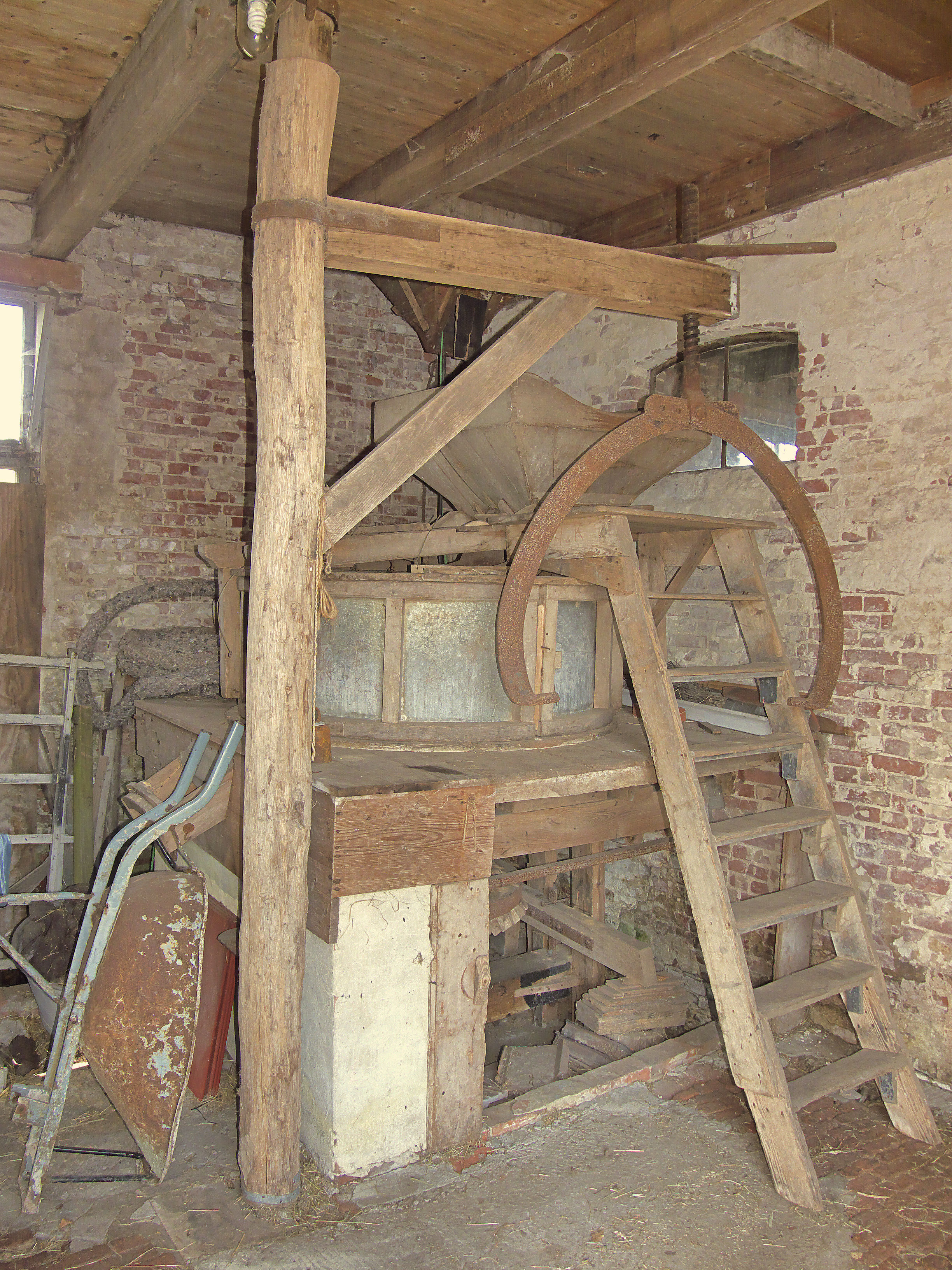
Maalstoel in Blijham
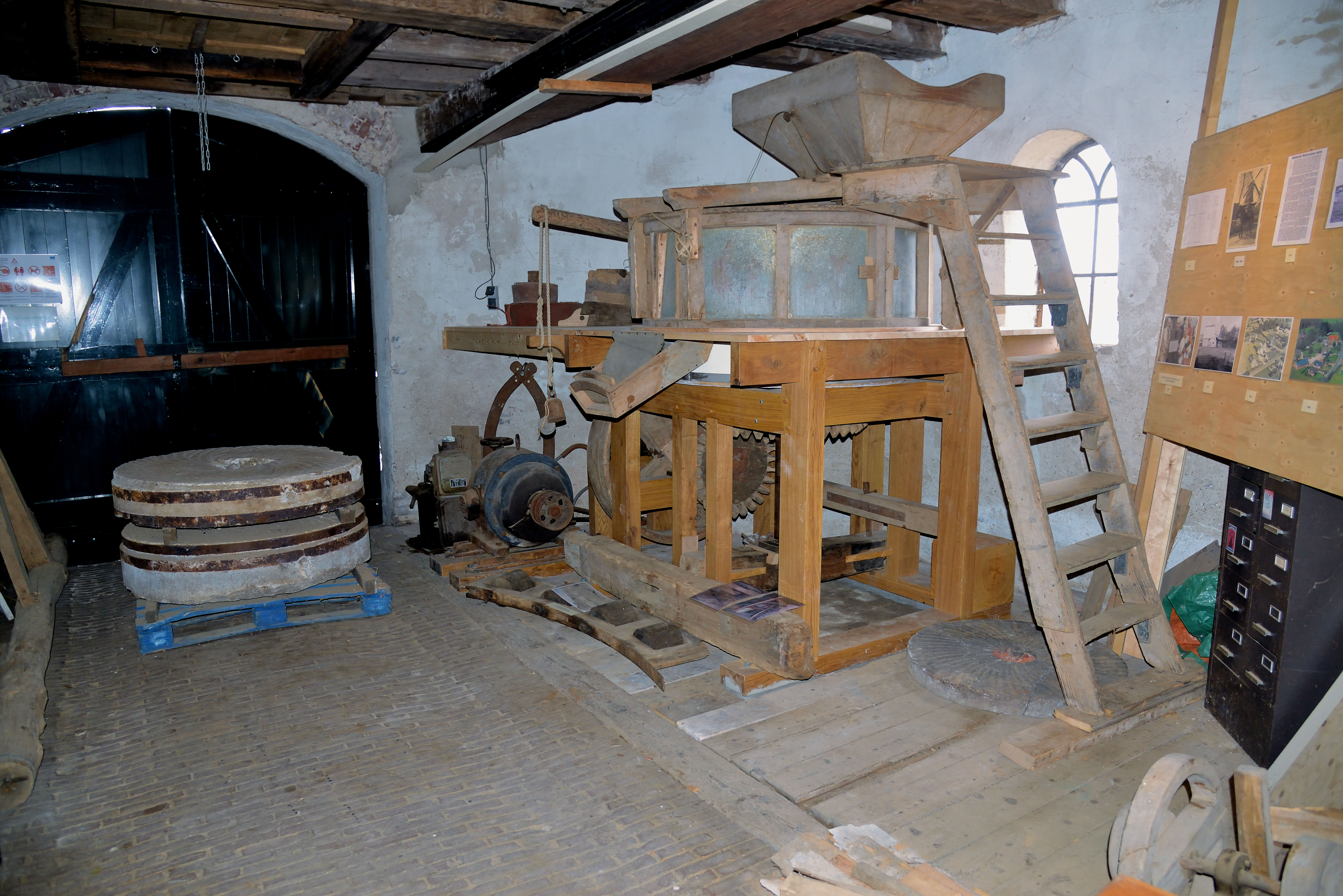
Maalstoel uit Blijham in Walderveense molen
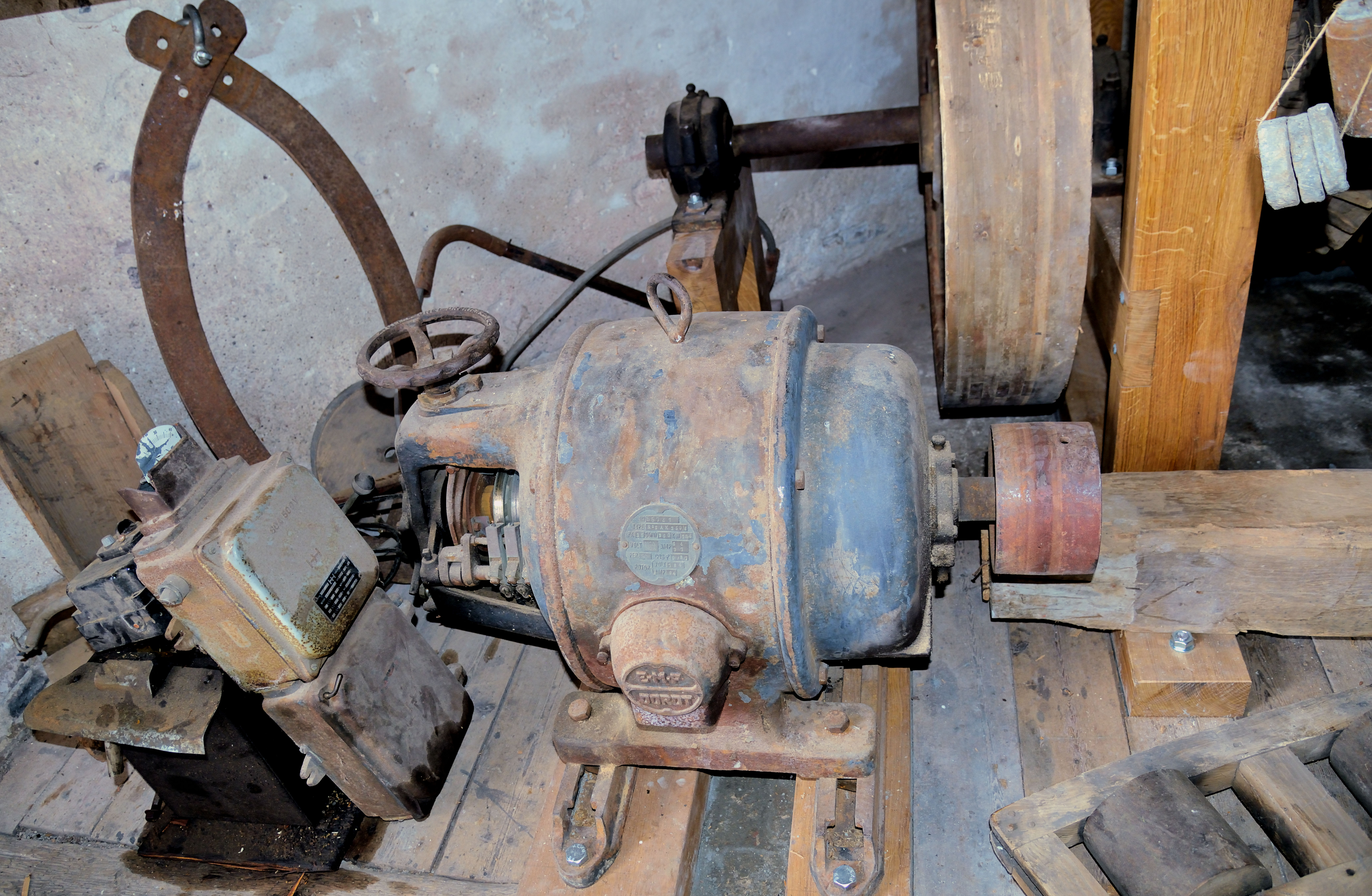
Elektromotor
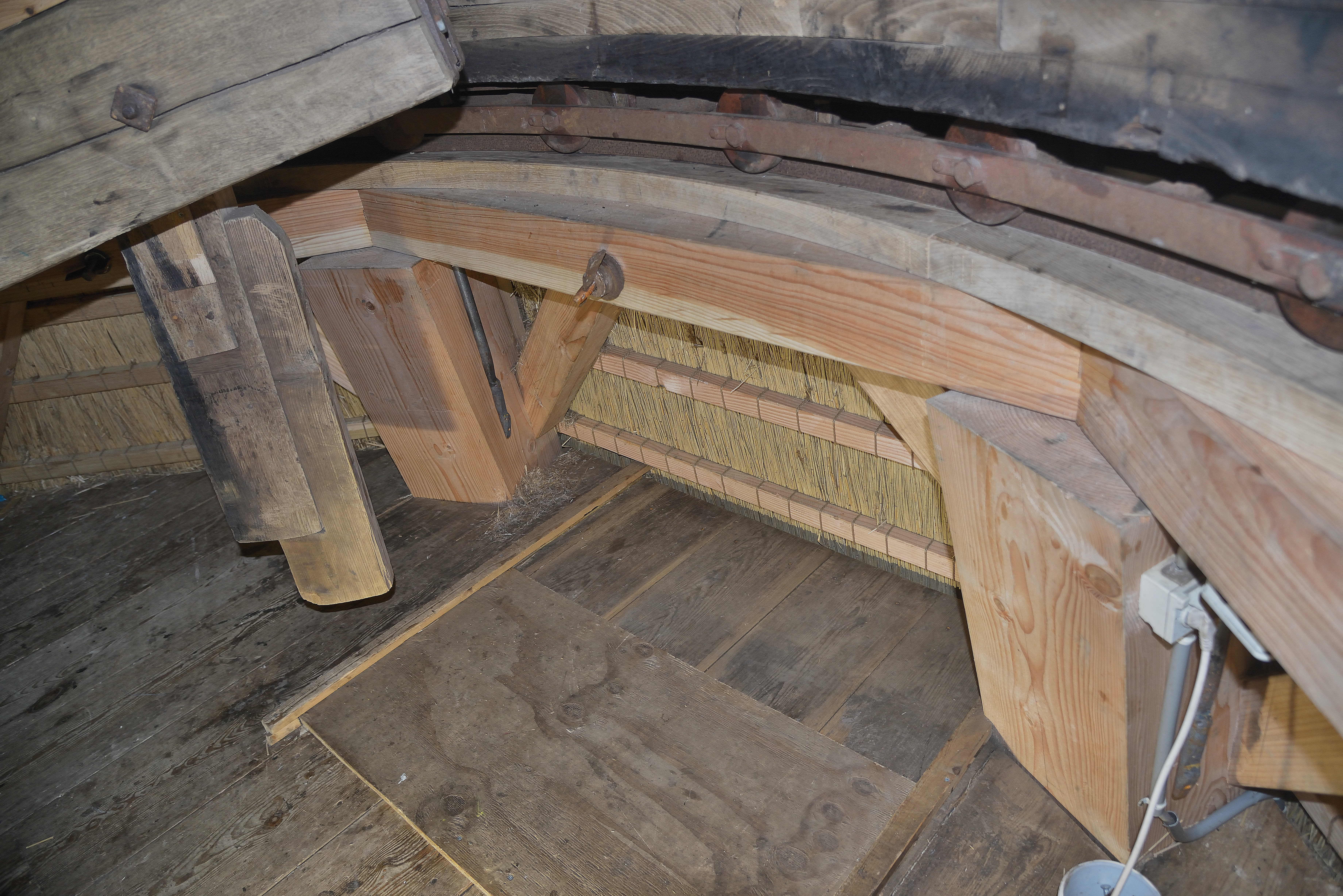
Vernieuwd boventafelement en aangeheelde achtkantstijlen
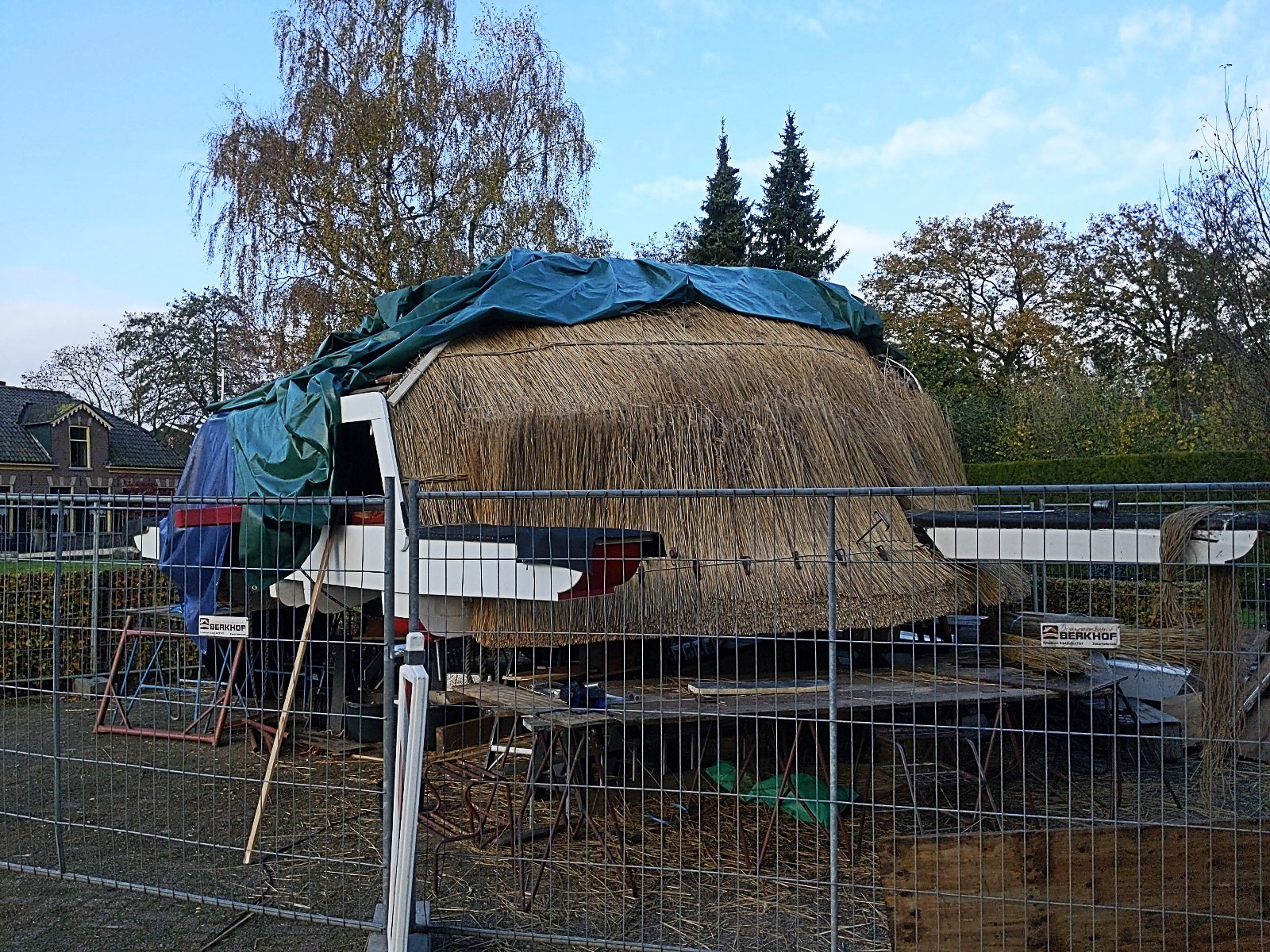
Kap met nieuwe spruit en achterkeuvelens op 12-11-24